# Swissair
Die Swissair (offizieller Name Swissair Schweizerische Luftverkehr-Aktiengesellschaft) mit Sitz in Kloten war von 1931 bis zu ihrer Nachlassstundung im Oktober 2001 und Liquidation ab März 2002 die nationale Fluggesellschaft der Schweiz. In der Folge des Zusammenbruchs ihrer Konzernmutter SAirGroup wurde auf der Grundlage der Regionalfluggesellschaft Crossair die neue Schweizer Fluggesellschaft Swiss gegründet. Die heute zur Lufthansa gehörende Swiss nutzt einen Teil der Flugzeuge und bedient eine Vielzahl der Flugstrecken der ehemaligen Swissair.

## Geschichte

### Gründungsjahre

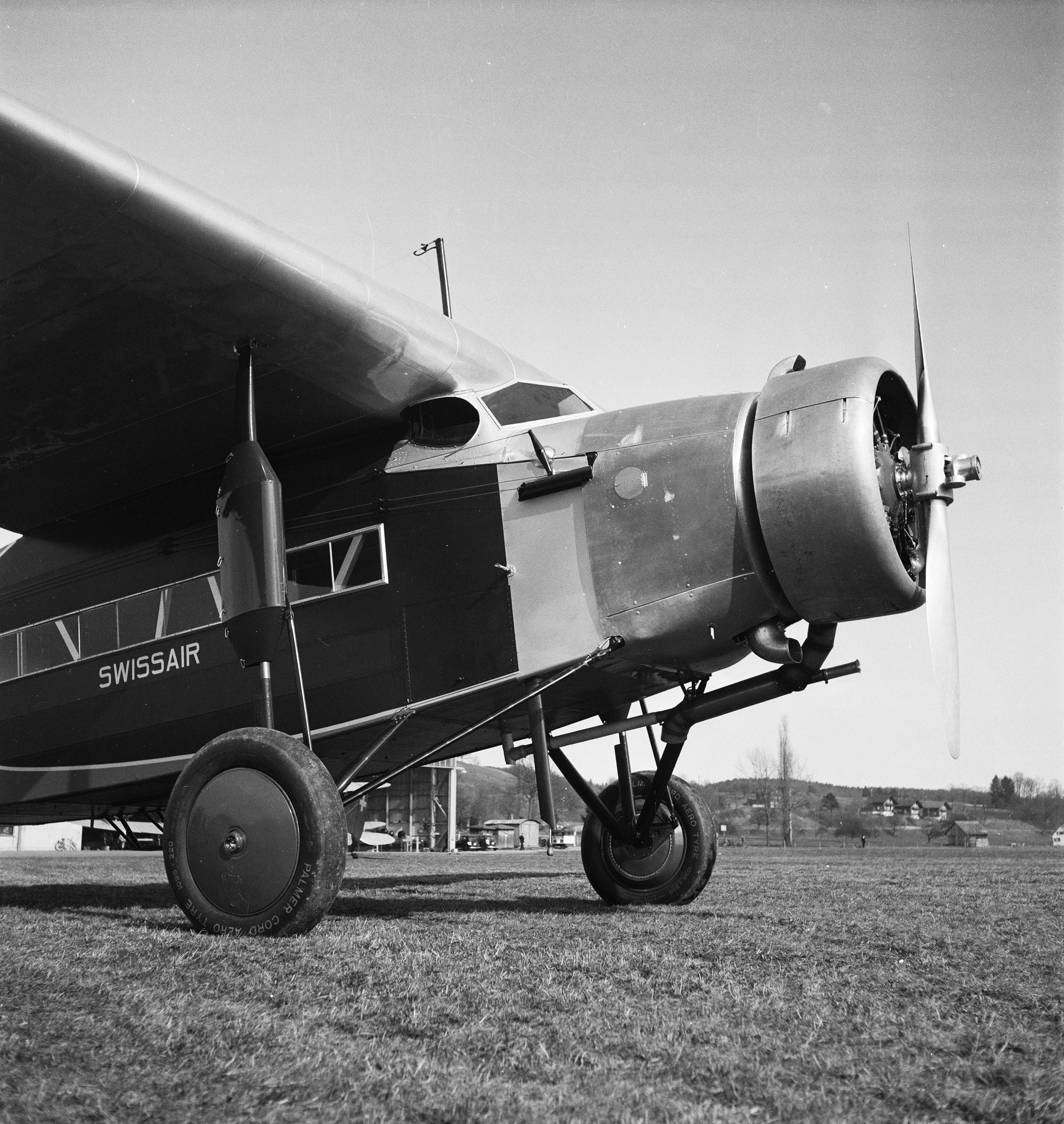
Fokker F.VII a, CH-157 später HB-LBO, wurde hauptsächlich auf der Poststrecke Dübendorf – Le Havre – Cherbourg eingesetzt

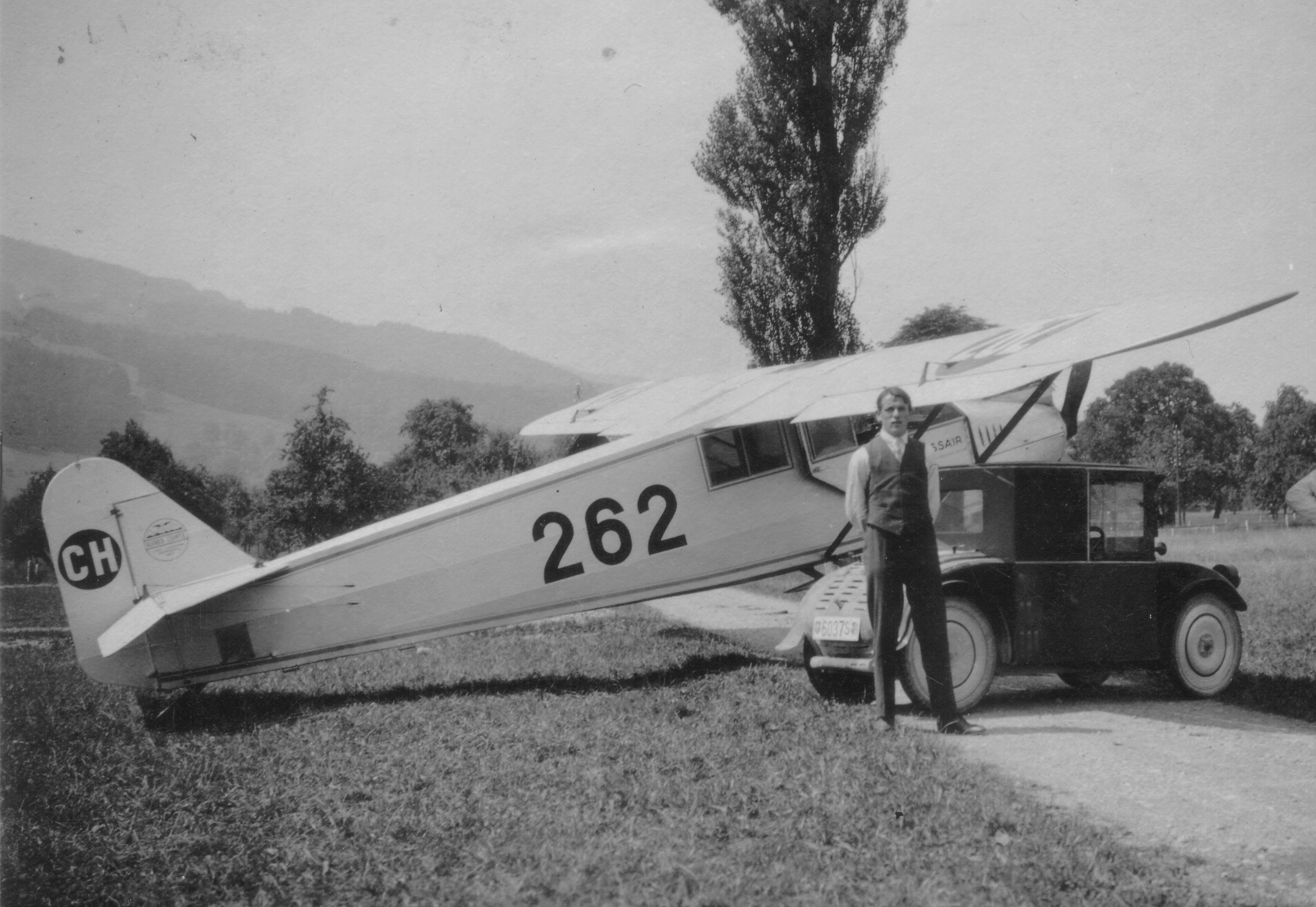
Comte AC-4 (CH-262) der Swissair auf der Luzerner Allmend, Sommer 1931

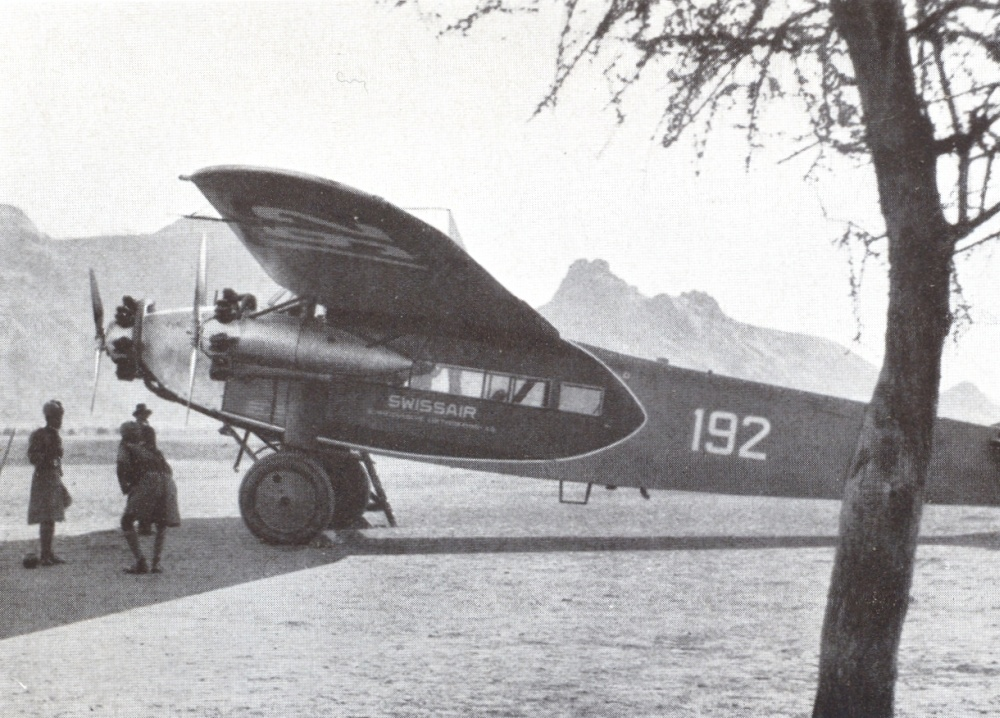
Fokker F.VIIb-3 m (CH-192) der Swissair, geflogen von Walter Mittelholzer in Kassala (Sudan), Februar 1934

Am 26. März 1931 wurde die Swissair Schweizerische Luftverkehr-Aktiengesellschaft durch die Fusion der Fluggesellschaften Ad Astra Aero (Gründungsjahr 1919) und Balair (Gründungsjahr 1925) rückwirkend auf den 1. Januar durch Balthasar «Balz» Zimmermann und den Schweizer Flugpionier Walter Mittelholzer gegründet. Im Gegensatz zu anderen Fluggesellschaften war sie ohne staatliche Beteiligung privatwirtschaftlich konstituiert. Der kurze und prägnante Namens-Vorschlag Swissair von Alphonse Ehinger, Verwaltungsratspräsident der Balair, konnte sich durchsetzen, obwohl die meisten Verwaltungsräte den Namen zunächst als «unschweizerisch» ablehnten. Im ersten Betriebsjahr waren 64 Personen angestellt, darunter zehn Piloten, sieben Funker und acht Bordmechaniker. In 13 Maschinen standen für Passagiere 85 Plätze während der Betriebsmonate im Sommer (März bis Oktober) zur Verfügung. Als Heimbasis fungierte der Flughafen Dübendorf. Die Länge des Streckennetzes betrug 4203 Kilometer, im ersten Betriebsjahr wurden acht Strecken bedient: Genf–Zürich–München–Wien, Genf–Basel–Mannheim–Frankfurt–Köln–Essen–Amsterdam, Bern–Zürich–Stuttgart–Halle/Leipzig–Berlin, Zürich–Basel–Paris, Genf–Lyon–Paris, Basel–Zürich–München–Prag, Basel–Cherbourg (als Poststrecke) und Zürich–Luzern. Total wurden im ersten Betriebsjahr 724'476 km geflogen. Das erste Jahr schloss mit einem Reingewinn von 49'453.75 Franken (heute inflationsbereinigt 354'691 Franken), der eine 4-%-Dividendenausschüttung von 20 Franken pro Aktie erlaubte. Mit einem Flug zum Tschadsee wurde erstmals mit Passagieren nach festgelegtem Programm über die Sahara geflogen.
Die Swissair legte bereits zu Beginn grossen Wert auf die Ausbildung der Piloten im Blindflug, insbesondere im Schlechtwetterverfahren «ZZ», einem Vorläufer des heute genutzten Instrumentenlandesystems ILS. Sie installierte das erste Lorenzbake-Leitsystem ausserhalb Deutschlands.

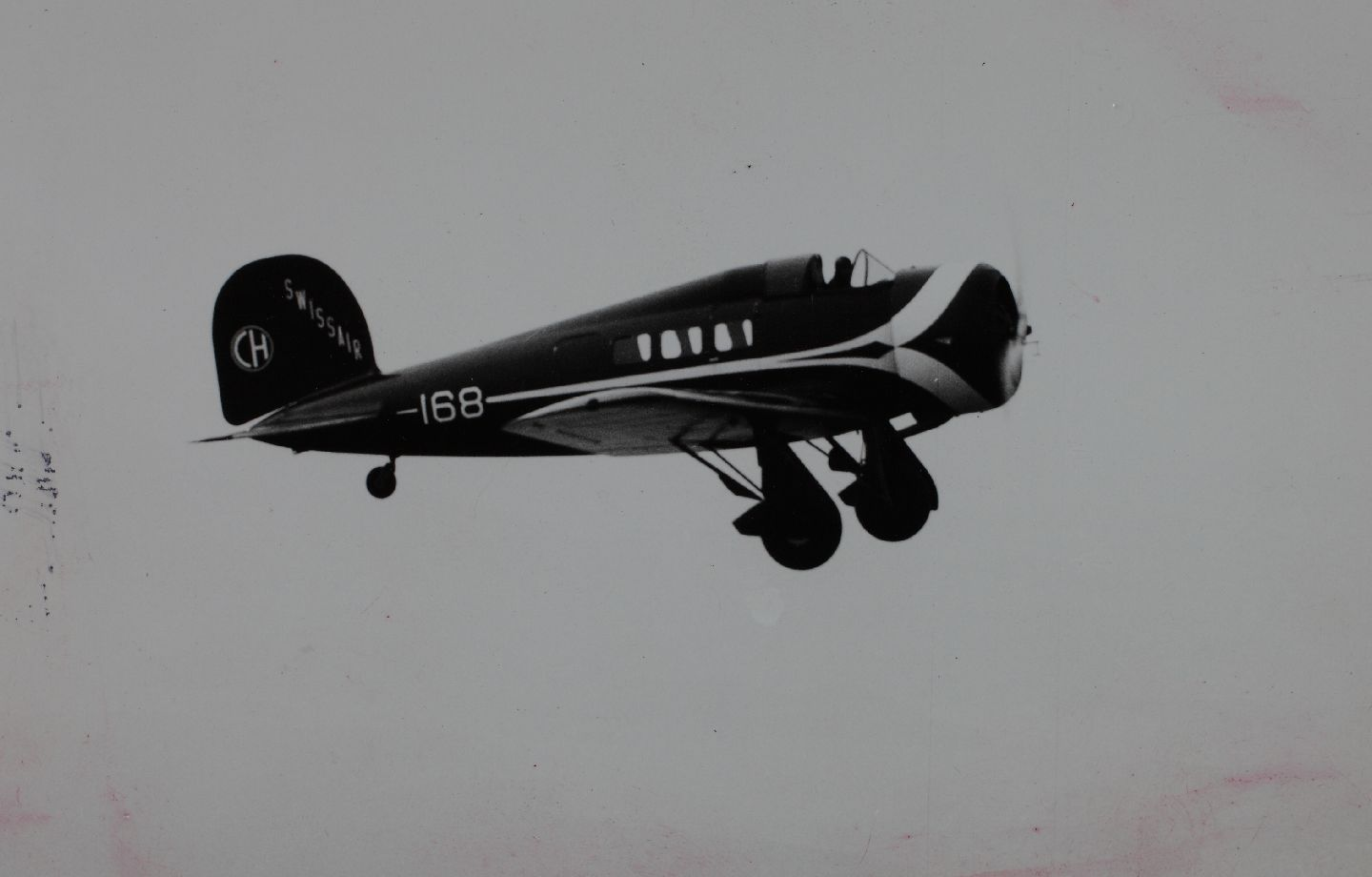
Lockheed Orion, CH-168

Am 17. April 1932 kaufte die Swissair zwei 4-plätzige Lockheed 9 Orion, damals das erste Verkehrsflugzeug mit einziehbarem Fahrwerk. Als zweite europäische Fluggesellschaft nach der tschechoslowakischen Fluggesellschaft CSA setzte sie damit amerikanische Flugzeuge ein. Die Orion war rund 100 km/h schneller als die Flugzeuge der europäischen Konkurrenz und wurde auf der «Expresslinie» Zürich–München–Wien eingesetzt. Aufgrund des Erfolgs dieser «Schnellflugzeuge» wurden zusätzlich noch zwei grössere, 10-plätzige Maschinen des Typs Clark GA-43 angeschafft, die ab 1934 mehrheitlich auf den Strecken nach Frankfurt und Wien eingesetzt wurden. Die Clark-Maschinen waren damals mit ihrer Ganzmetallbauweise und Funksprechanlage ihrer Zeit weit voraus.
Die erste transalpine Strecke war bereits 1933 mit der Linie Zürich–Mailand aufgenommen worden. Ausserdem wurde im gleichen Jahr auf Retour-Flugscheinen neu ein Rabatt von 30 % gewährt.
Im Jahr 1934 kam eine Curtiss AT-32C Condor hinzu, auf der ab dem 1. Mai 1934 erstmals in Europa Stewardessen eingesetzt wurden. Nelly Diener erlangte als erste Flight Attendant Europas Weltruhm – kam jedoch nach nur 79 Flügen beim Absturz der Condor CH-170 am 27. Juli 1934 nahe Wurmlingen ums Leben (Abbruch eines Flügels wegen Materialermüdung).
Bereits 1935 kamen die ersten Douglas-Maschinen des Typs DC-2 mit schallgedämpften Kabinen zum Einsatz. Erstmals wurde London (Croydon) ins Streckennetz aufgenommen. Neu wurde ganzjährig auch im Winter geflogen. Ab 1937 wurde das Nachfolgemodell Douglas DC-3 mit der doppelten Sitzplatzanzahl (28 Passagiere) eingesetzt, was eine enorme Ausweitung der angebotenen Flugkilometer und Transporteinnahmen ermöglichte. Im gleichen Jahr starben kurz nacheinander die beiden Geschäftsführer Walter Mittelholzer und Balthasar «Balz» Zimmermann. Mittelholzer verunfallte in der Steiermark beim Bergsteigen, Zimmermann starb an einer Infektionskrankheit.
Im Jahr 1937 wurde die Ostschweizerische Aero-Gesellschaft, St. Gallen, übernommen. Dabei wurde erstmals ein britisches Flugzeug in die Flotte aufgenommen. Mit einer Dragon Rapide wurde neu die Strecke Zürich–St. Gallen–München beflogen. Als Nachfolger der verstorbenen Geschäftsführer konnte Henry Pillichody, Direktor und Chefpilot der bernischen Alpar, als technischer Direktor gewonnen werden. Als kaufmännischer Direktor wurde neu Eugen Groh nominiert.

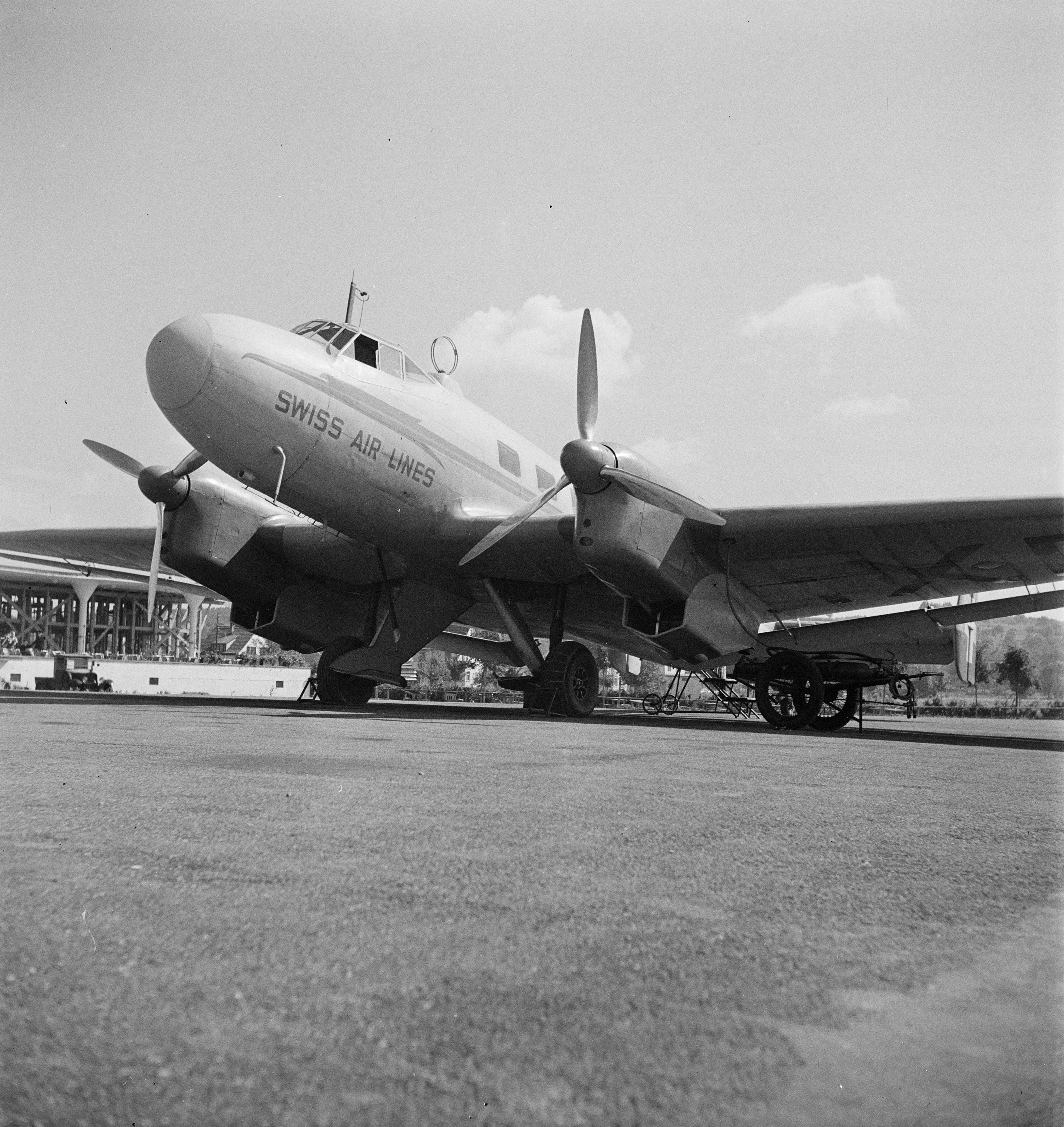
Junkers Ju-86 B-1, HB-IXE in Dübendorf

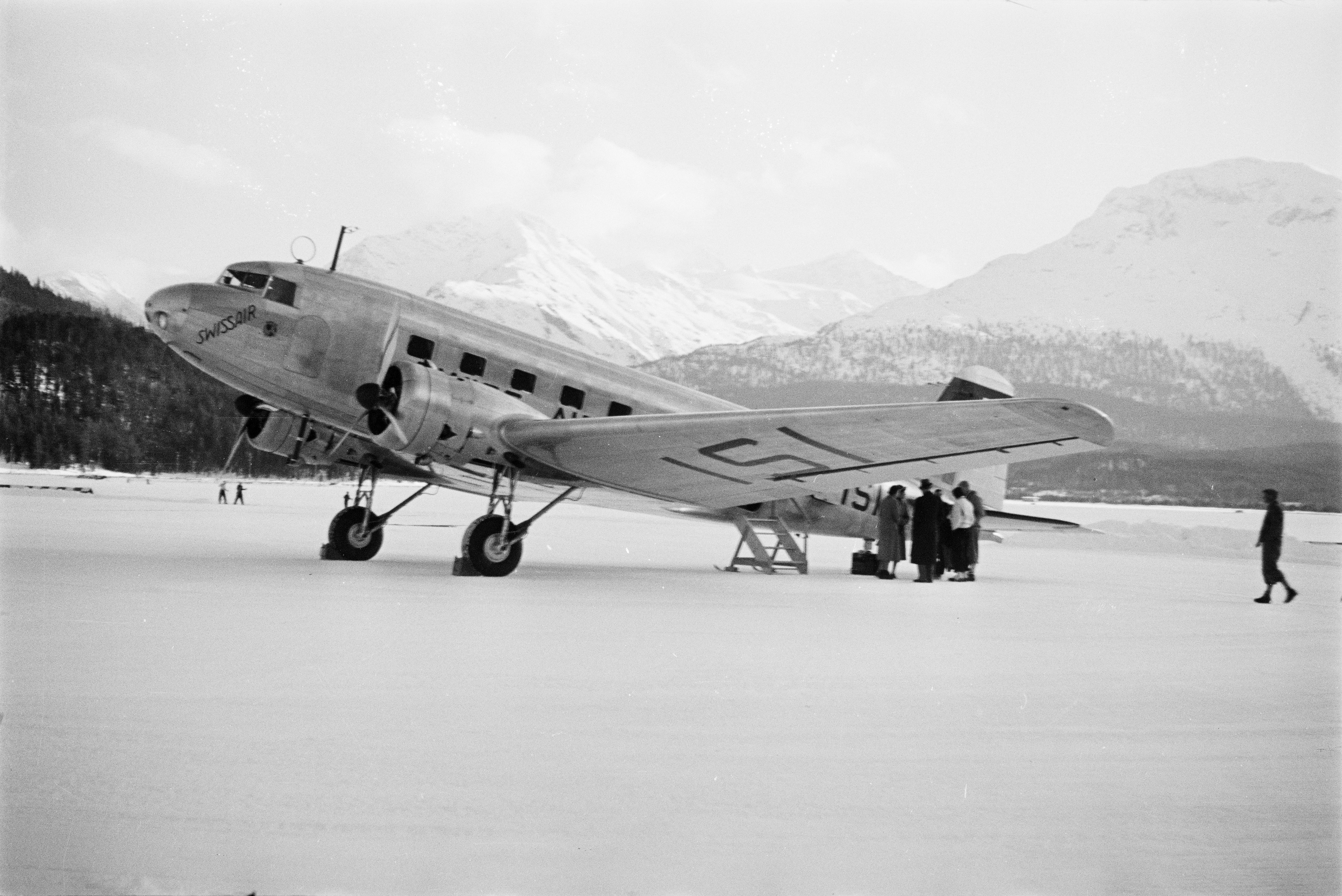
Erster Direktflug London – Samedan mit der Douglas DC-2-115-D, HB-ISI 1938

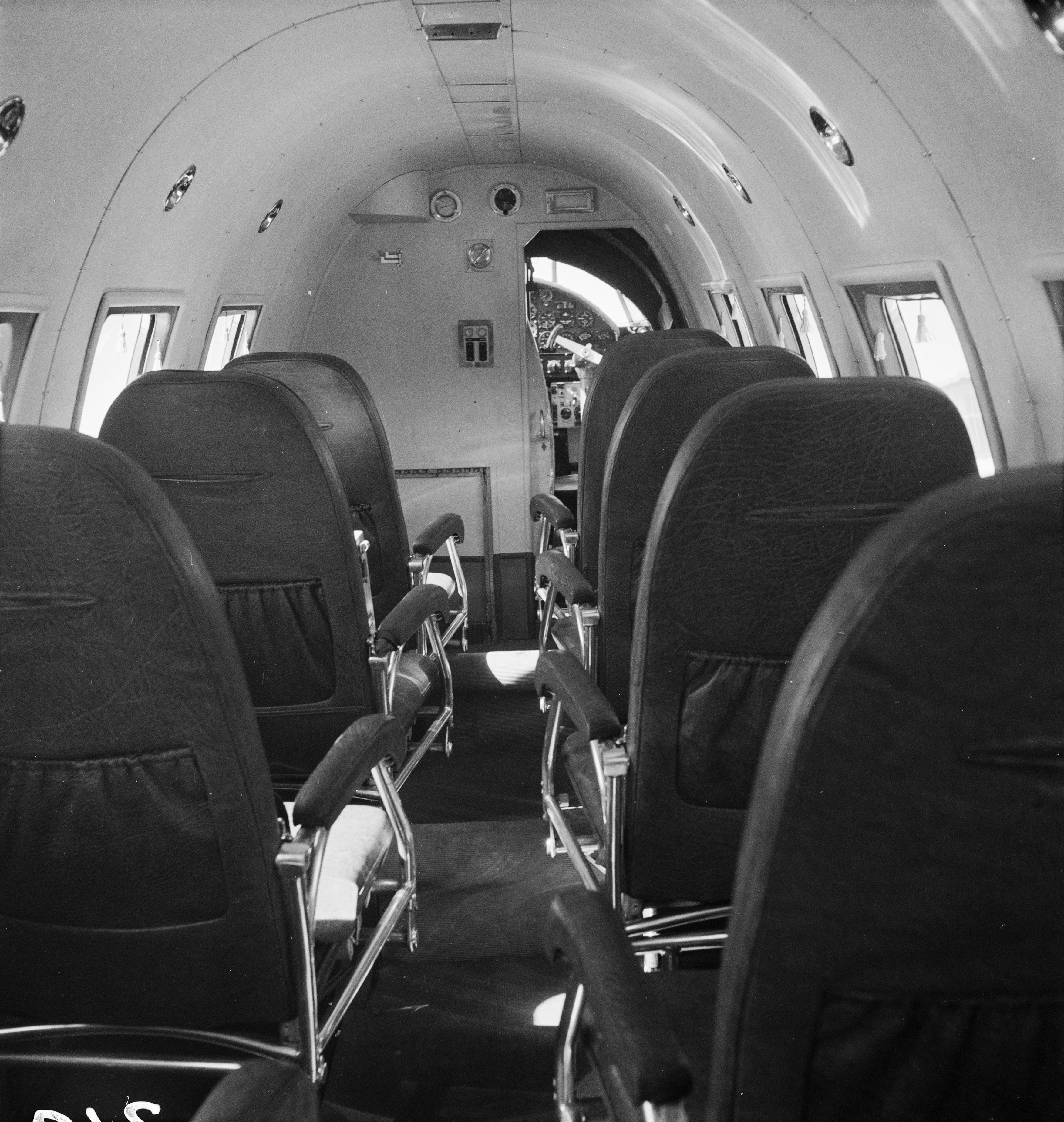
Kabine der Junkers Ju-86 B-1

Das Jahr 1939 war von mehreren Unfällen gezeichnet: Am 7. Januar kollidierte eine DC-2 beim Landeanflug wegen schlechter Sicht mit einem Hügel bei Senlis bei Paris. Dabei kamen die beiden Piloten und die Flugbegleiterin Josie Brooke ums Leben. Zwölf Passagiere überlebten den Unfall. Am 20. Juli verunglückte eine Ju 86 bei Konstanz. Dabei fand der dienstälteste Flugkapitän und bekannte Autor unzähliger Fliegerbücher Walter Ackermann den Tod. Als Neuerung im Streckennetz wurde die Strecke Zürich–Basel–Rotterdam–Amsterdam aufgenommen.

### Überlebenskampf im Zweiten Weltkrieg

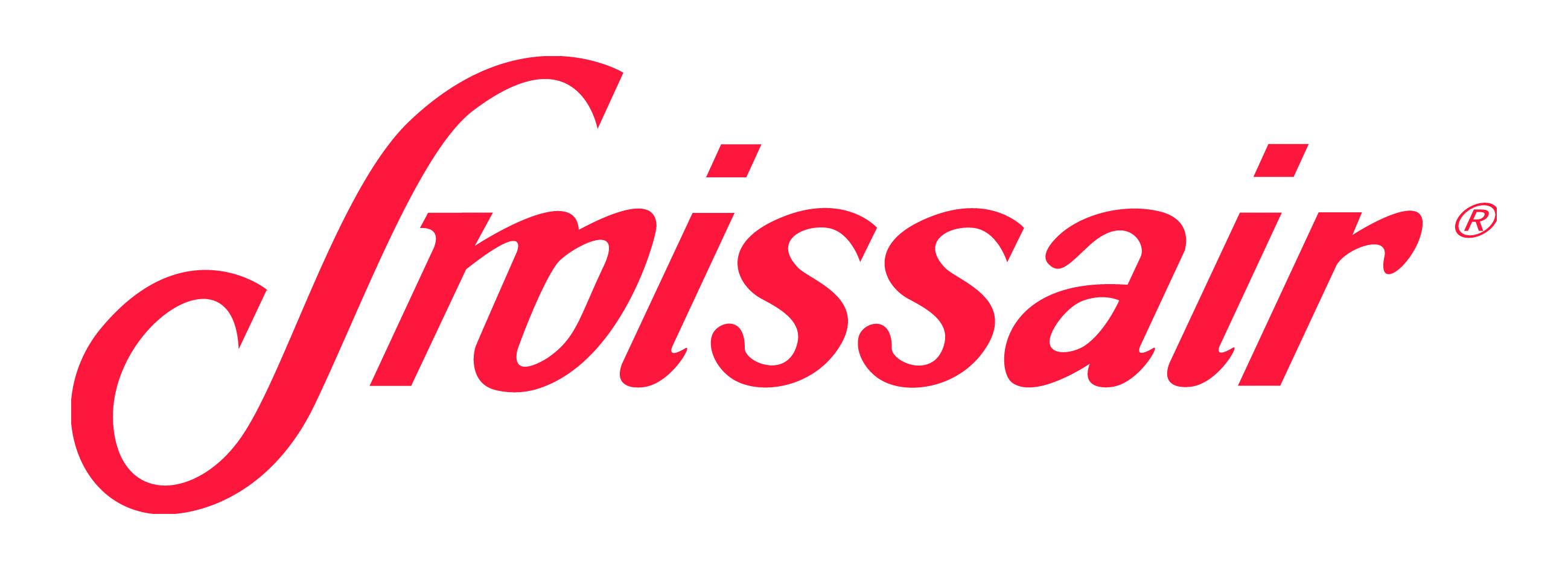
SR-Logo der 40er Jahre

Am 27. August 1939 wurde der Luftraum über Deutschland und Frankreich gesperrt – die Linien nach Amsterdam, Paris und London mussten eingestellt werden. Zwei Tage später musste die Swissair den Flugbetrieb ganz einstellen. Von den 180 Angestellten wurden 131 ins Militär aufgeboten. 85 Angestellte mussten entlassen werden. Ende 1939 waren noch 95 Angestellte auf der Gehaltsliste. Das Geschäftsjahr schloss erstmals seit der Gründung mit einem Verlust.

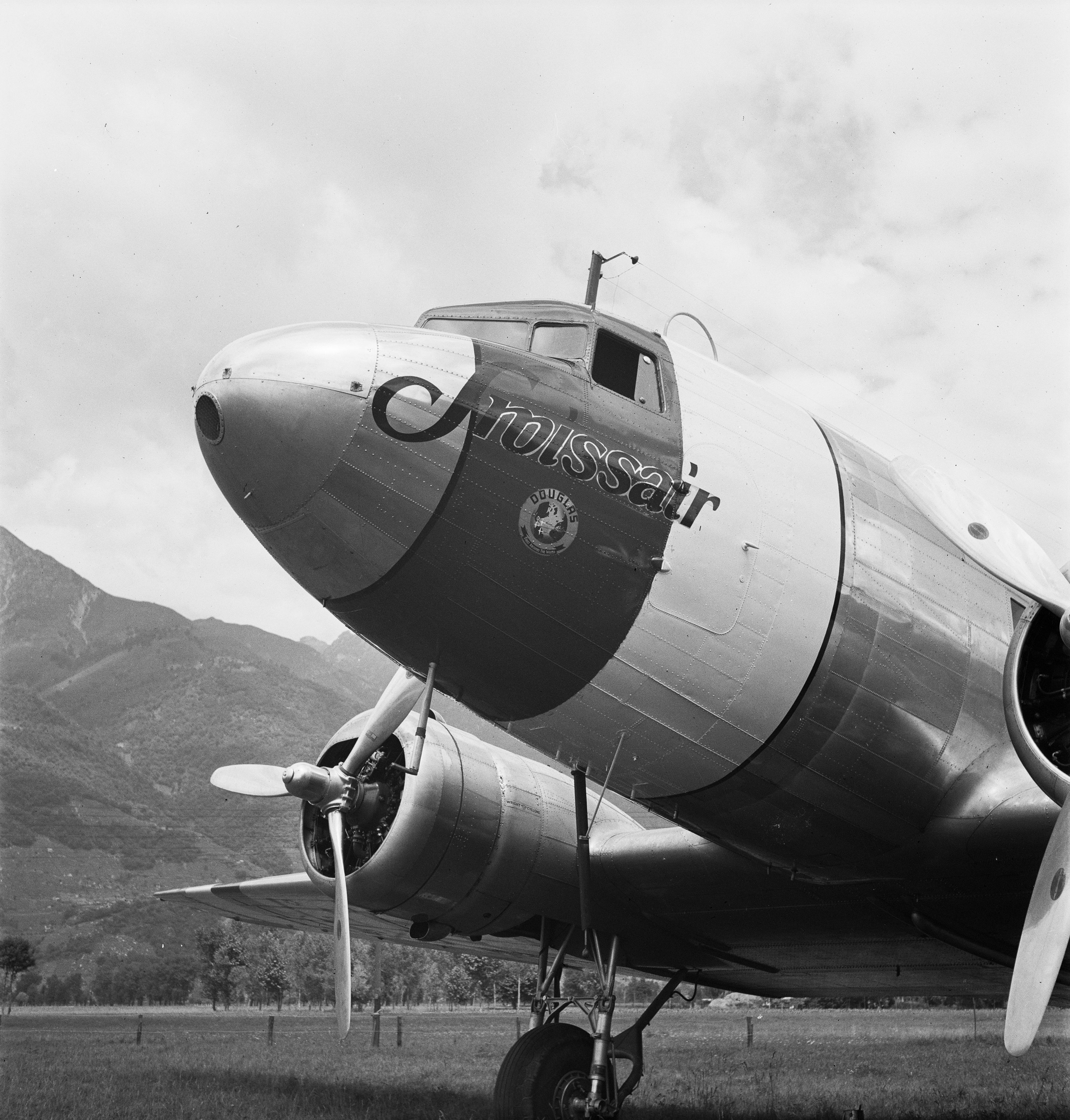
DC-2-115-D, HB-ISI mit rot-weissen Neutralitätsschutzstreifen

Im Jahr 1940 wurde wegen der drohenden Invasion aus Norden die Operation vorübergehend nach Locarno-Magadino ins Tessin verlegt. Von dort aus wurde der Flugbetrieb in die noch nicht kriegführenden Länder Italien und Spanien aufgenommen. Während etwa sechs Monaten wurden die Strecken Locarno–Rom und Locarno–Barcelona betrieben. Die Flugscheine wurden für 85 (Rom) und 200 Franken (Barcelona) angeboten (heute inflationsbereinigt 604 bzw. 1420 Franken). Letztere Strecke wurde insbesondere von jüdischen Emigranten benutzt. Nach Italiens Kriegseintritt musste der Streckenbetrieb wieder eingestellt werden. Ab September 1940 konnte einzig die Strecke Zürich–München betrieben werden. Ansonsten wurden gelegentliche Rund- oder genauer Keuchhustenflüge veranstaltet sowie vereinzelte Goldtransporte nach Belgrad im Auftrag des Schweizerischen Bankvereins. Die Flugzeuge wurden zur besseren Identifikation der Fliegerabwehr fortan mit einem auffallenden rot-weissen Neutralitätsanstrich versehen. Trotz dem Verkauf von Ersatzteilen und einer DC-3 an die schwedische A/B Aerotransport musste für das Jahr 1940 ein Verlust ausgewiesen werden. Die Anzahl beförderter Passagiere sank um 95 %, verglichen mit dem letzten Vorkriegsjahr.
Am 19. November 1941 konnte die Strecke Zürich–Stuttgart–Berlin wiederaufgenommen werden. Anderseits wurde der Flug nach München eingestellt. Das Jahresergebnis 1941 schloss dank Arbeitsaufträgen von Dritten und Personaldetachierungen erstmals wieder mit einem kleinen Gewinn.
Das Jahr 1942 schloss dank diesen Sondereinnahmen mit einem Gewinn. Die Auslastung der angebotenen Tonnenkilometer stieg mit 74,8 % auf den höchsten Stand seit der Gründung.
Ab dem 30. Januar 1943 konnte die Strecke nach Berlin nur noch auf dem Teilstück Zürich–Stuttgart beflogen werden. Für die Beförderung von Delegationen nach Berlin konnten Verlängerungsflüge nur mit Sonderbewilligung durchgeführt werden.
Im Jahr 1944 intensivierte sich der Luftkrieg über Europa zunehmend, und Überflugbewilligungen wurden rarer. Am 9. August wurde eine DC-2-Maschine in Stuttgart während eines amerikanischen Bombenangriffs vollständig zerstört. Ab dem 17. August 1944 wurde wegen der massiven Fliegerangriffe über süddeutschem Gebiet der Flugbetrieb endgültig eingestellt. Die angebotene Kilometerleistung sank auf 75'376 km, was etwa 5 % des Vorkriegsflugbetriebs entsprach. Trotz Sondereinnahmen durch Arbeitsaufträge von Dritten und Personaldetachierungen musste für das Betriebsjahr 1944 wiederum ein Verlust ausgewiesen werden.

### Nachkriegsjahre

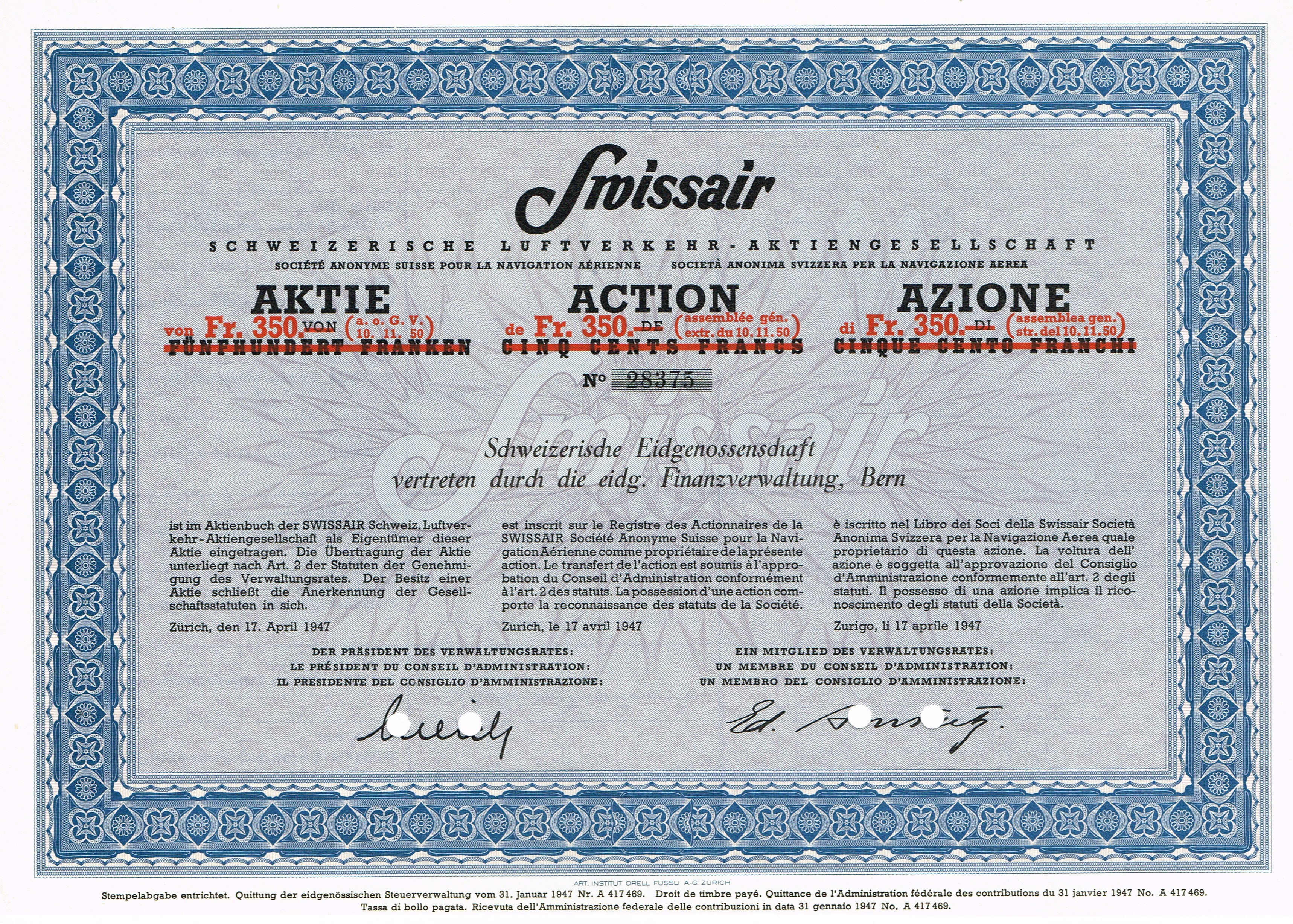
Aktie der Swissair aus der Kapitalerhöhung von 1947 mit Stempelaufdruck von 1950 wegen der erfolgten Kapitalreduzierung

Am 30. Juli 1945 konnte die Swissair den Flugbetrieb mit den Strecken Genf–Paris und Zürich–Paris wieder aufnehmen. Ab dem 19. September wurde Amsterdam und ab dem 29. September London wieder angeflogen. Zudem konnten vereinzelte Ziele per Sonderflug bedient werden: Lissabon, Barcelona, Tunis sowie Malmö-Bulltofta. Nach Kriegsende stieg die Nachfrage nach Flügen exponentiell an, was sich in der rekordhohen Auslastungsziffer von 93 % für das Jahr 1945 niederschlug. Zwei fabrikneue Douglas DC-3 sowie sechs aus amerikanischen Armeebeständen stammende Dakotas ergänzten die Flotte ab 1946 (zwei davon als Frachtmaschinen). Neu wurden Prag, Warschau, Brüssel, Stockholm und Malmö zum Teil in Poolgemeinschaft mit anderen Fluggesellschaften flugplanmässig angeflogen. Ende Dezember wurde mit einer kurz davor erworbenen Douglas DC-4 nach Lydda und Kairo der erste Langstreckenflug überhaupt durchgeführt.
1947 wurde das Aktienkapital von 1 auf 20 Mio. Franken erhöht, so dass nun Langstreckenflüge nach New York und zu Zielen in Südafrika und Südamerika mit Douglas DC-4-Maschinen möglich waren. Der Erstflug nach New York fand am 2. Mai 1947 statt: Der Jungfernflug startete von Genf über Shannon und Stephenville nach Washington, da wegen Nebel der New Yorker Flughafen LaGuardia nicht angeflogen werden konnte. Die effektive Flugzeit betrug 20 Stunden und 55 Minuten. Modernere zweimotorige Convair-CV-240-Maschinen, die ersten bei der Swissair mit Druckkabine, wurden für die Kurz- und Mittelstrecken angeschafft. Zudem wurden Flugzeuge und Personal der in Bern ansässigen ALPAR, Schweizerische Fluggesellschaft übernommen. Die öffentliche Hand (Schweizerische Eidgenossenschaft, Kantone, Gemeinden sowie die SBB und PTT) beteiligte sich mit 30,6 % am Aktienkapital der Swissair und ermöglichte der Fluggesellschaft durch einen Kredit von 15 Mio. Franken, zwei neue Flugzeuge des Typs Douglas DC-6B für die Langstrecke zu bestellen. Dadurch wurde Swissair zum «National Carrier» der Schweiz. Ursprünglich plante man, drei ältere Lockheed Constellation L-049 von der KLM zu mieten. Am Zürcher Hauptbahnhof wurde ein Luftreisebüro eröffnet. Ausserdem konnte am Zürcher Hirschengraben der neue Sitz der Zentralverwaltung bezogen werden. Das Betriebsjahr 1947 schloss mit einem Reingewinn von 787'601 Franken (heute inflationsbereinigt 3'857'603 Franken), was eine Dividende von 3 % oder 15 Franken je Aktie ermöglichte. Erstmals wurde eine Eigenwirtschaftlichkeit von 100 % erreicht – ohne jegliche staatliche Subvention.
Ab Juni 1948 wurde der Heimatflughafen von Dübendorf zum neu erbauten Interkontinental-Flughafen («Flughafen Zürich») in Kloten transferiert. Am 17. November wurde der Linienflugbetrieb in Dübendorf eingestellt. Die ersten Rechenmaschinen – Lochkartenstanzmaschinen – wurden in Betrieb genommen. Flugreisebüros wurden in den Bahnhöfen von Bern, Genf und Basel eröffnet. Exotische Ziele im Nahen Osten wie Lydda, Basra und Abadan wurden flugplanmässig bedient. Mit Versuchs- und Sonderflügen wurden Johannesburg und Bombay angeflogen.
Im September 1949 stürzte die Fluggesellschaft durch die plötzliche Abwertung des britischen Pfundes in eine finanzielle Krise, da ausserhalb der USA alle Flugtarife mit der britischen Währung berechnet wurden. Der Englandverkehr erwirtschaftete damals 40 % der Einnahmen. Das Unternehmen sah sich mit einer beträchtlichen Senkung des Tarifniveaus und einem plötzlichen Einnahmerückgang von annähernd 30 % konfrontiert. Folglich schloss das Berichtsjahr mit einem Verlust von 3,6 Millionen Franken (heute inflationsbereinigt 17'000'000 Franken). Zwei Flugzeuge wurden verkauft, der Personalbestand erheblich reduziert und das Aktienkapital von 20 auf 14 Millionen Franken verringert. Als Hilfeleistung wurden die zwei bestellten Douglas-DC-6-Langstreckenmaschinen vom Bund erworben sowie ein gemeinsam zu äufnender Amortisationsfonds geschaffen.

### Aufstieg

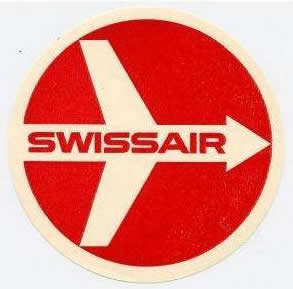
SR-Logo der 50/60/70er Jahre

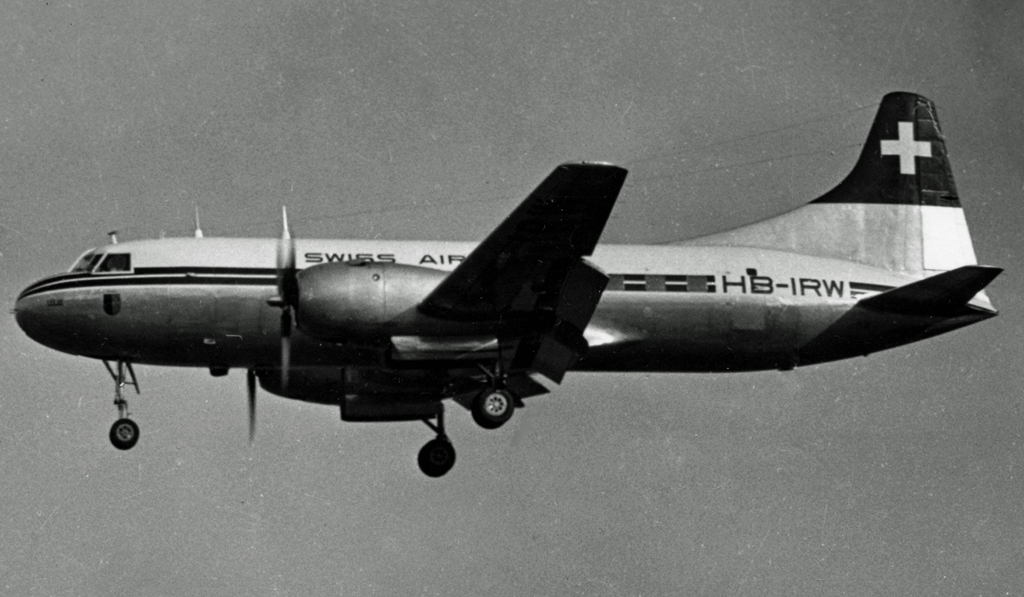
Convair CV-240 Liner, HB-IRW

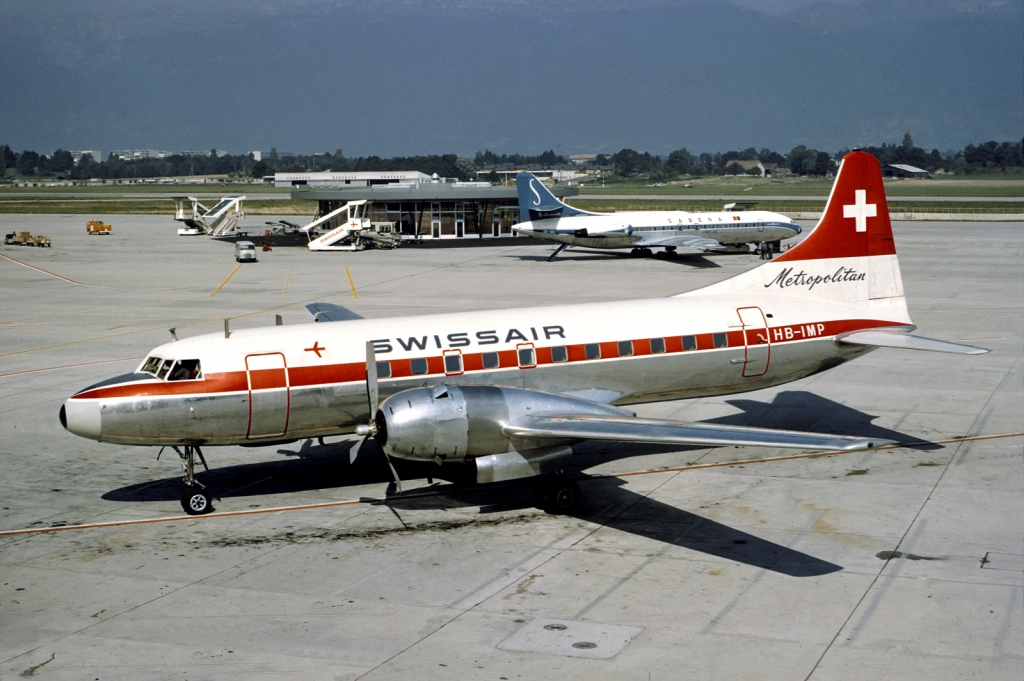
Convair CV-440 Metropolitan, HB-IMP

Im Juni 1950 wurde Walter Berchtold in den Verwaltungsrat und zum Direktionspräsidenten gewählt. Nach dem Vorbild des Speedbird der BOAC führte er das über Jahrzehnte benutzte Logo in Pfeilform ein. Zudem erhielt die Flotte ein neues Farbenkleid: Statt wie bisher üblich ganz in Silber wurde der obere Teil des Rumpfes weiss gestrichen und trug die Aufschrift «Swiss Air Lines». Auf Fensterhöhe markierten zwei rote Streifen den Abschluss zum metallischen unteren Rumpfteil, auf dem Seitensteuer prangte das Schweizerkreuz. Alle Flugzeuge wurden neu nach Kantonen getauft. Die Stewardessen waren in Marineblau gekleidet. Um die Nachfrage zu stimulieren, wurden auf Nachtflügen nach England erstmals reduzierte Tarife eingeführt.
Ab August 1951 wurde mit zwei neuen DC-6B der regelmässige Liniendienst nach New York aufgenommen. Wegen der beschränkten Reichweite mussten zwei Landungen in Shannon und Gander eingeplant werden. Wegen der wachsenden Nachfrage wurden vier weitere Langstreckenmaschinen des Typs DC-6B bestellt.
In den frühen 1950er Jahren wurde das Operationszentrum nach Vorbild desjenigen der United Airlines in Denver aufgebaut. Die Ausbildung der Piloten wurden an deren Praxis angepasst und das Kabinenpersonal im Ausbildungszentrum der United Airlines in Cheyenne (Wyoming) ausgebildet, die damals im Kundenservice führend war. Die herkömmliche Aufteilung der Geschäftsleitung in eine kaufmännische und eine technische Direktion wurde abgelöst durch eine in Fachdepartemente gegliederte Struktur: Verkehr und Verkauf, Finanzen, Operation und Technik.
Im Jahr 1952 wurden erstmals auf Nordatlantikflügen eine erste Klasse und eine Touristenklasse mit 30 % niedrigeren Tarifen eingeführt. Die erste Klasse wurde mit Schlafstühlen ausgestattet. Kurze Zeit später wurden diese durch Betten abgelöst. Ein Jahr später wurde die Touristenklasse auf Europaflügen eingeführt. Wegen akuten Pilotenmangels wurden erstmals ausländische Piloten eingestellt. Zum ersten Mal übernahm ein Direktionspräsident der Swissair das Präsidium der IATA. Ab 1952 wurde mit anderen Fluggesellschaften auf technischem und betrieblichem Gebiet eng kooperiert.
Im Jahr 1953 gründete Swissair zusammen mit der Stadt Basel die Charter-Fluggesellschaft Balair. Die Flüge nach New York bildeten trotz fehlenden Transitrechten das Rückgrat des Swissair-Streckennetzes. Das Recht, bei Zwischenlandungen nach Nordamerika lokale Passagiere aufzunehmen, wurde sowohl für London als auch für Paris verweigert. Im Mittleren Osten wurden neu Istanbul und Beirut bedient. Piloten wurden nur noch auf einem einzigen Flugzeugtyp eingesetzt. Ein erster Flugsimulator wurde zur Pilotenausbildung angeschafft, um auch Notlagen trainieren zu können. Nach der Einführung von Luftstrassen konnten immer mehr Europastrecken ohne Bordfunker geflogen werden, weshalb man begann, diese als Navigatoren umzuschulen. Für die Angestellten wurde eine Pensionskasse geschaffen, die den bisherigen Fürsorge-Reservefonds ablöste. Am Flughafen Kloten wurde der neue Flughof bezogen.
Nach der Notwasserung einer Maschine im Ärmelkanal wurden alle Flugzeuge ab Juni 1954 mit Schwimmwesten ausgestattet. Ab dem 27. Mai 1954 wurde der Südatlantik ins Streckennetz aufgenommen mit Flügen nach São Paulo und Zwischenlandungen in Lissabon, Dakar, Recife und Rio de Janeiro.
Im Jahr 1955 wurden erstmals als Naturaldividende Aktionärsbons für Flugermässigungen geschaffen. Die zwei Langstreckenmaschinen des Typs DC-6B wurden verkauft. Zudem wurde im Hinblick der weiteren Expansion das Aktienkapital von 14 auf 42 Millionen Franken erhöht. Das Streckennetz wurde mit einem Frachtkurs nach New York mit einer konvertiblen DC-4 und der Verlängerung der Istanbul–Beirut-Strecke nach Damaskus erweitert. Mit dem Bau eines Schulgebäudes in Kloten begann man, die Grundschulung selbst in die Hand zu nehmen; zuvor wurden fast ausschliesslich Militärpiloten angestellt. Der Personalbestand war 1955 doppelt so gross wie 1950 und siebenmal grösser als 1945.

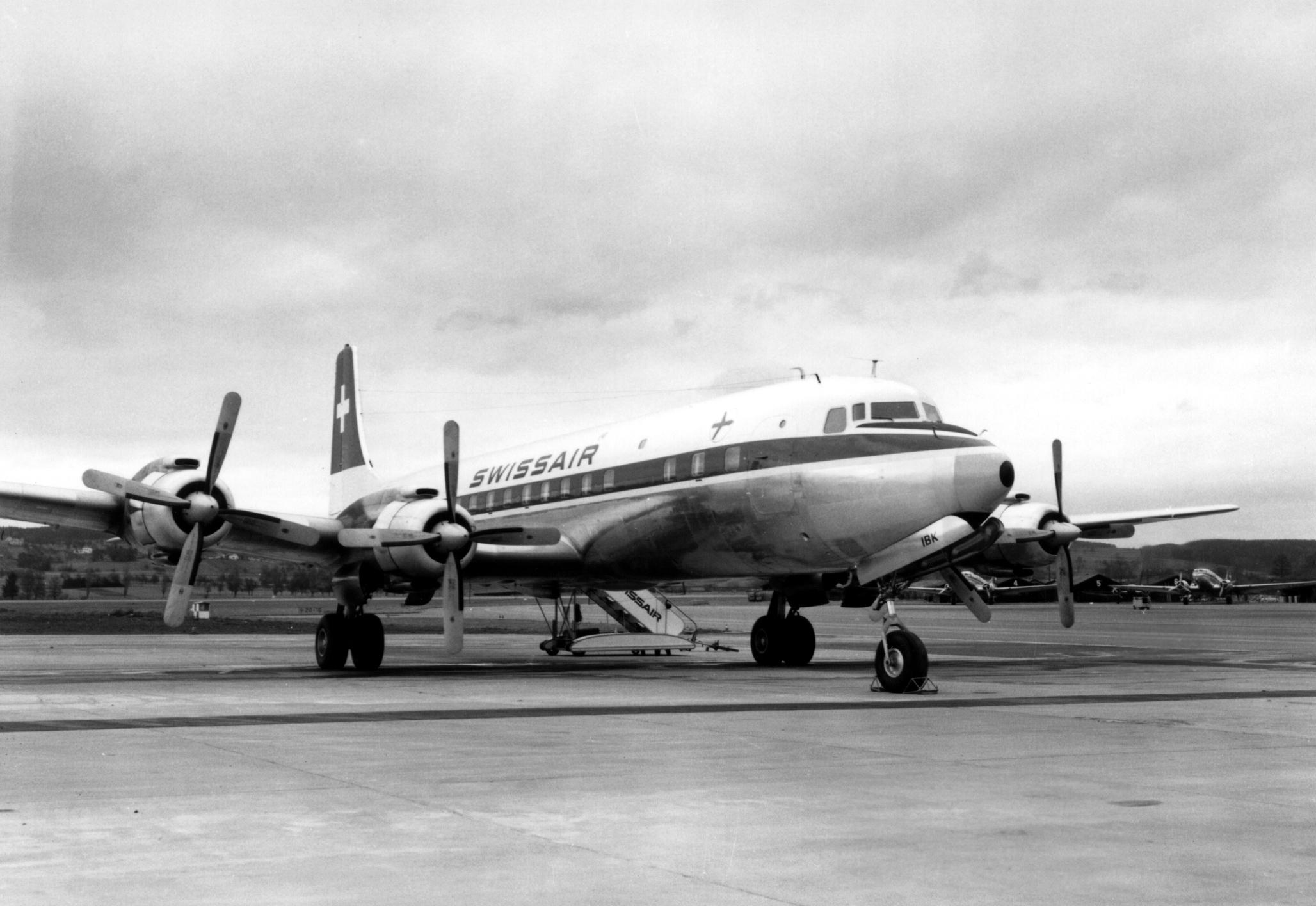
Douglas DC-7C Seven Seas, HB-IBK

Als europäischer Erstkunde kaufte Swissair 1956 die Douglas DC-7C, womit erstmals Nonstop-Flüge in die USA möglich waren. Für die Kurzstrecke wurde die Convair CV-440 Metropolitan in Betrieb genommen. Dieser Flugzeugtyp war erstmals mit Bord-Radar und einer ausfahrbaren Teleskoptreppe ausgestattet. Im selben Jahr organisierte die Swissair einen Sonderflug, um Spezialisten der Schweizerischen Rettungsflugwacht an den Grand Canyon zu fliegen, um die Opfer des Flugunfalls vom 30. Juni 1956 zu bergen. Während des Ungarischen Volksaufstands wurden im Auftrag des Roten Kreuzes Hilfstransporte nach Budapest geflogen. Zudem wurden mit insgesamt 37 Flügen die ersten Kontingente der United Nations Emergency Forces von Neapel nach Abu Suweir in die Suezkanalzone transportiert. Organisatorisch wurde ein Planungsdienst geschaffen, der sich mit der Ausgestaltung von Flotte und Streckennetz befasste. Leiter wurde der spätere Geschäftsführer Armin Baltensweiler. Aus Platzgründen im Hauptsitz am Zürcher Hirschengraben wurde Land am Klotener Balsberg gekauft, um Platz für ein zentrales Verwaltungsgebäude zu schaffen.
Im Jahr 1957 stiessen zwei weitere DC-7C und vier Metropolitans zur Flotte, das Gesamtangebot an Tonnenkilometern wurde gegenüber dem Vorjahr um 53 % gesteigert. Dadurch konnte der Ferne Osten ins Streckennetz aufgenommen werden. Die Einführung von Direktflügen nach Tokio galt damals als kühnes Unterfangen. Die Strecke wurde entweder mit Zwischenlandungen in Athen, Karachi, Bombay, Bangkok und Manila beflogen oder über Kalkutta anstelle von Bombay und Hongkong anstelle von Manila. In Karachi wurde eine eigene Flugküche eingerichtet. Die Südamerika-Route wurde nach Montevideo und Buenos Aires verlängert. Die Nordatlantikkurse wurden nebst Direktflügen neu über Köln und Lissabon geflogen. Im Mittleren Osten wurde die Linie über Beirut und Bagdad nach Dhahran eröffnet. Im Winter wurden versuchshalber inländische Zubringerflüge nach Davos, St. Moritz, Zermatt/Täsch und La Chaux-de-Fonds durchgeführt. Am Flughafen Kloten wurde ein Operationskontrollzentrum für die Flugvorbereitung und -überwachung eingerichtet. In der Administration wurde eine elektronische Datenverarbeitungsanlage in Betrieb genommen, welche die bisherigen Lochkartenmaschinen ersetzte. Mit Aristoteles Onassis wurde ein Management-Beratungsvertrag unterzeichnet, der Fachexperten der Swissair für die Gründung der neu formierten Olympic Airways zur Verfügung stellte. Ähnliche Abkommen wurden mit der portugiesischen TAP und der österreichischen AUA abgeschlossen.

### Übergang ins Jet-Zeitalter
1958 schloss die Swissair einen Kooperationsvertrag mit der skandinavischen SAS ab. Die Partner bestellten gemeinsam Flugzeuge: für die Langstrecke die Douglas DC-8, für Mittelstrecken die Convair CV-880 und für den Europa- und Mittelmeerverkehr die Caravelle und die Convair CV-440. 1958 wurden erstmals mehr als eine Million Passagiere transportiert. Das Streckennetz wurde neu mit Zubringerdiensten nach Bern und Bahrain erweitert. Zudem wurde neu ein reines Frachtflugzeug des Typs DC-6A auf dem Nordatlantik eingesetzt. Als Nachfolger des verstorbenen Verwaltungsratspräsidenten Rudolf V. Heberlein wurde der Industrielle Ernst Schmidheiny gewählt.
Die DC-6B blieb bis September im Fernen Osten und die DC-7C bis über das Jahresende hinaus auf dem Südatlantik im Einsatz. Die Swissair beteiligte sich zu 40 % bei der Balair. Für die Pilotenausbildung wurde mit einer Pilatus P-3 ein eigenes Schulflugzeug erworben. Das Streckennetz wurde 1959 mit Flügen nach Ankara, Kuwait und Teheran erweitert. Am Zürcher Hauptbahnhof wurde ein Air Terminus eröffnet. Das Netz von Auslandsvertretungen wurde auf 81 weltweit erweitert.

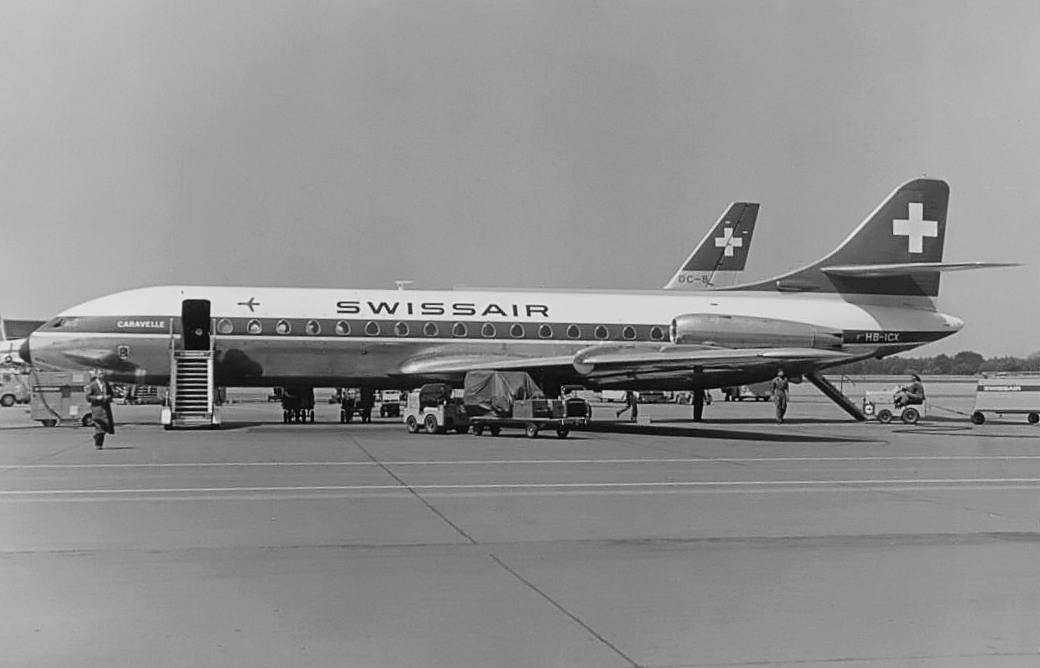
Sud Aviation Caravelle, HB-ICX

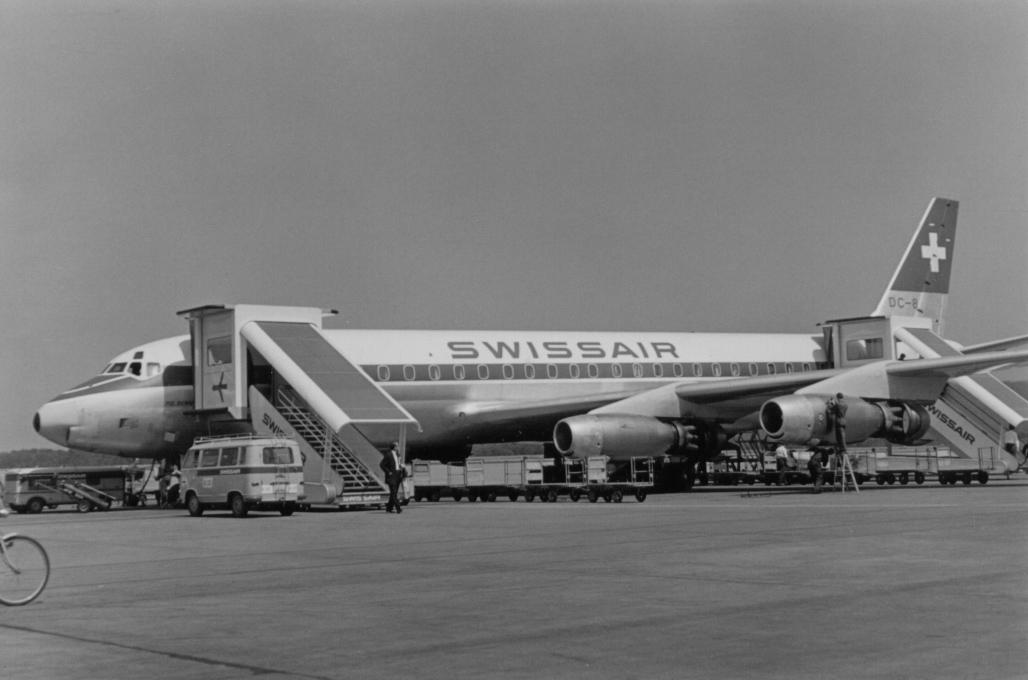
Douglas DC-8-32

Die Umschulung der Besatzungen auf Strahlflugzeuge erfolgte mehrheitlich in Skandinavien bei SAS. Im Europaverkehr wurde am 21. Mai 1960 erstmals eine Caravelle auf der Strecke Zürich–London eingesetzt. Neben London wurden Düsseldorf, Kopenhagen und Stockholm erstmals mit Jets bedient. Die erste flugplanmässige Verbindung mit einer DC-8 erfolgte am 30. Mai 1960 nach New York. Am 27. September startete der letzte Nordatlantik-Kurs mit einer DC-7C. Warschau wurde neu ins Streckennetz aufgenommen.
1961 verlangsamte sich die weltweite Nachfrage nach Flugreisen. Durch die Einführung grosser Strahlflugzeuge wurde gleichzeitig die Kapazität im Weltluftverkehr gesteigert. Der Personalbestand stieg erstmals auf über 7500 Angestellte. Im Ausland war man in 84 Vertretungen präsent, davon in 37 «Off-line»-Städten, die nicht direkt angeflogen wurden. Die Strecke nach Köln-Bonn wurde neu nach Rotterdam verlängert. Im Mittleren Osten wurde einer der Kurse von Dhahran nach Khartum umgelegt. Neben den Caravelles und Metropolitans wurden vermehrt DC-6B und DC-7C im Europaverkehr eingesetzt, die auf den Lang- und Mittelstrecken frei wurden. Die erste flugplanmässige Verbindung mit einer DC-8 erfolgte am 30. Mai 1960 nach New York. Die DC-6B blieb bis September im Fernen Osten und die DC-7C bis über das Jahresende hinaus auf dem Südatlantik im Einsatz.

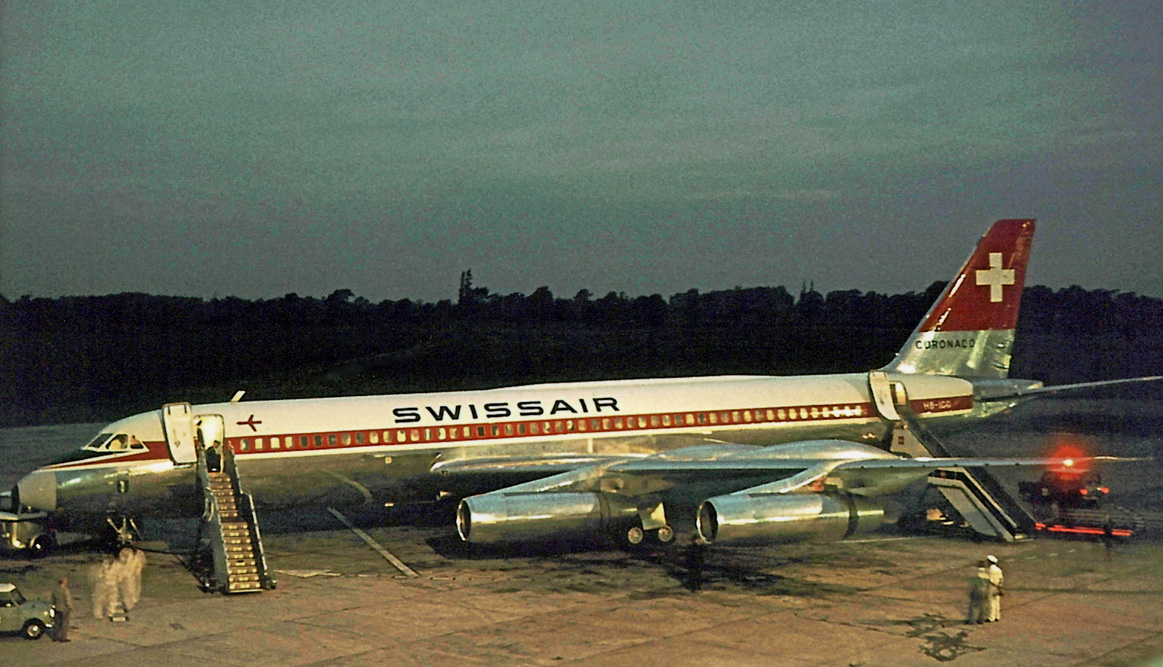
Convair CV-990 Coronado, HB-ICC

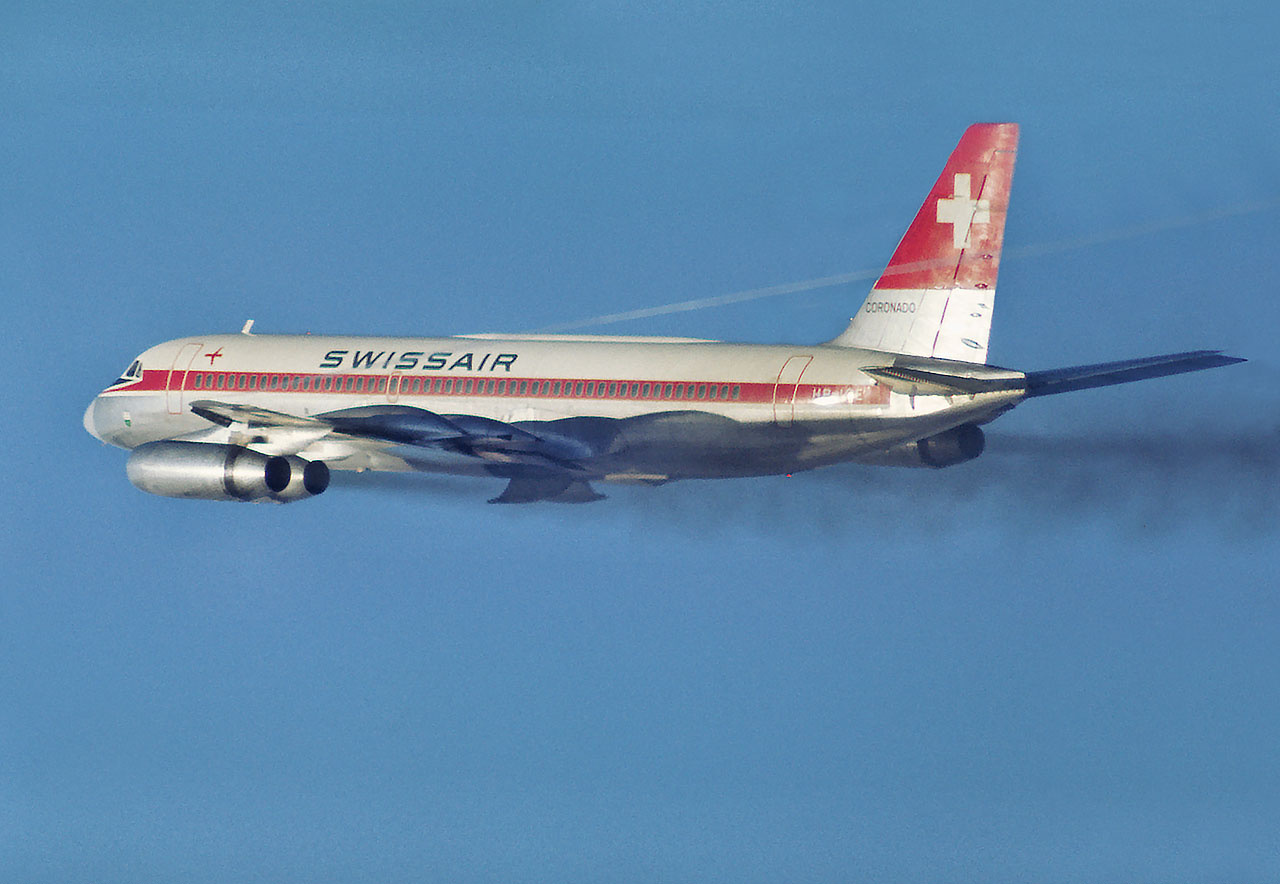
Convair CV-990 Coronado, HB-ICE

Der Coronado galt zwischen 1962 und 1968 bis zur Einführung der Tupolev Tu-144 und der Concorde als das schnellste Verkehrsflugzeug der Welt. Im Lauf des Jahres 1962 schloss die Swissair die Umstellung ihres Betriebes auf Strahlflugzeuge ab, die letzten DC-6B und DC-7C wurden verkauft. Somit verfügte die Swissair über eine der modernsten Flotten weltweit. Die tägliche Ausnutzung der Flotte lag bei der DC-8 durchschnittlich bei 10,9 Stunden, bei der Coronado bei 7,7 Stunden, bei der Caravelle bei 6,9 Stunden und bei der Convair CV-440 Metropolitan bei 6,0 Stunden. Neuerungen im Streckennetz waren Flüge nach Lagos und Accra in Westafrika, die Wiederaufnahme der Flüge nach Abadan, Direktflüge nach New York (erstmals ohne Zwischenlandung), neue Ziele in Nordamerika mit Montreal und Chicago und die Verlängerung der Südatlantik-Route bis nach Santiago de Chile. Der Flug nach Santiago dauerte 17 Stunden, der längste Flug im Streckennetz mit Ausnahme von Tokio (20 Stunden). Für die Pilotenausbildung standen neben der DC-3 und der Pilatus P-3 neu zwei Piaggio P-149 zur Verfügung.

### Kontinuierlicher Aufschwung

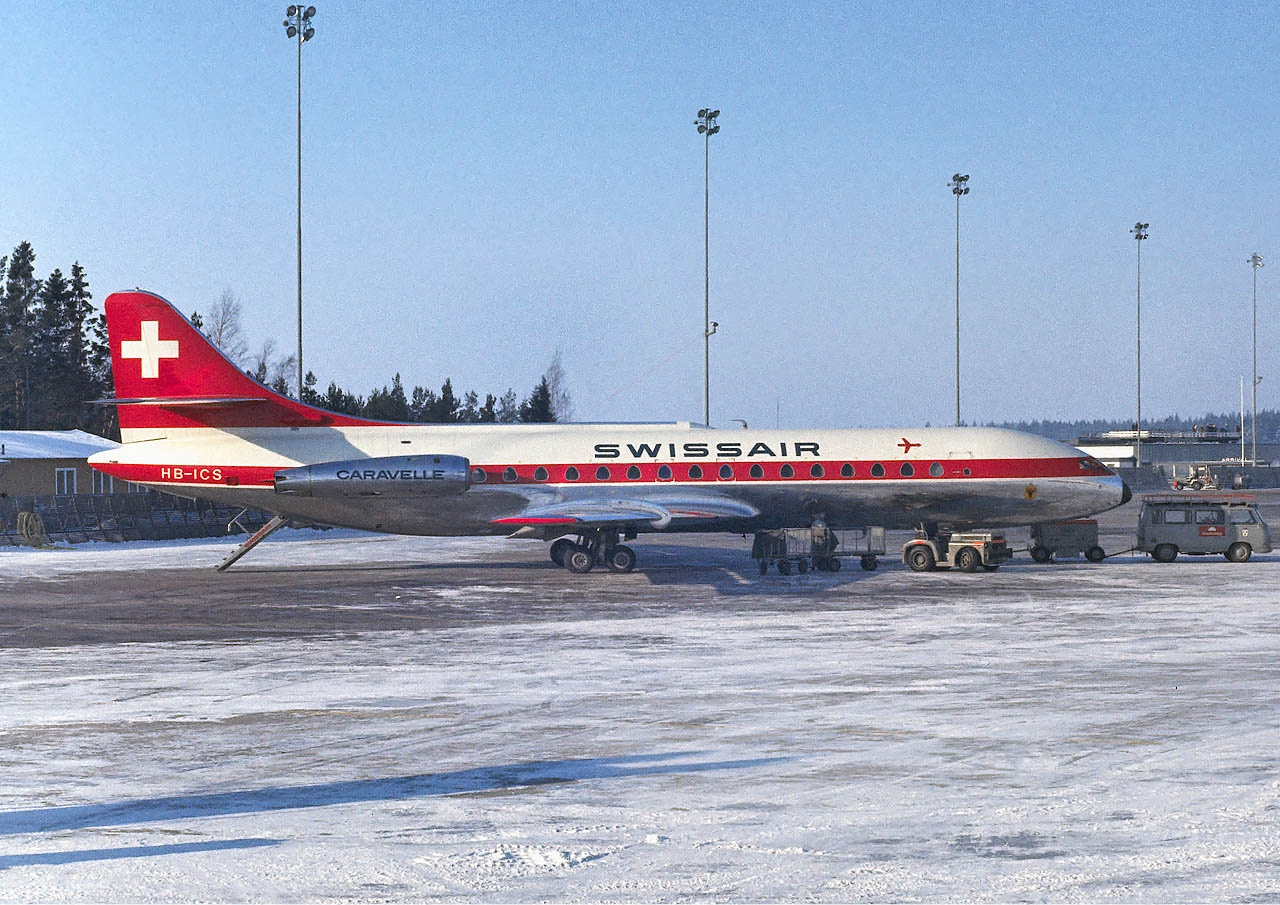
Caravelle, HB-ICS

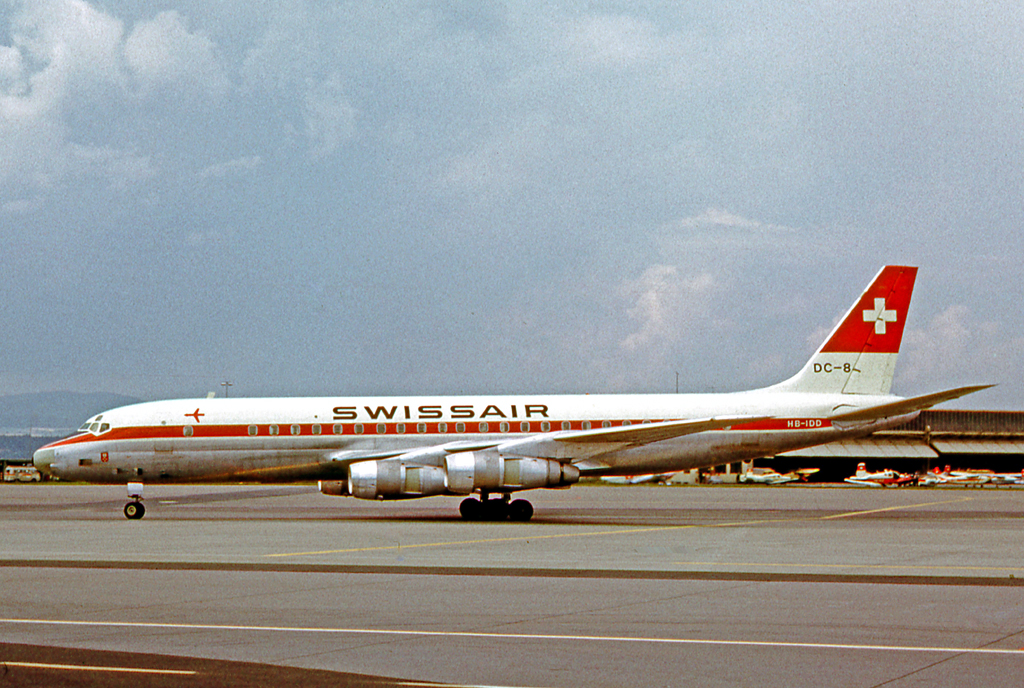
DC-8-53, HB-IDD

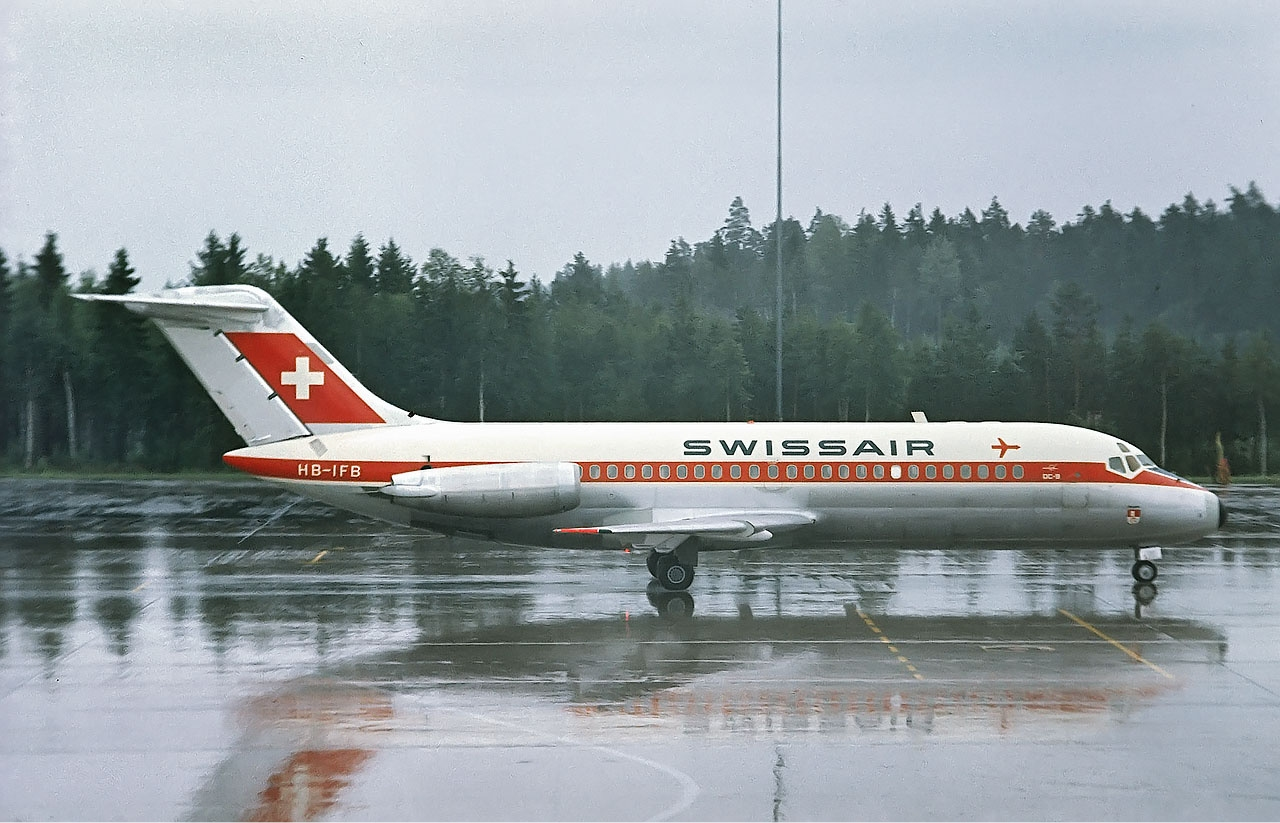
DC-9-15, HB-IFB

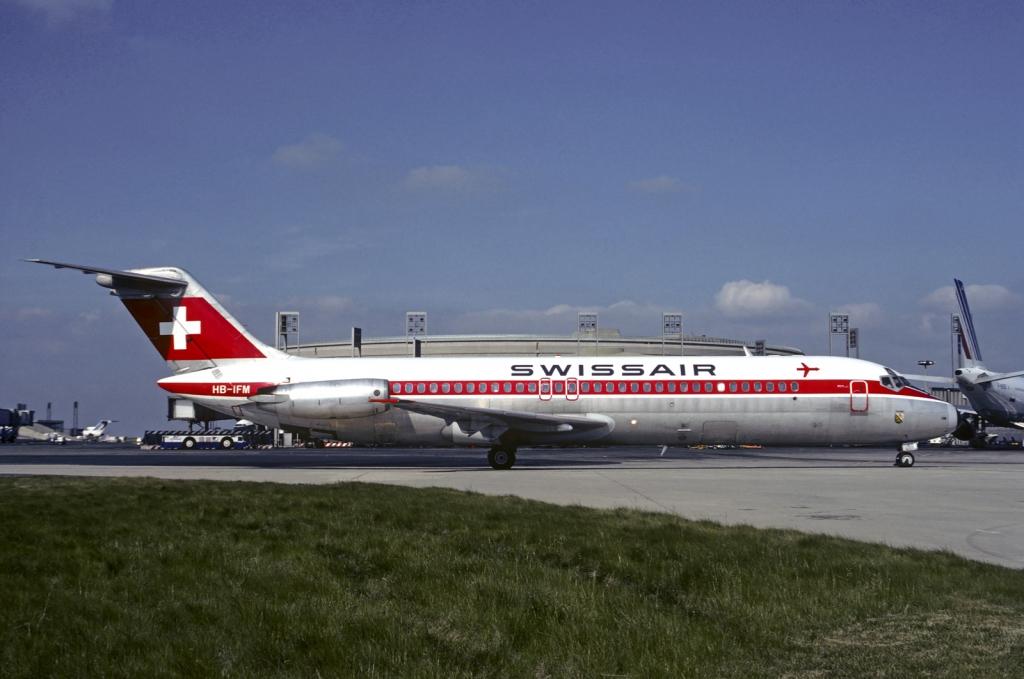
DC-9-32, HB-IFM

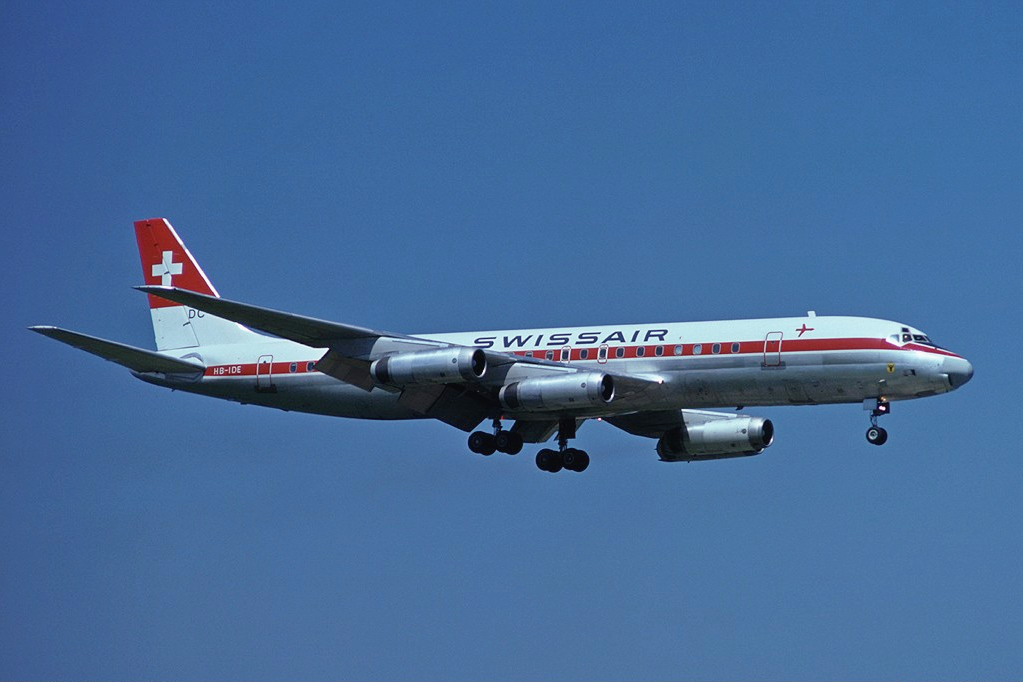
DC-8-62, HB-IDE

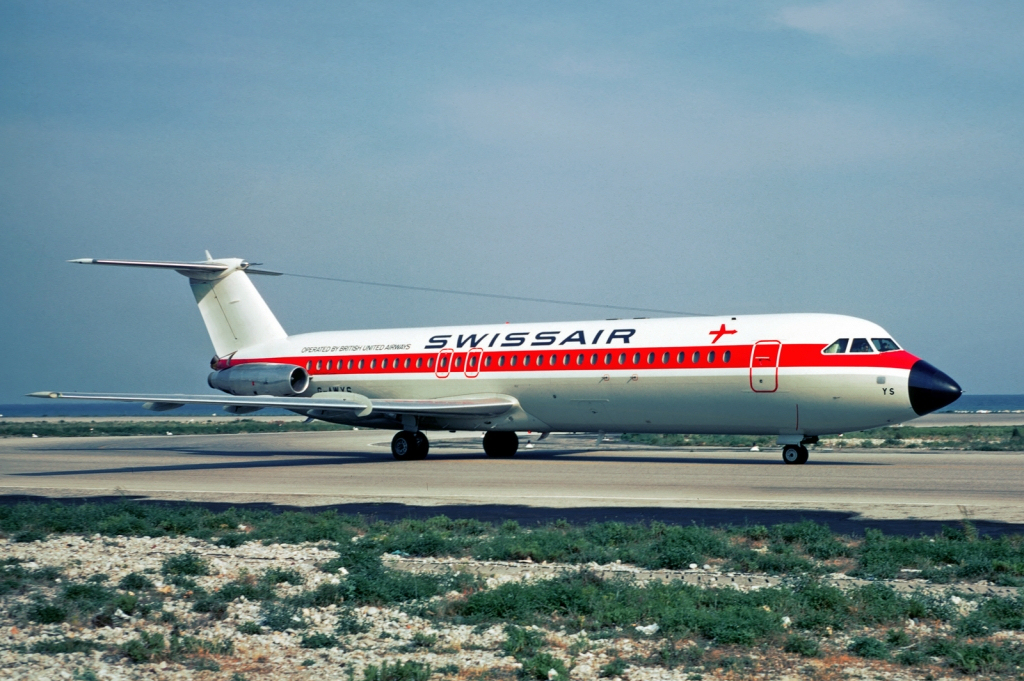
BAC 1-11, G-AWYS

Nach der raschen Expansion in den Jahren 1960–1962 war 1963 ein Jahr der Konsolidierung. Die Flotte wurde mit einer weiterentwickelten DC-8 aufgestockt. Neu wurden Algier und Mailand von Genf aus bedient. Das Geschäftsjahr ermöglichte eine Erhöhung der Dividende auf 6 %, das Aktienkapital wurde auf 140 Mio. Franken erhöht. Am Flughafen Genf-Cointrin wurde ein eigenes Besatzungshaus «Foyer des Equipages» mit 100 Zimmern eingeweiht. Am 4. September stürzte auf dem Swissair-Flug 306 nach einem technischen Problem eine Caravelle auf dem Weg von Zürich nach Genf ab. Alle 80 Personen an Bord kamen ums Leben.
Neu wurden Tunis und Tripoli in das Streckennetz aufgenommen. Hingegen wurde die Linie nach Dhahran eingestellt. Als Ersatz für die im Europaverkehr eingesetzten Metropolitans wurden zwölf DC-9 bestellt.
Im Jahr 1965 erzielte die Swissair mit einem Betriebsüberschuss von 122 Mio. Franken und einem Reingewinn von 18,6 Mio. Franken das beste Ergebnis ihrer Geschichte. Die Flotte wurde mit einer Fokker F-27 Friendship erweitert, die an Balair vermietet wurde, um im Auftrag der Swissair Anschlussflüge aus Bern-Belp zu betreiben. Für die Pilotenschulung wurden zwei weitere Piaggios P-149 angeschafft. Neu wurden Abidjan und Monrovia. In Europa wurden neu Budapest und Zagreb angeflogen.
1966 wurden die ersten drei neuen DC-9 in Dienst gestellt. Es wurden zwei Langstreckenflugzeuge des Typs DC-8-62 bestellt. Als neue Ziele wurden Montevideo und Khartum angeflogen. Das neue Verwaltungsgebäude «Balsberg» wurde bezogen.
Der Interkontinentalverkehr war mit 69 % der Gesamterträge immer noch das Rückgrat des Streckennetzes. 1968 bestellte der Verwaltungsrat zwei TPS Boeing 747. Für die Flugschulung wurden zehn Flugzeuge vom Typ SIAT 223 Flamingo bestellt. Neue Ziele im Flugplan waren Helsinki, Bukarest, Malaga und Moskau. 1968 hatte Swissair als eine der ersten Airlines der Welt nur Strahlflugzeuge im Einsatz. Neu wurden die Linien nach Asien und Südamerika durchgehend mit DC-8 geflogen. Neuheiten im Streckennetz waren Nairobi, Daressalam und die Rückkehr nach Johannesburg.
Am Flughafen Zürich wurde ein neues Station Control Center in Betrieb genommen. Im Sommer 1969 beteiligte sich die französische Union de Transports Aériens (UTA) an dem Bündnis, so dass im Februar 1970 das KSSU-Konsortium entstand.
1969 wurden nach der B-747 nun noch sechs DC-10-30 bestellt. Neuheiten im Streckennetz waren Rotterdam und Manchester. Ab Frühjahr 1969 kam das neuartige, auf elektronischer Datenverarbeitung basierende Buchungssystem PARS (Programmed Airline Reservation System) zum Einsatz, mit dessen Hilfe Buchungsdaten überblickbar wurden und Buchungsaufträge verarbeitet, Buchungsstände aller Flüge nachgetragen und die Platzverfügbarkeit geprüft werden konnten.
Am 21. Februar 1970 explodierte neun Minuten nach dem Start an Bord von Swissair-Flug 330 (Zürich–Tel Aviv-Lod) eine in einem Gepäckstück verstaute Bombe im Laderaum, die Convair CV-990 stürzte bei Würenlingen ab.
Am 6. September 1970 war die Swissair Opfer einer mehrfachen Entführungsaktion der PFLP. In einer koordinierten Aktion wurden fast gleichzeitig eine DC-8 (HB-IDD) der Swissair sowie eine Boeing 707 der TWA und eine Vickers VC10 der BOAC entführt und zur Landung im «Gaza Airport», 60 km nordöstlich von Amman inmitten der Wüste bei Zarqa auf dem ehemaligen Flugplatz Dawson’s Field der Royal Air Force, gezwungen. Nach tagelangen Verhandlungen wurden die Geiseln zwar freigelassen, aber alle drei Maschinen am 12. September in die Luft gesprengt. In der Folge wurden die Sicherheitsvorkehrungen im Luftverkehr weltweit massiv verstärkt. Versicherungsprämien enthielten neu Zuschläge für Kaperungs- und Kriegsrisiken.
Dank einer weiteren DC-8-62 und vier neuen DC-9-32 stiegen die Tonnenkilometer erstmals auf über 1 Milliarde. Neue Flugziele im Streckennetz waren Douala und Kinshasa. Um die Wartung der B-747- und DC-10-Flugzeuge zu ermöglichen, wurde mit dem Bau einer dritten Werft begonnen. Für das Training der Besatzungen der B-747 setzte Swissair zusammen mit SAS und KLM in Amsterdam einen gemeinsamen Flugsimulator ein.
| Kennzahl in Mio. CHF | 1961  | 1962  | 1963  | 1964  | 1965  | 1966  | 1967   | 1968   | 1969   | 1970   |
| -------------------- | ----- | ----- | ----- | ----- | ----- | ----- | ------ | ------ | ------ | ------ |
| Erträge              | 377   | 462   | 509   | 566   | 633   | 700   | 771    | 882    | 1'067  | 1'227  |
| Betriebsüberschuss   | 25    | 60    | 72    | 90    | 122   | 134   | 120    | 137    | 193    | 189    |
| Reingewinn           | 0,1   | 7,6   | 9,6   | 14,9  | 18,6  | 22,7  | 24,5   | 27,1   | 31,5   | 34,3   |
| Personalbestand      | 7'458 | 8'039 | 8'471 | 8'682 | 8'922 | 9'408 | 10'356 | 11'185 | 12'071 | 13'280 |

### Eintritt ins Zeitalter der Grossraumflugzeuge

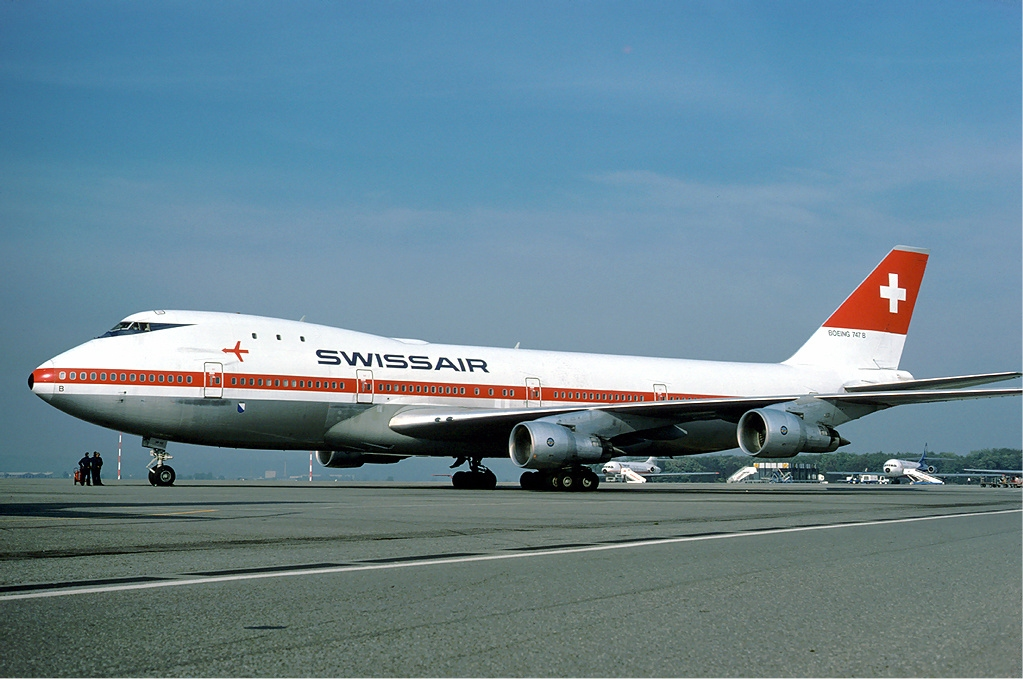
B-747-257B, HB-IGB «Zürich» in Basel

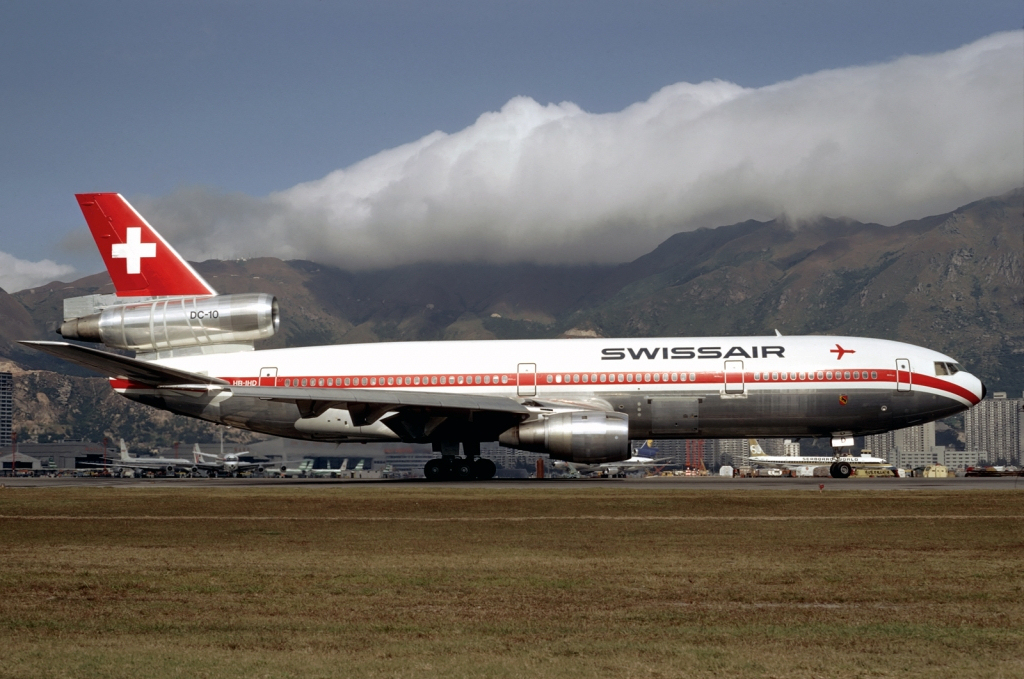
DC-10-30, HB-IHD in Hongkong

1971 übernahm Armin Baltensweiler den Posten des Direktionspräsidenten vom abtretenden Walter Berchtold, der das Unternehmen während 22 Jahren geführt hatte. Am 27. Februar 1971 landete die erste Boeing 747-257B «Jumbo» in Kloten. Schon im nächsten Jahr folgten die ersten Maschinen vom Typ McDonnell Douglas DC-10-30, die bis in die 1990er hinein das Bild der Langstreckenflotte der Swissair prägten. Die Auslastung der Jumbos, die ausschliesslich auf den Flügen nach New York eingesetzt wurden, lag bereits in der ersten Sommersaison über der Nutzschwelle. Neuerungen im Streckennetz waren Boston, Libreville, Nicosia und Genua. Der stark defizitäre Binnenverkehr ab Bern wurde hingegen ab 1. November eingestellt. Die bislang getrennten Personalverbände der Stewards und Hostessen schlossen sich zur KAPERS, Vereinigung des Kabinenpersonals der Swissair, zusammen. Der Personalbestand stieg auf 13'342.
Am 1. November 1972 wurde in der Schweiz ein Nachtflugverbot eingeführt. Am 9. Dezember 1972 traf die erste DC-10 in Zürich ein. Anlässlich der Kapitalerhöhung der Balair übernahm Swissair die Aktienmehrheit und ermöglichte damit, eine 250-plätzige DC-8-63 zu beschaffen. Die Mitarbeiterzahl stieg Ende 1972 auf 13'707, davon war 15 % fliegendes Personal.
1973 wurde das Verkehrsangebot wurde durch die Einführung weiterer DC-10-Maschinen um 11 % gesteigert. Als Nachfolger der Coronados wurden zehn DC-9-50 bestellt.
Die schwierigen Rahmenbedingungen blieben 1974 bestehen. Einziges neues Flugziel im Streckennetz war Marseille, hingegen wurde wegen des Zypernkonflikts die Bedienung der Insel eingestellt. Die fünfte DC-10 wurde nach Südamerika, Afrika und dem Fernen Osten eingesetzt. Die Coronados wurden per Ende Jahr aus dem Betrieb genommen. Die Flugprüfungen der Cockpit-Besatzungen wurden neu am Boden in Simulatoren durchgeführt. Die Anzahl Mitarbeiter per Ende Jahr stieg auf 14'275. Die Altersgrenze für Flight Attendants von 36 Jahren wurde aufgehoben und betrug nun 57 Jahre.
1975 erwirtschaftete der Flugbetrieb einen Verlust. Neue Ziele waren Toronto, Dhahran, Abu Dhabi und Salzburg. Als zweite Fluggesellschaft der Welt nahm die Swissair die Volksrepublik China in ihr Streckennetz auf und flog nach Peking und Shanghai. Am 11. November 1975 wurde der neue Terminal B am Flughafen Zürich-Kloten eröffnet.
1976 wurde das Streckennetz mit Oran, Dubai und Kuwait leicht ausgebaut; hingegen musste die Bedienung Beiruts wegen des Bürgerkriegs im Libanon eingestellt werden. In 166 Städten war man mit eigenen Büros und in 39 weiteren mit Niederlassungen vertreten.
1977 trat die Swissair als Erstkunde der DC-9-81 (DC-9 Super 80, spätere MD-80) auf, 15 Einheiten wurden bestellt. Der Auslastungsgrad betrug 56 % und die Sitzplatzauslastung 60,7 %; die höchsten Werte seit der Nachkriegszeit. Neu konnten mit dem Hotelreservations- und Informationssystem HORIS Flug und Hotelzimmer zugleich gebucht werden. Das Streckennetz wurde mit Linz, Sofia und Ankara moderat erweitert. Beirut wurde nach der Einstellung wieder angeflogen. Weltweit war die Swissair in 170 Städten vertreten. Der Personalbestand erhöhte sich auf 14'129.

### Deregulierung des Luftverkehrs

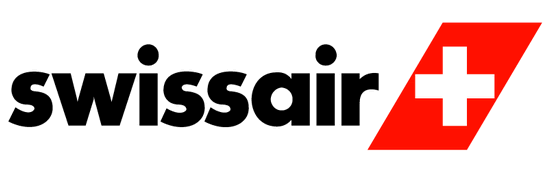
Swissair Logo ab 1981

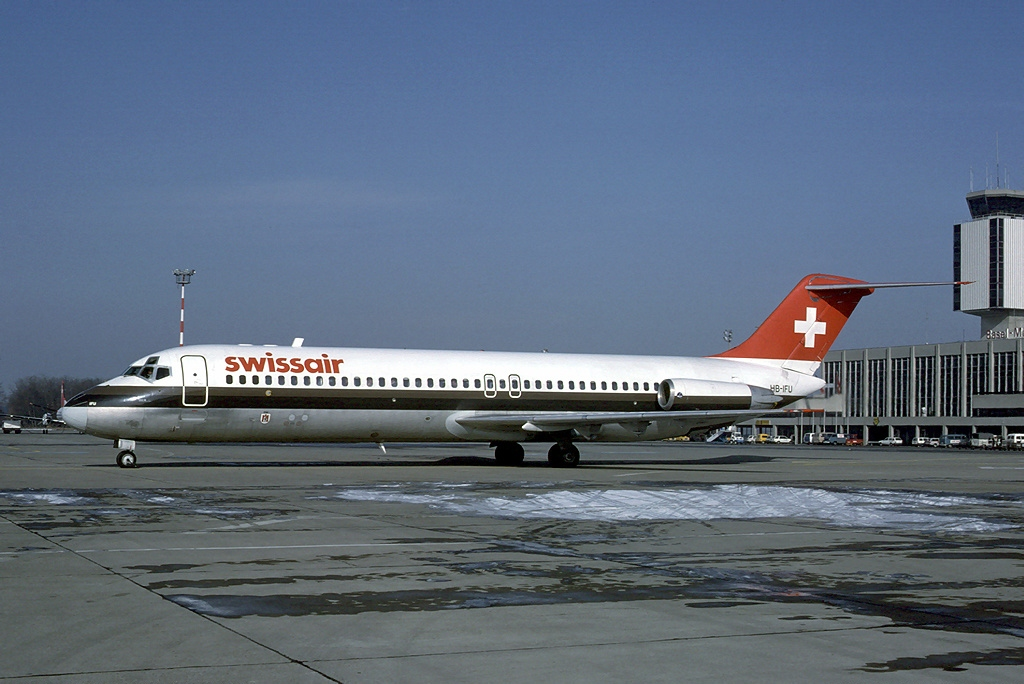
DC-9-32, HB-IFU: Sogar die ausscheidenden 32er DC-9 wurden zum Teil umbemalt

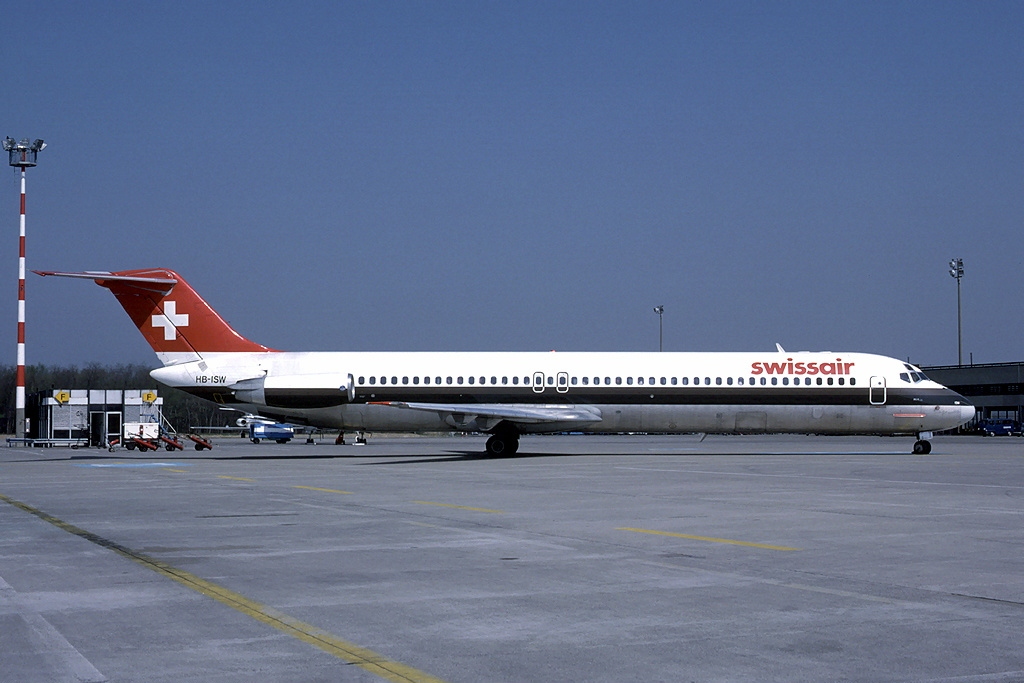
DC-9-51, HB-ISW mit neuer Corporate Identity

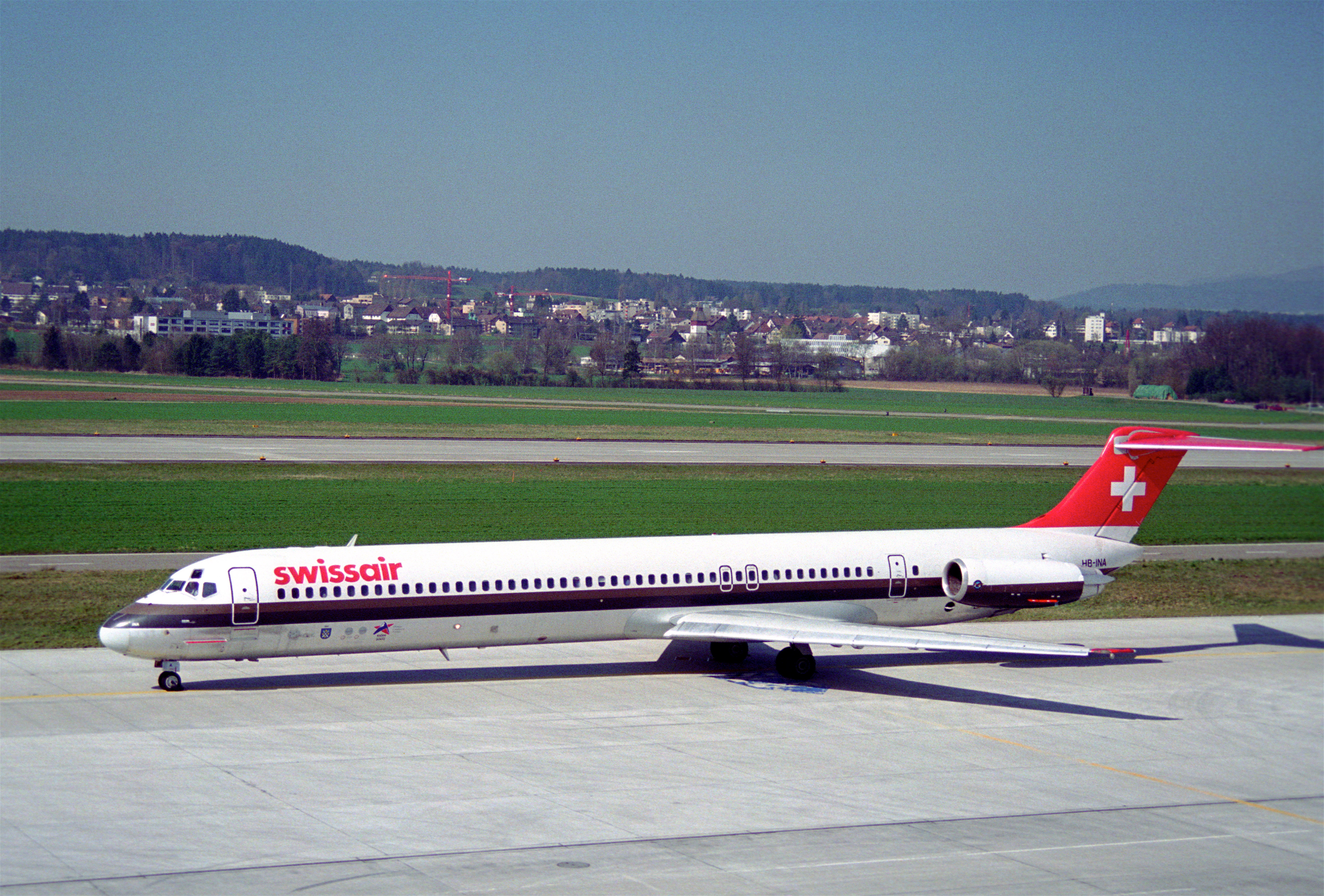
DC-9-81/MD-81 HB-INA mit neuem Erscheinungsbild

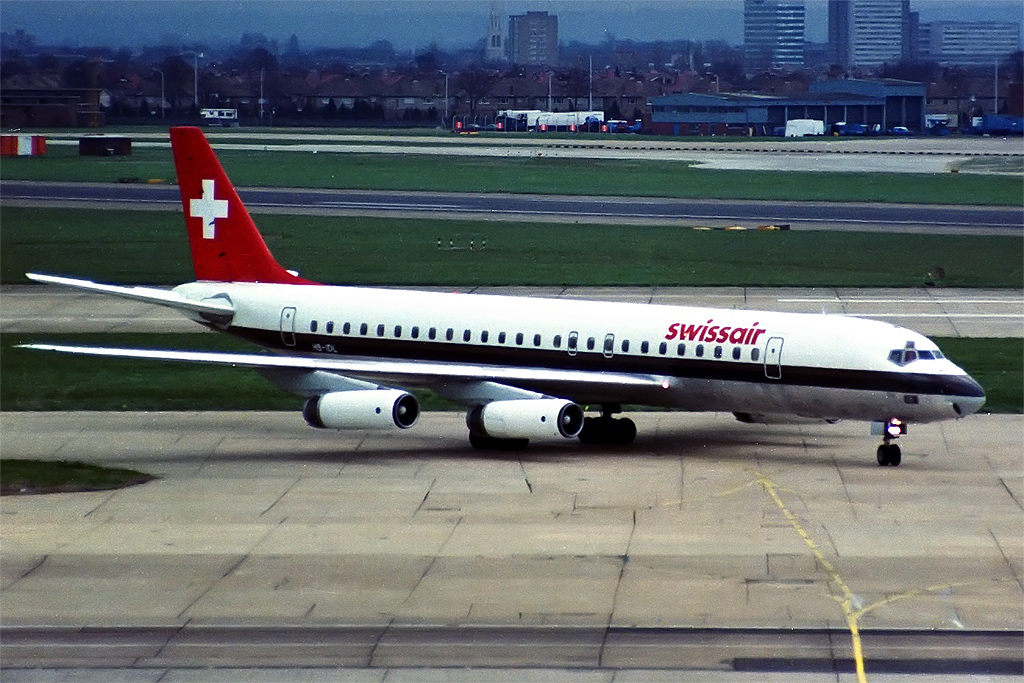
DC-8-62, HB-IDL in neuer Bemalung

Im Jahr 1978 verringerten sich trotz rekordhoher Auslastung von 58,1 % währungsbedingt Erträge, Bruttoergebnis und Reingewinn gegenüber dem Vorjahr. Die Swissair verzichtete darauf, die Bestuhlung in der Economy Class zu verdichten: Die DC-10-Maschinen flogen weiterhin mit 8 statt 9 und die B-747 mit 9 statt 10 Sitzen pro Reihe. Neuerungen im Streckennetz waren Oporto, Dschidda und Annaba. Neue Vertretungen wurden in Essen, Ravensburg, Dschidda, Annaba und Enugu eröffnet. Nach dem Scheitern der SATA, Société Anonyme de Transport Aérien, wurde eine zweite Charter-Tochter gegründet: die Compagnie de Transport Aérien. Der Berufsstand des Navigators verschwand aufgrund der fortschreitenden Automatisierung durch Bordcomputer. 1978 wurde Swissair von der angesehenen Fachzeitschrift Air Transport World (ATW) als Airline of the Year ausgezeichnet.
Im Jahr 1979 stand wegen eines durch die amerikanische Luftfahrtbehörde verordneten weltweiten Flugverbotes für den Typ DC-10 ein Grossteil der Langstreckenflotte während 12 Tagen am Boden. Am 7. Oktober geriet eine DC-8 nach der Landung in Athen über die Piste hinaus und fing Feuer, wobei 14 Passagiere das Leben verloren. Das Betriebsjahr 1979 war durch die enorme Steigerung der Treibstoffpreise geprägt: Die Kerosinpreise waren Ende Jahres doppelt so hoch wie vor Jahresfrist, der Anteil der Treibstoffkosten stieg von 12 auf 16 % der Gesamtkosten. Die Swissair bestellte für verkehrsdichtere Kurzstrecken und auf kürzeren Mittelstrecken als erste den mit einem Zweimann-Cockpit konzipierten Airbus A310-200 und nahm Optionen für 10 weitere Einheiten auf. Eine weitere Boeing 747 wurde bestellt. Als neues Ziel wurde Dublin ins Streckennetz aufgenommen, hingegen musste wegen der politischen Wirren im Libanon ab Mitte Juli die Bedienung Beiruts eingestellt werden.
In einem Jahr, das in Fachkreisen als das schlechteste in der Geschichte der Zivilluftfahrt bezeichnet wurde, konnte die Swissair im Gegensatz zur Konkurrenz ein beachtliches Ergebnis präsentieren. Im Gegensatz zur Konkurrenz wurde weiterhin auf die bewährte Kabinen-Aufteilung in eine First- und Economy-Klasse festgehalten. Die Kurzstreckenflotte wurde mit der Einführung der MD-81 (DC-9-81) erneuert. Dieser Flugzeugtyp ersetzte teilweise die älteren und kleineren DC-9. Zudem wurden mit dem Ziel, moderne, treibstoffsparende Flugzeuge anzuschaffen, fünf neue Boeing 747 mit verlängertem Oberdeck und zwei DC-10-30 mit grösserer Reichweite bestellt. Mit der Anbindung des Flughafens Zürich an das nationale Eisenbahnnetz wurden die Buszubringerdienste ab Zürich eingestellt. Neu konnten Flugpassagiere ihr Gepäck bereits am Bahnhof aufgeben. Das Streckennetz wurde mit der Bedienung Jakartas erweitert, hingegen mussten nach Kriegsausbruch im Iran/Irak die Flüge nach Teheran und Bagdad eingestellt werden. Ende 1980 war die Swissair in 196 Städten vertreten. Neue Vertretungen oder Verkaufsstellen wurden in Luxemburg, Ulm, Ottawa, Raleigh, Westchester, Valparaíso, Jubail, Sanaa und Salisbury/Harare eröffnet. Unter dem Namen Swissôtel wurden zunächst die Hotels Président in Genf, International in Zürich, Drake in New York und Bellevue Palace in Bern zusammengefasst.
Zum 50-jährigen Jubiläum erneuerte die Swissair ihre Corporate Identity: Neben einem neuen Signet mit dem Schweizerkreuz in Rhomboid-Form wurden die Flugzeuge mit einer modernen Bemalung versehen. Die von der beauftragten Werbeagentur unterbreiteten Vorschläge reichten von Rosa bis Schwarz – doch der Verwaltungsrat entschied sich, beim weissen Dach und metallenen Bauch zu bleiben, einzig der Trennstrich sollte nach einem Vorschlag eines Verwaltungsrates die braunen Farben von Armin Baltensweilers Lancia annehmen. Die grafischen Elemente des bisherigen Erscheinungsbildes – Namenszug und Pfeil – waren ein Vierteljahrhundert alt und wurden durch den verjüngten Schriftzug und das Rhomboid ersetzt, welches das Hoheitszeichen am Seitensteuer symbolisieren sollte. «Swissair» wurde neu klein geschrieben.
| Kennzahl in Mio. CHF | 1971   | 1972   | 1973   | 1974   | 1975   | 1976   | 1977   | 1978   | 1979   | 1980   |
| -------------------- | ------ | ------ | ------ | ------ | ------ | ------ | ------ | ------ | ------ | ------ |
| Erträge              | 1‘402  | 1‘493  | 1‘609  | 1‘950  | 2‘004  | 2‘184  | 2‘436  | 2‘299  | 2‘490  | 2'900  |
| Bruttoergebnis       | 194    | 206    | 182    | 220    | 195    | 257    | 308    | 244    | 229    | 202    |
| Reinergebnis         | 40     | 41     | 40     | 43     | 25     | 44     | 52     | 49     | 50     | 44     |
| Personalbestand      | 13'192 | 13'224 | 13'612 | 14'046 | 13'766 | 13'739 | 14'129 | 14'777 | 15'009 | 15'356 |

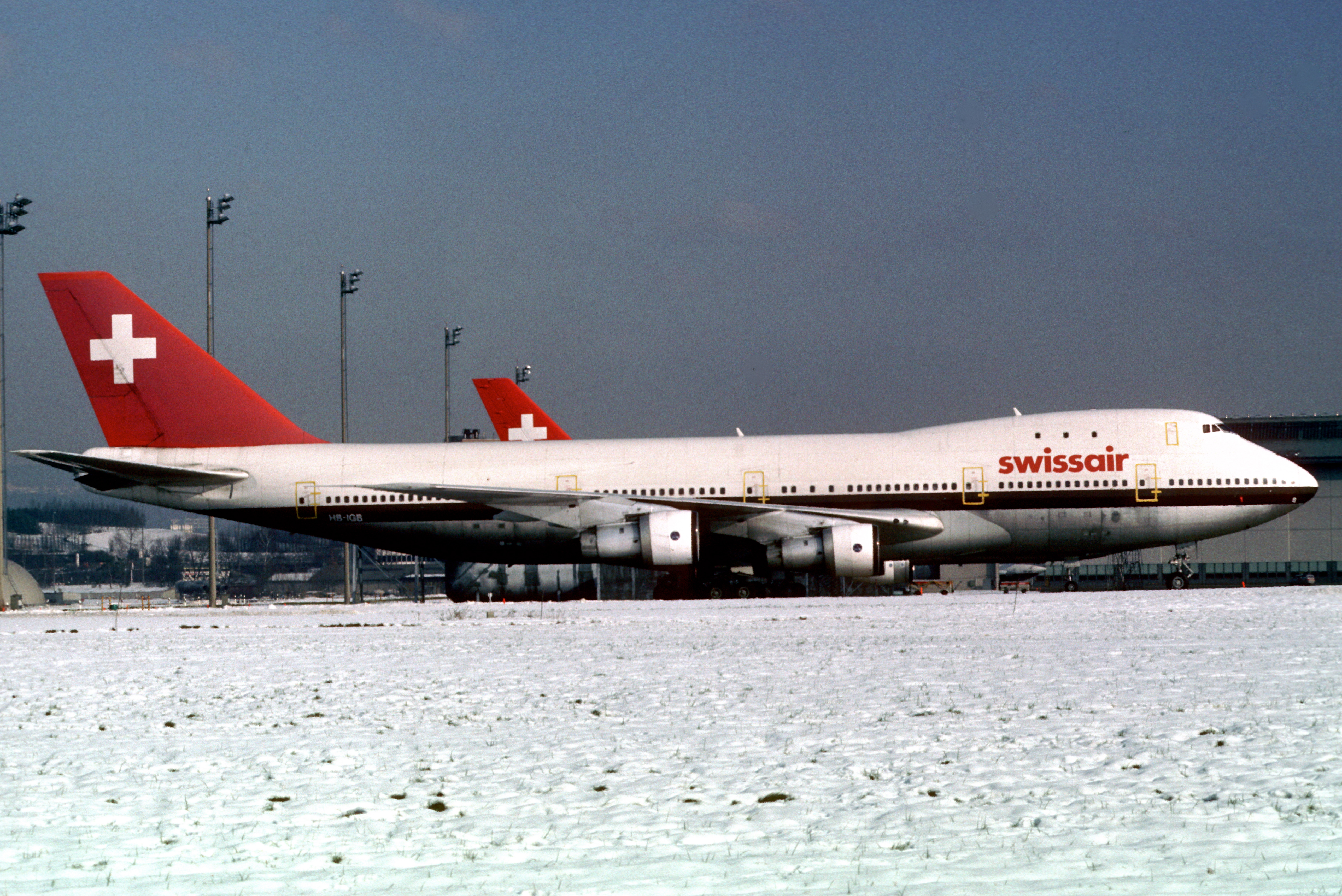
Boeing 747-257B HB-IGB im neuen Kleid

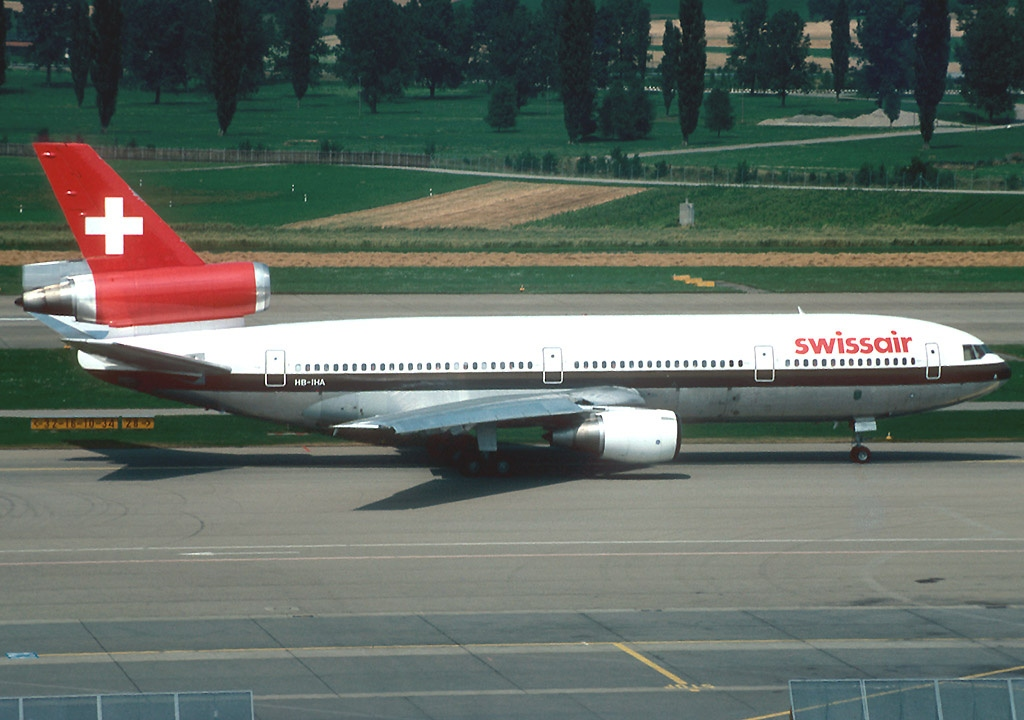
McDonnell Douglas DC-10-30, HB-IHA im neuen Anstrich

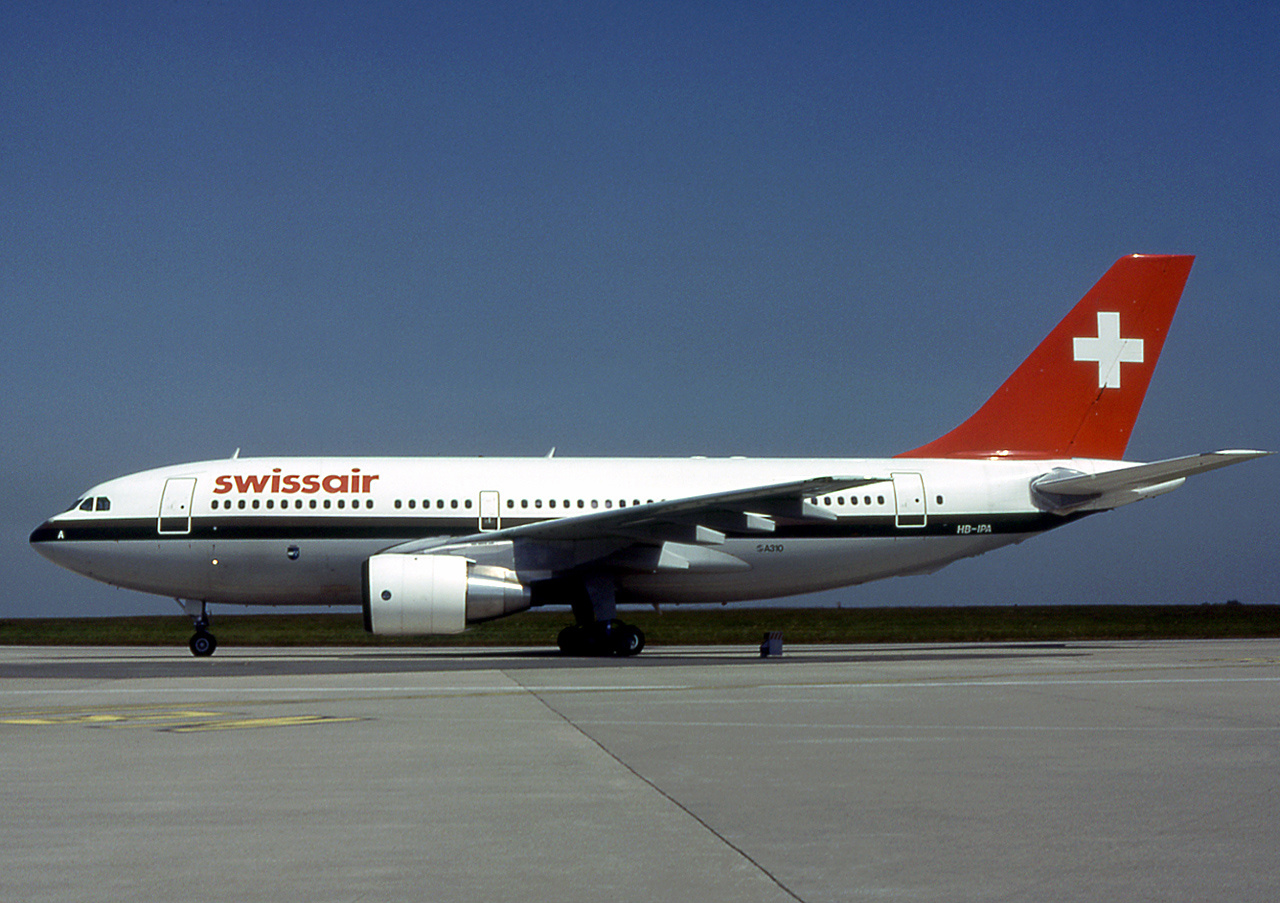
Airbus A-310-221, HB-IPA

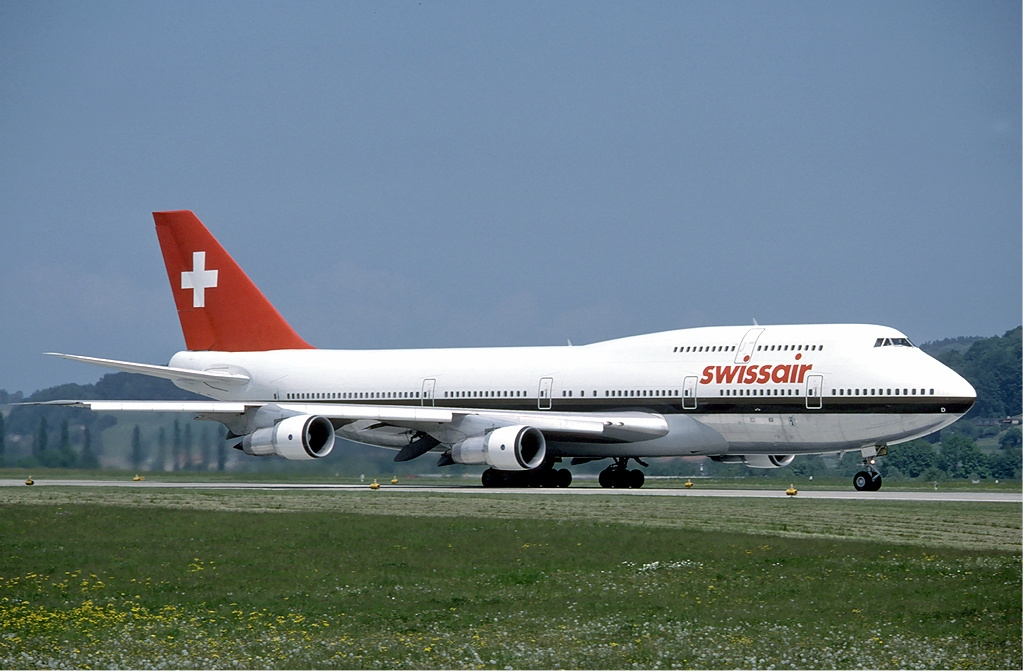
Boeing 747-357B, HB-IGD

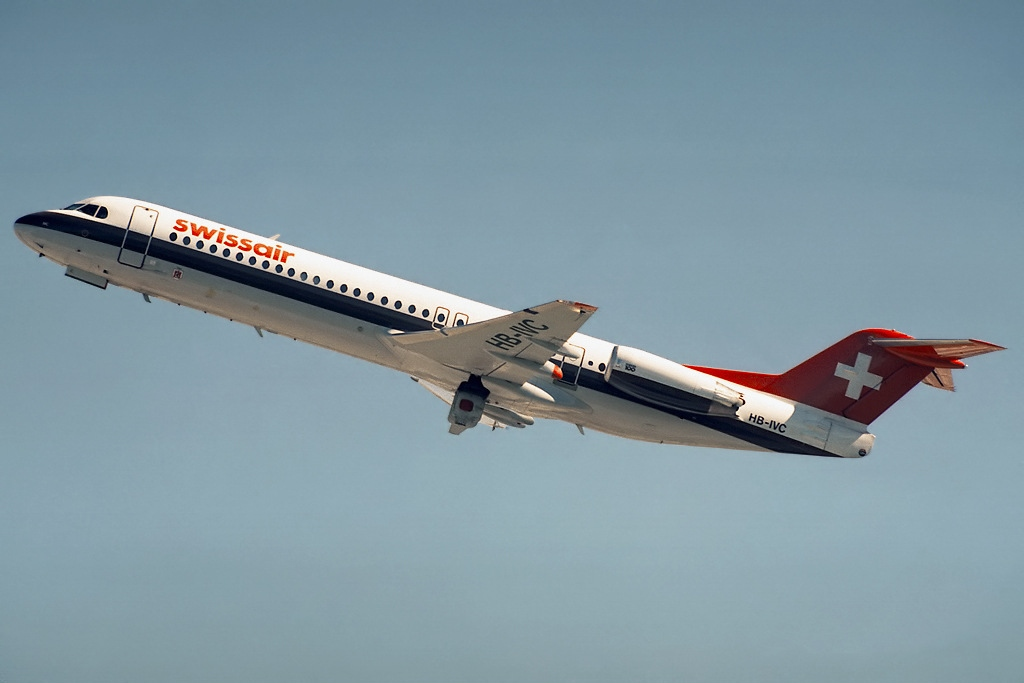
Fokker 100, HB-IVC

Im Jahr 1981 überschritten die Gesamterträge erstmals die 3-Mia.-Franken-Grenze. Die Open-Sky-Politik, die eine Auflösung des multilateralen Tarifsystems im internationalen Linienverkehr anstrebte, verursachte auf dem Nordatlantik ein Überangebot von Flugverbindungen, einen Wirrwarr von Tarifen und grosse Verluste. Im Gegensatz zur Konkurrenz setzte die Swissair weiterhin auf das bewährte Zweiklassen-System auf ihren Flugzeugen, in der Überzeugung, dass die Service-Qualität in der Economy derjenigen in der neugeschaffenen Business Class ebenbürtig sei. 1981 betrugen die Investitionen 557 Mio. Franken, vor allem für den Kauf von elf DC-9-81 und eines Simulators. Das Streckennetz umfasste Ende 1981 94 Städte in 65 Ländern. In 196 Städten gab es Vertretungen zu finden. Der bisherige Verwaltungsratspräsident Fritz Gugelmann musste wegen Erreichens der Altersgrenze nach 17 Jahren sein Amt abgeben. Sein Nachfolger wurde Armin Baltensweiler. Neuer Direktionspräsident wurde Robert Staubli.
In einem für den Weltluftverkehr wiederum verlustreichen Jahr konnte sich die Swissair 1982 gut behaupten, das Bruttoergebnis des Vorjahres konnte beinahe wiederholt werden. Bei tieferer Auslastung schloss der Flugbetrieb mit einem Verlust ab. Die Swissair spürte auch zunehmend den Gegenwind von protektionistischen Tarifbestimmungen, die darauf abzielten, den Umsteigeverkehr, zum Beispiel über die Schweiz, auszuschliessen. Die Flotte wurde mit der Auslieferung von zwei neuen DC-10-30ER erweitert. Als neue Flugziele kamen Thessaloniki und Harare ins Streckennetz. Zudem wurden Flüge nach Bagdad und Beirut wieder aufgenommen. Die von der Tochtergesellschaft CTA angebotenen Executive-Flüge mit einer Super-Caravelle mit ausschliesslicher Erstklass-Bestuhlung erfreuten sich einer grossen Nachfrage. Mit der aufstrebenden Schweizer Regional-Luftverkehrsgesellschaft Crossair wurde eine kommerzielle Zusammenarbeit vereinbart, bei der die Swissair der Crossair gewisse Strecken überliess. Im Zuge der Komfort- und Serviceverbesserungen wurden alkoholische Getränke neu auch in der Economy-Klasse gratis abgegeben. Die Abgabe von Lunchboxen wurde durch einen Plateau-Service ersetzt. Die First Class wurde mit Liegesitzen ausgestattet, sogenannte Slumberettes. Neu konnten auch Economy-Kunden beim Kauf des Flugbillets eine Sitzwahl vornehmen. Ende 1982 war die Swissair in 200 Städten von insgesamt 74 Ländern mit Verkaufsbüros vertreten.
Ende 1983 beschloss der Verwaltungsrat der Swissair, neben der First und Economy Class eine Business Class einzuführen. Das Berichtsjahr 1983 schloss trotz Weltwirtschaftskrise und weltweiter Überkapazität mit einem Rekordergebnis ab. Die neu gelieferten B-747-357 und A-310 ersetzten die älteren und kleineren B-747, DC-10, DC-9 und DC-8, so dass erstmals seit Jahren die Flotte auf 49 Einheiten schrumpfte. Für die dritte und vierte B-747 wurde ein auf 18 Jahre terminierter Lease-Vertrag abgeschlossen. Ende 1982 bediente die Swissair hundert Städte in 67 Ländern. Neu im Streckennetz waren Riad und Toulouse, hingegen musste wegen der kriegerischen Ereignisse die Bedienung von Beirut abermals eingestellt werden. Ende 1983 waren 19 % der Mitarbeiter fliegendes Personal. Der Frauenanteil lag bei 31 %.
Nach einigen Jahren der Rezession und der Stagnation kehrte der Flugbetrieb 1984 wieder in die Gewinnzone zurück. Der Verwaltungsrat beschloss, die älteren DC-9-32 und 51 durch vier zusätzliche DC-9-81 und acht Fokker 100 zu ersetzen. Die Flotte erfüllte die strengen Anforderungen an die Lärmbekämpfung und war von den Lärmzuschlägen auf den Landegebühren in Zürich und Genf befreit. Das Dreiklassen-Konzept wurde per Sommerflugplan eingeführt. In der Economy wurde das Essen nach wie vor in echtem Porzellangeschirr, mit Metallbesteck und echten Weingläsern serviert. Die Fachzeitschrift Business Traveller verlieh der Swissair den Titel «weltweit beste Fluggesellschaft». Als einziges neues Ziel wurde 1984 Larnaka angeflogen, anderseits wurde die Bedienung von Annaba und Harare eingestellt. Neu wurde Rio de Janeiro ohne Zwischenlandung angeflogen. Tokio wurde neu mit nur noch zwei Zwischenlandungen bedient.
Dank einem allgemeinen Konjunkturaufschwung und positivem Verlauf von Inflation, Fremdwährungskursen sowie den Treibstoffkosten wies das Flugbetriebsergebnis im Jahre 1985 wieder einen Gewinn aus. Die verbliebenen DC-9-51 wurden verkauft und bis zu ihrem Ausscheiden zurückgemietet, ebenso eine Boeing 747. Die neue Business Class erfreute sich einer grossen Nachfrage, weshalb in den Boeing-747-Flugzeugen die Kapazität vergrössert wurde. Caracas wurde als neues Ziel aufgenommen. Per 1985 hatte die Schweiz mit 91 Staaten Luftverkehrsabkommen abgeschlossen.
Wegen Terroranschlägen in Wien und Rom sowie der Atomkatastrophe in Tschernobyl sank die Nachfrage von Europareisen. Ab 1987 wurde auch Atlanta bedient. Erstmals seit Bestehen der Swissair stieg das weltweite Streckennetz auf über 100 Städte: Nach Einführung der Polroute wurden neu Anchorage in Alaska, Seoul, Bahrain, Birmingham, Brazzaville und Malta angeflogen. Als zukünftiger Ersatz der DC-10-Flotte wurden sechs MD-11 bestellt. Das Durchschnittsalter der Flotte lag bei 7,2 Jahren und war damit eines der jüngsten und modernsten weltweit, was es den Piloten erlaubte, in Nebellagen bei horizontaler Pistensicht von 125–150 m zu landen. Die Flotten der Balair und CTA wurden mit der Ablieferung einer Airbus A-310 Intercontinental und einer DC-9-82 sowie der Bestellung von vier MD-87 erneuert.
1987 war Swissair zusammen mit British Airways und KLM Gründungsmitglied des weltweiten Reservationssystems Galileo. Die Flottenerneuerung wurde mit einer Erweiterung der Bestellung von MD-11 auf total 12 und der DC-9-81 auf 22 Einheiten vorangetrieben. Santiago de Chile, Colombo, Bahrain und Dublin wurden aufgegeben. Als neue Ziele wurden Turin und Atlanta ins Streckennetz aufgenommen. Der Personalbestand stieg auf 17'908.
Per Ende Juli 1988 trat Direktionspräsident Robert Staubli altersbedingt von seinem Amt zurück; zu seinem Nachfolger wurde Otto Loepfe ernannt, der bisherige Leiter der Departemente Technik und Informationsverarbeitung. Durch die Ablösung der verbleibenden DC-9 durch 8 Fokker 100 und den Zuwachs dreier weiterer MD-81 war die gesamte Flotte als weltweit erste komplett Kategorie-III-tauglich: Sämtliche Flugzeuge waren für automatische Landungen unter extrem schlechten Sichtbedingungen ausgerüstet. Neuerungen im Streckennetz waren Bordeaux, Catania und Graz; anderseits wurde die Bedienung von Khartum aus wirtschaftlichen Gründen aufgegeben. Wegen kriegerischer Ereignisse wurden Flüge nach Teheran und Bagdad zeitweilig eingestellt. Neu gewährte Verkehrsrechte erlaubten eine zusätzliche Stadt in den USA anzufliegen und Überflugsrechte über Sibirien auf den Routen nach Japan und China. In Zusammenarbeit mit den SBB wurde an acht nationalen Bahnhöfen die Passagierabfertigung für Swissair-Flüge eingeführt – inklusive Einsteigekarte. Die Stufe Generaldirektion wurde abgeschafft. Die Swissair Photo und Vermessungen AG erstellte im Auftrag der National Geographic Society die erste Mount-Everest-Karte.

### «Fliegende Bank»
Dank dem ab den 1960er Jahren stark wachsenden Luftverkehr erzielten viele Fluggesellschaften hohe Gewinne. Die Swissair profitierte von ihrem exzellenten Ruf als Qualitätsairline und der Möglichkeit, aufgrund der Schweizer Neutralität exotische und lukrative Ziele wie Staaten in Afrika oder dem Nahen Osten anzufliegen. Viele Auszeichnungen attestierten der Swissair Zuverlässigkeit, Sicherheit und Qualität. Der Aviatik-Journalist Sepp Moser schrieb in einer Firmenchronik: «Die Swissair war unzweifelhaft eine der besten Fluggesellschaften der Welt, vielleicht die beste überhaupt.»
Mit dem Beginn der Liberalisierung und Deregulierung des Flugverkehrs zu Beginn der 1980er Jahre stieg der Kostendruck auf alle Fluggesellschaften. Der Swissair erwuchs im Heimmarkt Konkurrenz mit der Gründung der Crossair 1978. Die Swissair investierte ihre hohen Liquiditätsreserven in Zukäufe und verlegte nach und nach einen Grossteil ihrer Geschäftsaktivitäten auf flugverwandte Aktivitäten wie die Flughafenabfertigung, das Catering, die Flugzeugwartung und das Duty-Free-Geschäft. Nachteil dieser Diversifikation war die Vernachlässigung des Kerngeschäfts. Entsprechend erhielt die Swissair Ende der 1980er Jahre den Beinamen «Die fliegende Bank», was in erster Linie auf den Umstand der vorhandenen stillen Reserven und der hohen Liquidität zurückzuführen war; in zweiter Linie aber auch eine symptomatische Bezeichnung für einen Konzern, der sich immer mehr mit Finanzmanagement statt mit Luftfahrt beschäftigte.

### Konzentrationsprozess
Im Hinblick auf die angekündigte weitgehende Liberalisierung des Flugverkehrs in Europa konzentrierte sich die Swissair wieder verstärkt auf das Fluggeschäft und weitete ihre Partnerschaften 1989 aus: Als erste europäische Fluggesellschaft unterzeichnete sie Kooperationsverträge mit der amerikanischen Delta Air Lines, der skandinavischen SAS und Singapore Airlines und formierte die Allianz Global Excellence. Dank der allgemeinen guten Konjunkturlage ging das Jahr 1989 als eines der erfolgreichsten in die Firmengeschichte ein. Gleich drei Magazine (Check-in, Capital und Executive Travel) zeichneten die Swissair als «beste Fluggesellschaft» aus. Das uniformierte Swissair-Personal wurde neu eingekleidet mit Uniformen vom Designer Luigi Colani. Los Angeles wurde in das Streckennetz aufgenommen. Weitere Neuheiten im Streckennetz waren Göteborg, Lyon, Izmir und Ljubljana sowie der erste Nonstop-Flug nach Tokio über die Sibirien-Route. Nach Einstellung des Frachtflugs nach Glasgow aus wirtschaftlichen Gründen wurde die Luftfracht ausschliesslich auf Passagierkursen transportiert; auf Nurfrachtflüge wurde gänzlich verzichtet.
Im Jahr 1989 wurden 110 Ziele in 68 Ländern angeflogen. Die 22. MD-81 wurde in Betrieb genommen und weitere 2 MD-81 zur Erweiterung der Europa-Flotte in Auftrag gegeben.
Im Jahr 1990 wurde zusammen mit SAS, Austrian Airlines und Finnair die European Quality Alliance gegründet. Später wurde daraus die Qualiflyer Group. Aufgrund der weltweit schwachen Konjunktur, der Golfkrise, steigender Treibstoffpreise, massiv erhöhter Versicherungsprämien und Überkapazitäten erlitt der Flugbetrieb einen operationellen Verlust von annähernd 100 Mio. Franken, der nur dank dem Ergebnisbeitrag aus Drittleistungen und der Vorwegnahme von Buchgewinnen, insbesondere aus dem Verkauf von DC-10-Flugzeugen, ausgeglichen werden konnte. Die Swissair wurde wiederum von mehreren Fachzeitschriften zur besten Fluggesellschaft Europas (Magazin Zakenreis), für Kurz- und Mittelstrecken (Executive Travel) oder weltweit (Check-in) gekürt. Im Hinblick auf eine Erneuerung der Europa-Flotte wurden neunzehn Airbus A321 und sieben A320 als Ersatz der MD-81 bestellt. Zwei weitere Fokker 100 wurden in Auftrag gegeben. Neuerungen im Streckennetz waren Flüge nach Bilbao, Philadelphia und Valencia. Nach 47 Jahren Unterbruch durfte Swissair wieder Berlin anfliegen. Aus wirtschaftlichen oder politischen Gründen wurden hingegen die Flüge nach Catania, Kuwait, Amman, Bagdad und Monrovia eingestellt. Für den 1992 altersbedingt abtretenden Verwaltungsratspräsidenten Armin Baltensweiler konnte Hannes Goetz, Delegierter des Verwaltungsrates und Vorsitzender der Konzernleitung der Georg Fischer AG Schaffhausen, gewonnen werden.
| Kennzahl in Mio. CHF | 1981   | 1982   | 1983   | 1984   | 1985   | 1986   | 1987   | 1988   | 1989   | 1990   |
| -------------------- | ------ | ------ | ------ | ------ | ------ | ------ | ------ | ------ | ------ | ------ |
| Erträge              | 3‘390  | 3‘540  | 3‘694  | 4‘011  | 4‘354  | 4‘031  | 4‘004  | 4‘284  | 4‘837  | 5'050  |
| Bruttoergebnis       | 262    | 258    | 331    | 359    | 383    | 341    | 375    | 418    | 463    | 339    |
| Reinergebnis         | 54     | 39     | 56     | 61     | 69     | 65     | 72     | 76     | 95     | 4      |
| Personalbestand      | 15'494 | 15'997 | 16'147 | 16'652 | 17'262 | 17'657 | 17'908 | 18'584 | 19'296 | 19'883 |

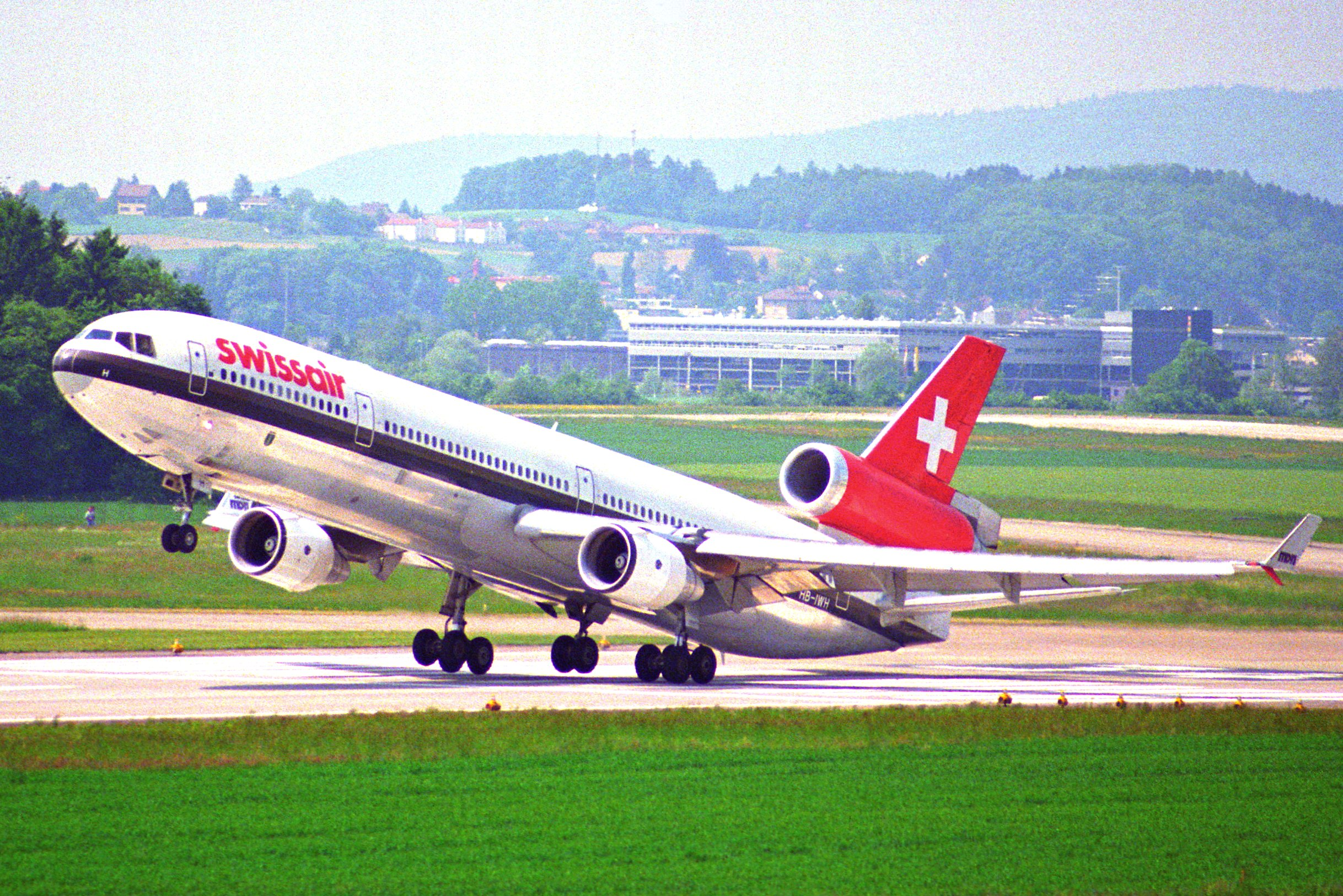
MD-11 HB-IWH beim Abheben in Zürich

1991 sah sich die Swissair einer Wirtschaftsrezession ausgesetzt. Überkapazitäten führten zu verstärktem Tarifdruck, gebietsweise gar zu einer ruinösen Preispolitik mit absurden Angeboten. Der Flugbetrieb schloss mit einem erheblichen Verlust ab. Das Betriebsjahr 1991 war gekennzeichnet durch die Ablösung der DC-10 durch die MD-11. Neu ins Streckennetz aufgenommen wurden Delhi, Kiew und Sankt Petersburg. 1991 entstanden dadurch Ergebniseinbussen von rund 60 Millionen Franken. Durch den Kauf eines weiteren Aktienpaketes wurde die Stimmenmehrheit an der Regionalfluggesellschaft Crossair erworben. Zudem wurde die Kooperation mit Singapore Airlines mit einer Kapitalbeteiligung untermauert. Global-Excellence-Partner Delta übertrug der Swissair den Unterhalt ihrer A310-Flotte. Als erste Fluggesellschaft der Welt analysierte die Swissair den Einfluss ihrer Aktivitäten auf die Umwelt und übernahm eine ökologische Pionierrolle. Gemäss einer Studie des International Travel Research Institute in Hongkong wurde die Swissair als beliebteste Fluggesellschaft ausgezeichnet. Der Präsident des Verwaltungsrates Baltensweiler trat altershalber zurück und übergab die Führung an Hannes Goetz.
In der Volksabstimmung 1992 lehnte die Schweiz den Beitritt zum Europäischen Wirtschaftsraum EWR ab. Damit entstanden der Swissair Nachteile gegenüber Konkurrenten aus EWR-Ländern, da keine Direktverbindungen zwischen EWR-Ländern angeboten und bei Zwischenlandungen im EWR-Raum keine Passagiere aufgenommen werden durften. Das Berichtsjahr 1992 war für die globale Luftverkehrsbranche eines der verlustreichsten: Nach dem golfkriegsbedingten Einbruch der Nachfrage hatte die wirtschaftliche Rezession die Strukturprobleme der Weltluftfahrt noch verschärft. Das Überangebot löste einen Verdrängungswettbewerb aus. Dies führte zu einer generellen Ertragserosion und sinkenden Durchschnittserträgen. Der Flugbetrieb schloss erneut mit einem grossen Verlust ab. Erstmals seit dem Zweiten Weltkrieg wurden aus Spargründen 400 Stellen abgebaut und 160 Entlassungen ausgesprochen. Mit der Ankunft der zwölften MD-11 wurde die Ablösung der DC-10-Flotte abgeschlossen. Neuerungen im Streckennetz waren Banjul, Minsk, Vilnius, Washington und Yaoundé. Im April 1992 wurde unter dem Namen Qualiflyer ein eigenes Bonusprogramm für Vielflieger lanciert. Am Flughafen Zürich wurde der Terminal A zum Swissair-Terminal umgestaltet, wo sämtliche Flüge von Swissair, Crossair und den EQA-Partnern Austrian und SAS abgefertigt wurden. Als erstes Land der Welt hatte die Schweiz einen staatlich anerkannten Berufstitel für das Kabinenpersonal, in dem der Beruf des Flight Attendant durch das Bundesamt für Industrie, Gewerbe und Arbeit (BIGA) anerkannt wurde.
Die Swissair geriet zunehmend unter Druck: Immer mehr nationale Fluggesellschaften schlossen sich zu Allianzen zusammen, um ihre Kunden weltweit bedienen zu können. Hierbei war eine kritische Grösse nötig, um für die amerikanischen Partner interessant zu sein, d. h. genügend Passagiervolumen bereitzustellen. Entsprechend wurde 1993 eine Fusion von Swissair, KLM, der SAS (je 30 %) und der Austrian Airlines (10 %) unter dem Projektnamen Alcázar (nach der spanischen Bezeichnung für Burg) angestrebt. Dieses Vorhaben scheiterte unter anderem an nationalen Widerständen in den verschiedenen Ländern. Das Betriebsjahr 1993 war wiederum durch eine Beschleunigung des Preiszerfalls gekennzeichnet, der durch die weltweit ungenügende Kapazitätsauslastung verursacht wurde. Trotz fortschreitender Liberalisierung musste weiterhin gegen staatlichen Protektionismus angekämpft werden. Im Hinblick auf die 1995 beginnende Erneuerung der Europa-Flotte und um Verkaufsrisiken zu minimieren, wurden zehn MD-81 vorzeitig verkauft und bis zur Ablösung zurückgemietet. Dadurch konnten Buchgewinne im Umfang von 136 Mio. Franken verflüssigt werden. Vom Gesamtbestand von 108 Flugzeugen waren nun 26 gemietet: drei B747, fünf MD11, elf MD81 der Swissair, eine MD83 und ein A310 der Balair/CTA sowie vier Saab 340 und ein BAe 146 der Crossair. Neuerungen im Streckennetz waren Harare, Kapstadt, Klagenfurt, Luxemburg, Muskat und Strassburg. Zudem wurden mit Gemeinschaftskursen von Partnergesellschaften Bordeaux, Cincinnati und Graz angeboten. Im Kurzstreckenbereich wurde die erste Klasse abgeschafft und eine neue Business Class mit breiteren Sitzen und individuellerem Service-Ablauf eingeführt. Erstmals wurde ein SATCOM-System auf Swissair-Flugzeugen installiert, das den Fluggästen erlaubte, weltweit zu telefonieren. Wiederum wurde Swissair von Fachzeitschriften zur besten Fluggesellschaft (Travel Inside), besten Kurzstrecken-Airline (Executive Traveller) oder zur Airline des Jahres (Holiday) gekürt. Am Flughafen Zürich wurde das zeitsparende Check-in direct angeboten, das Fluggästen, die  nur mit Handgepäck reisten, erlaubte, sich selbst für ihren Flug abzufertigen.

### Wandlung zum Konzern
Nach dem Scheitern des Alcázar-Projekts prüfte die Swissair ab Januar 1994 andere strategische Optionen. Als Nicht-EU-Gesellschaft wurde sie vereinzelt gezwungen, das Flugangebot zu reduzieren, und auf verschiedenen europäischen Flughäfen musste sie Massnahmen wie höhere Landegebühren oder Passagiertaxen hinnehmen.
Der Verwaltungsrat entschied sich für den Aufbau eines eigenen, grösseren Luftfahrtsystems. Dabei spielten nicht nur wirtschaftliche Gründe eine Rolle, sondern die politische Stimmung in der Schweiz hätte eine Verkleinerung der Swissair oder ihr Aufgehen in einer der grossen europäischen Fluggesellschaften kaum zugelassen.

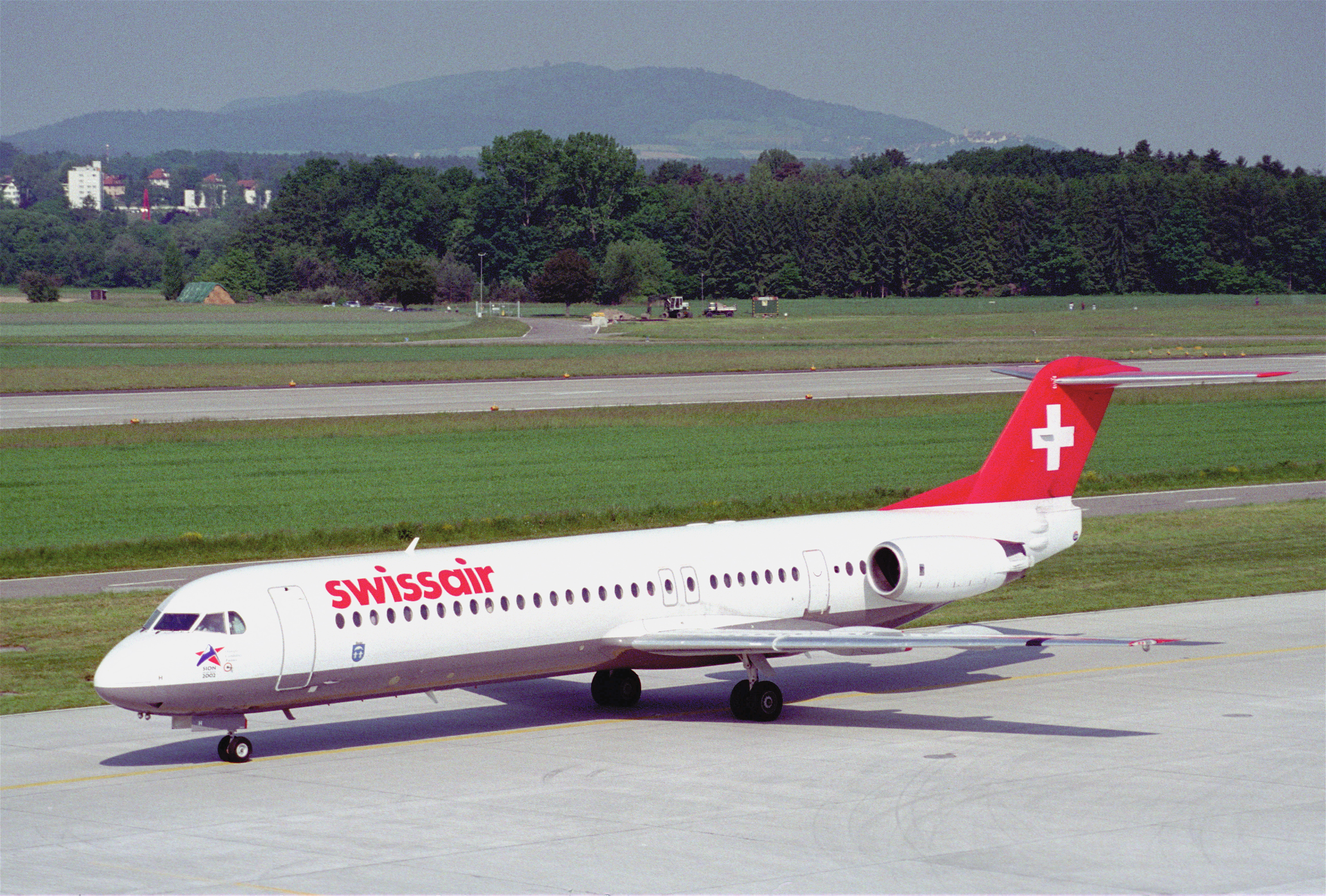
Fokker 100 HB-IVH im neuen Kleid

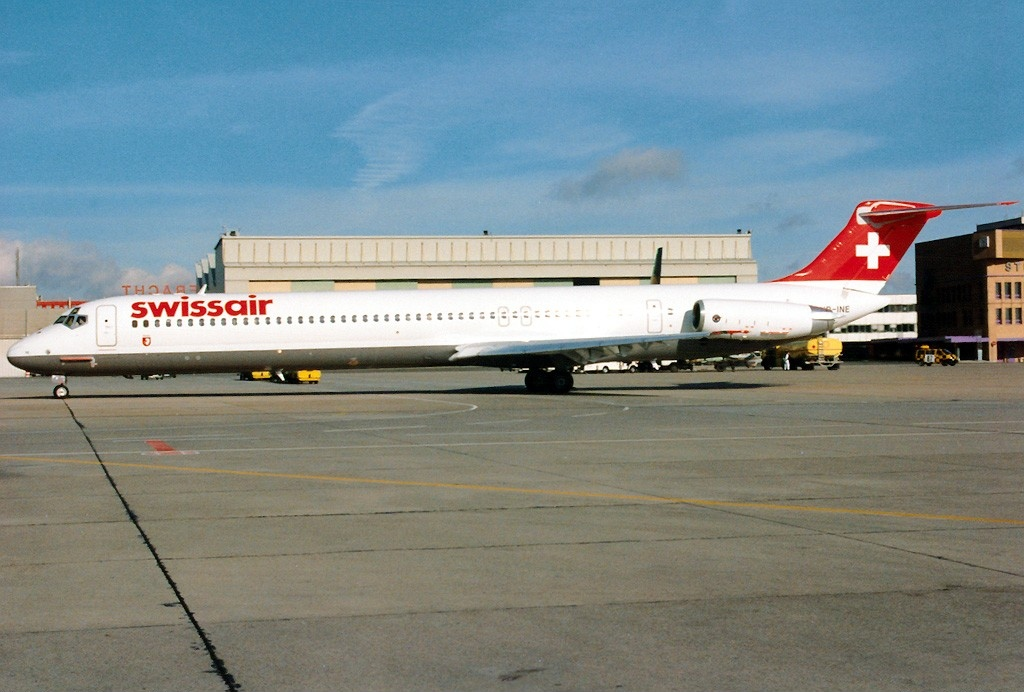
MD-81 HB-INE

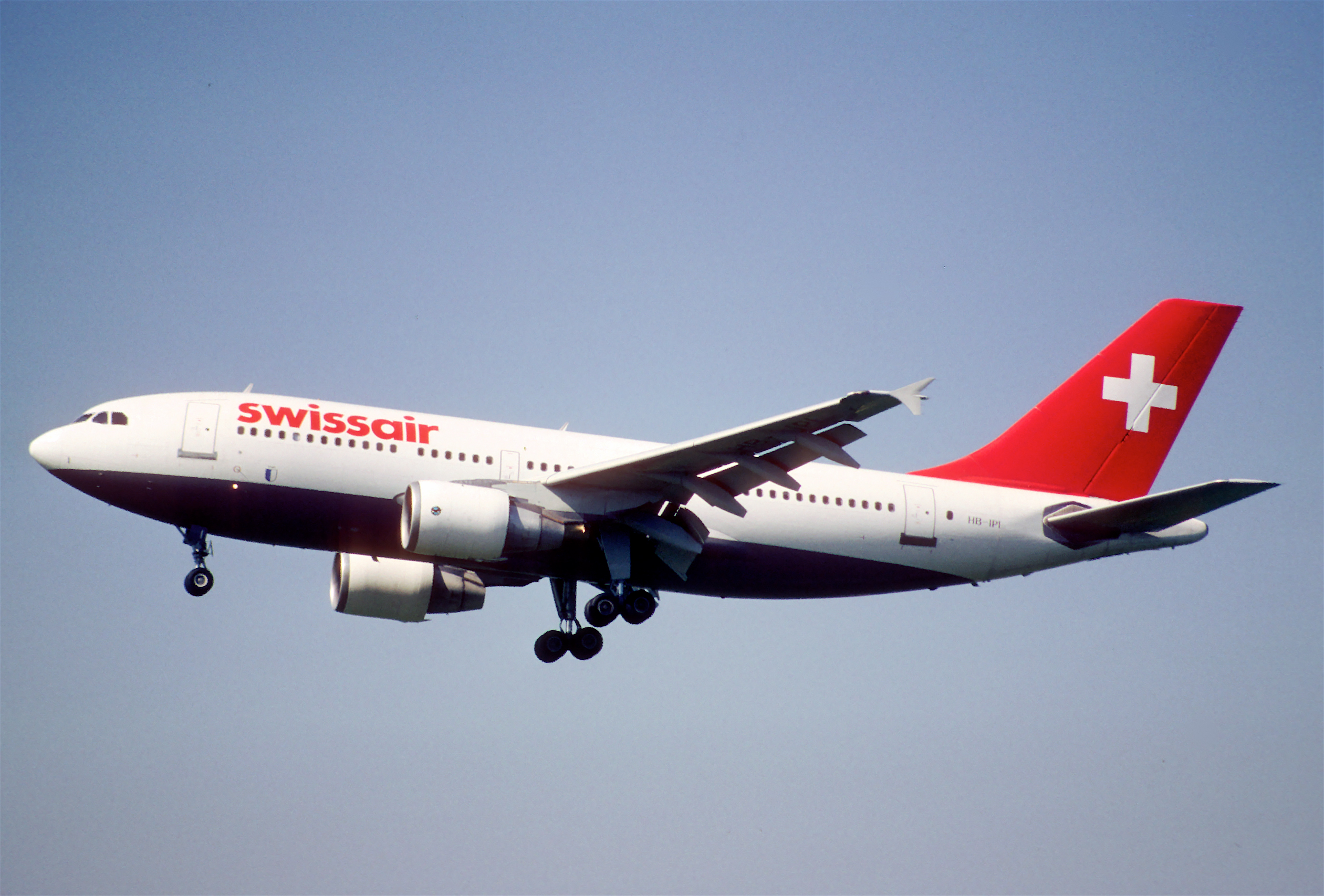
Airbus 310-322 HB-IPI

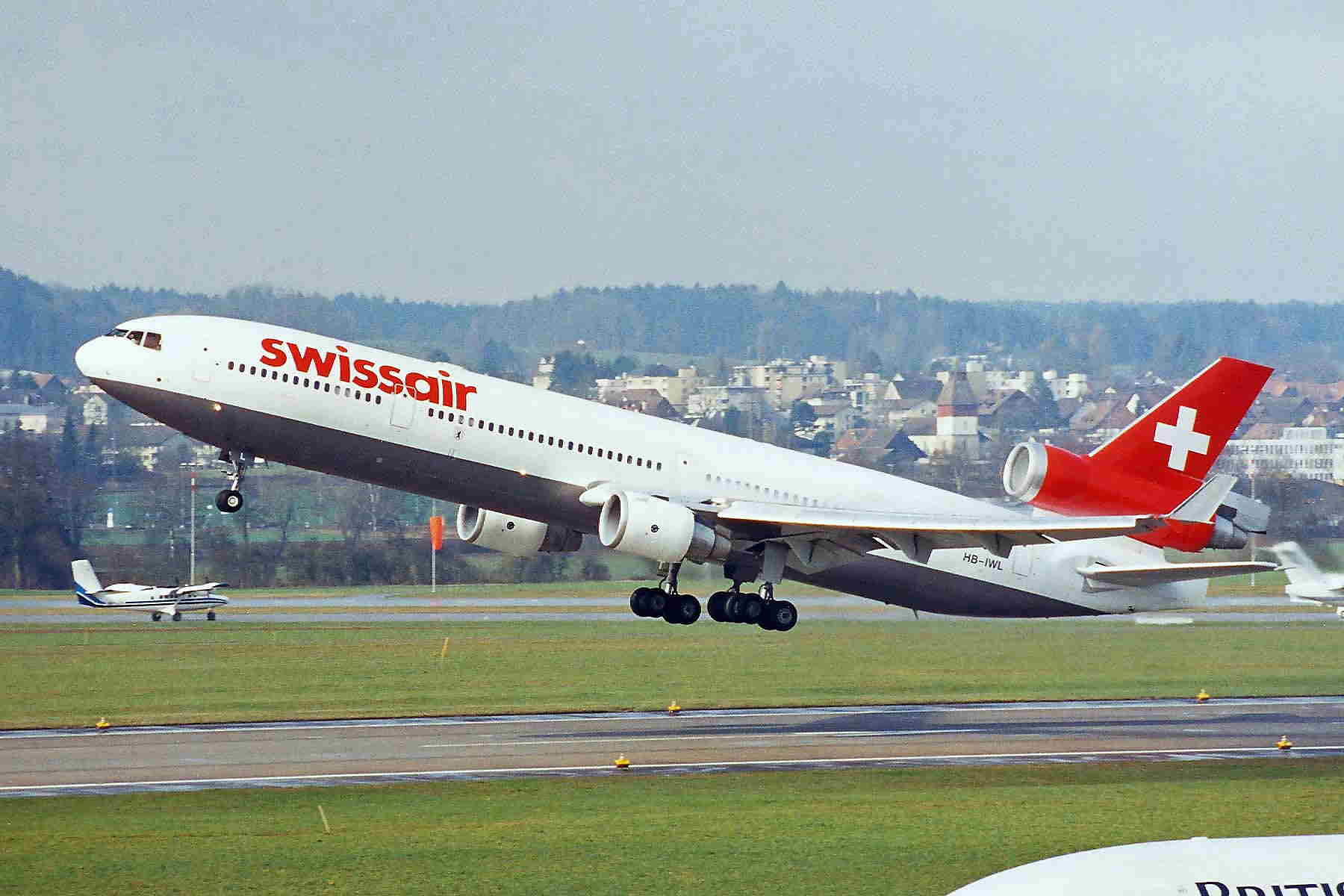
MD-11 HB-IWL

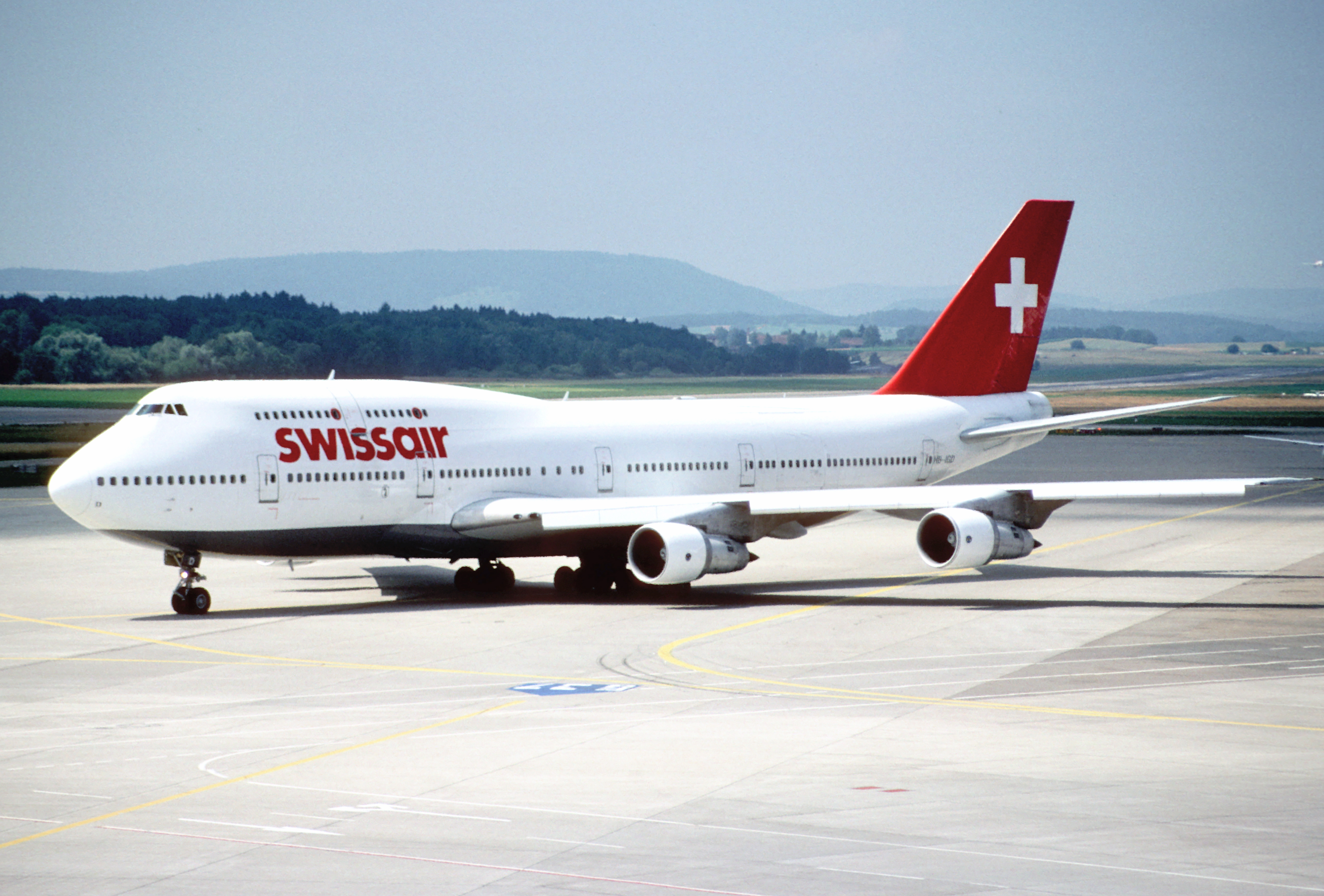
B-747-357 HB-IGD

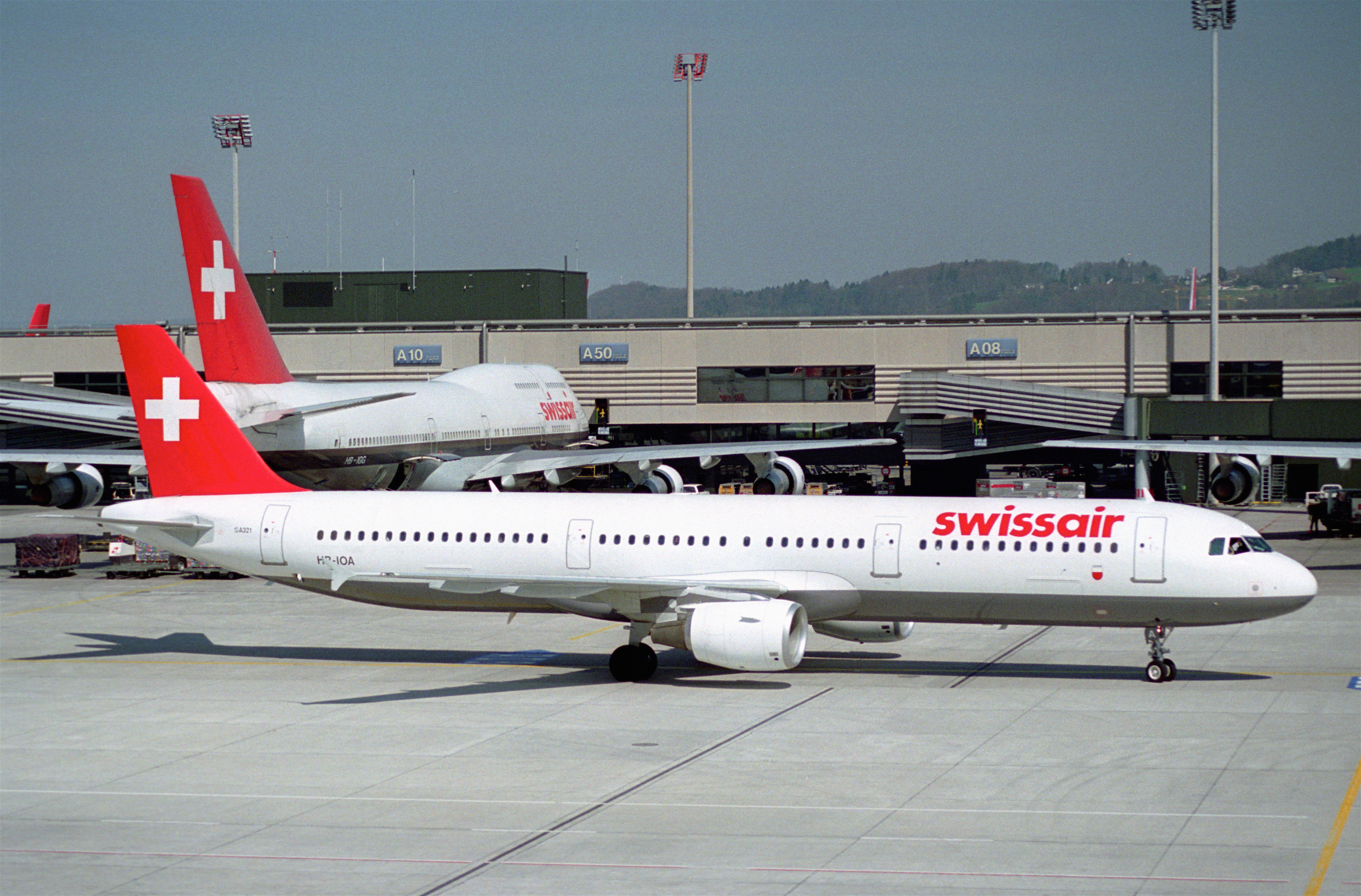
A321-111 HB-IOA

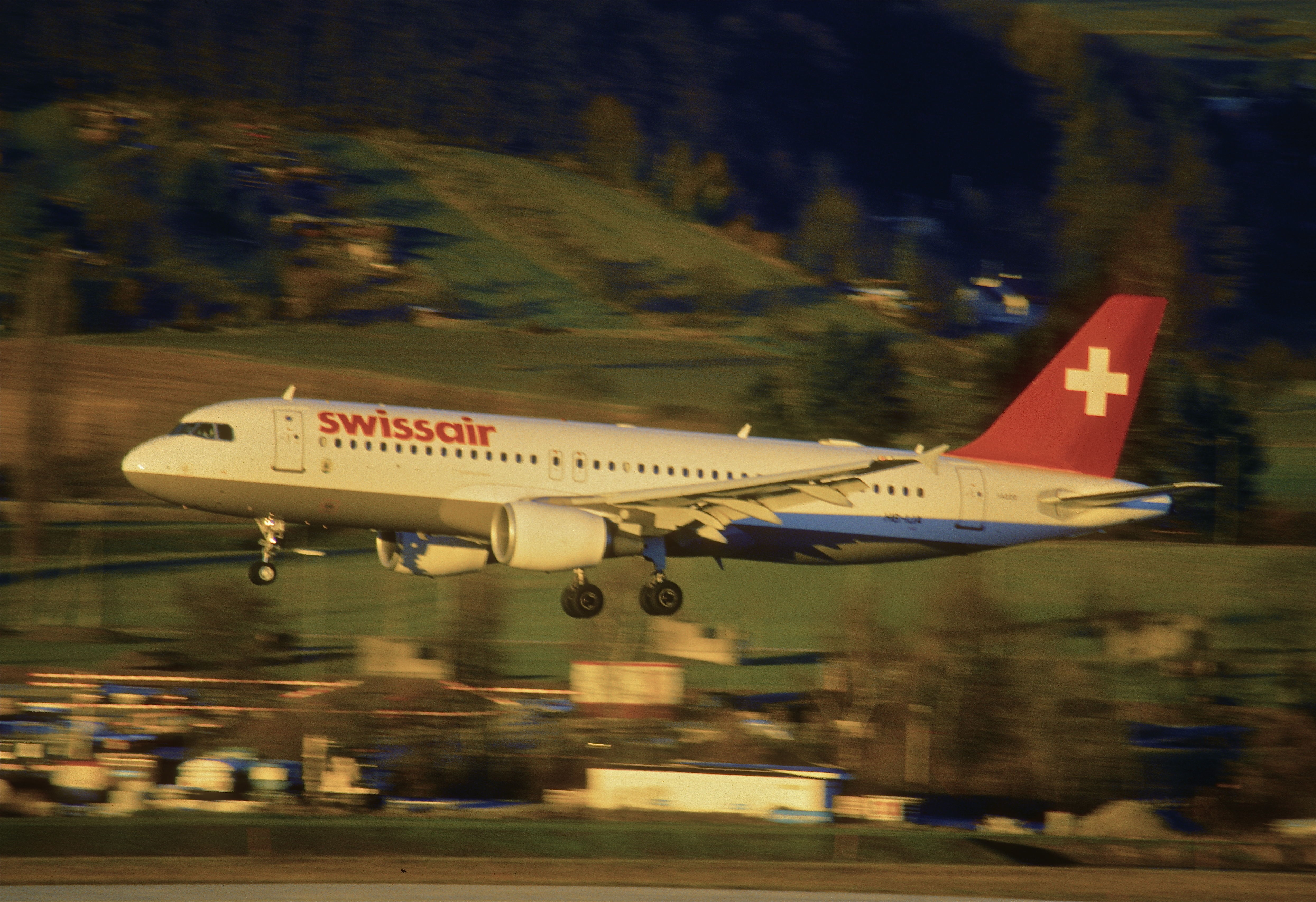
A320-214 HB-IJA

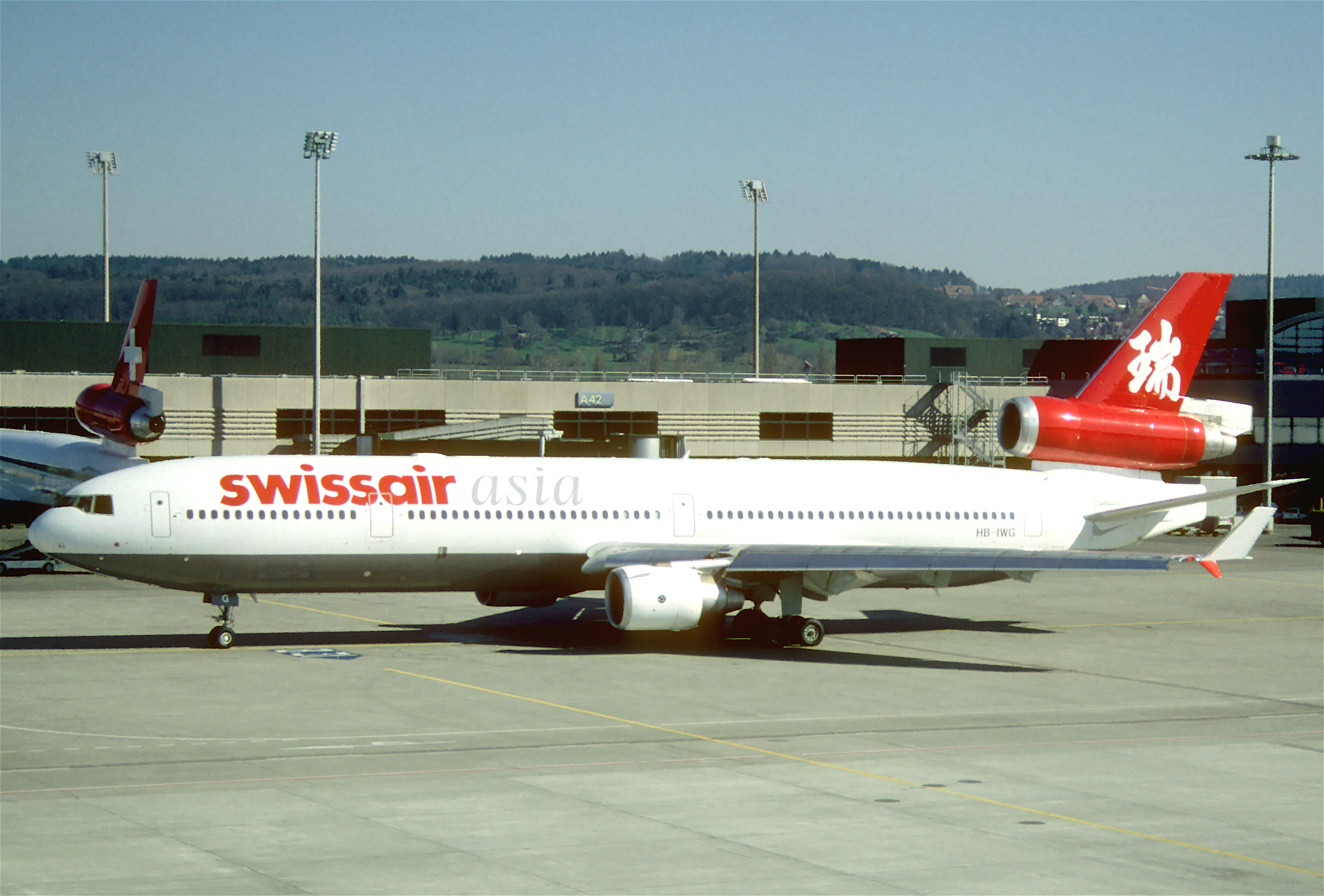
MD-11 HB-IWG mit Swissair Asia Anstrich

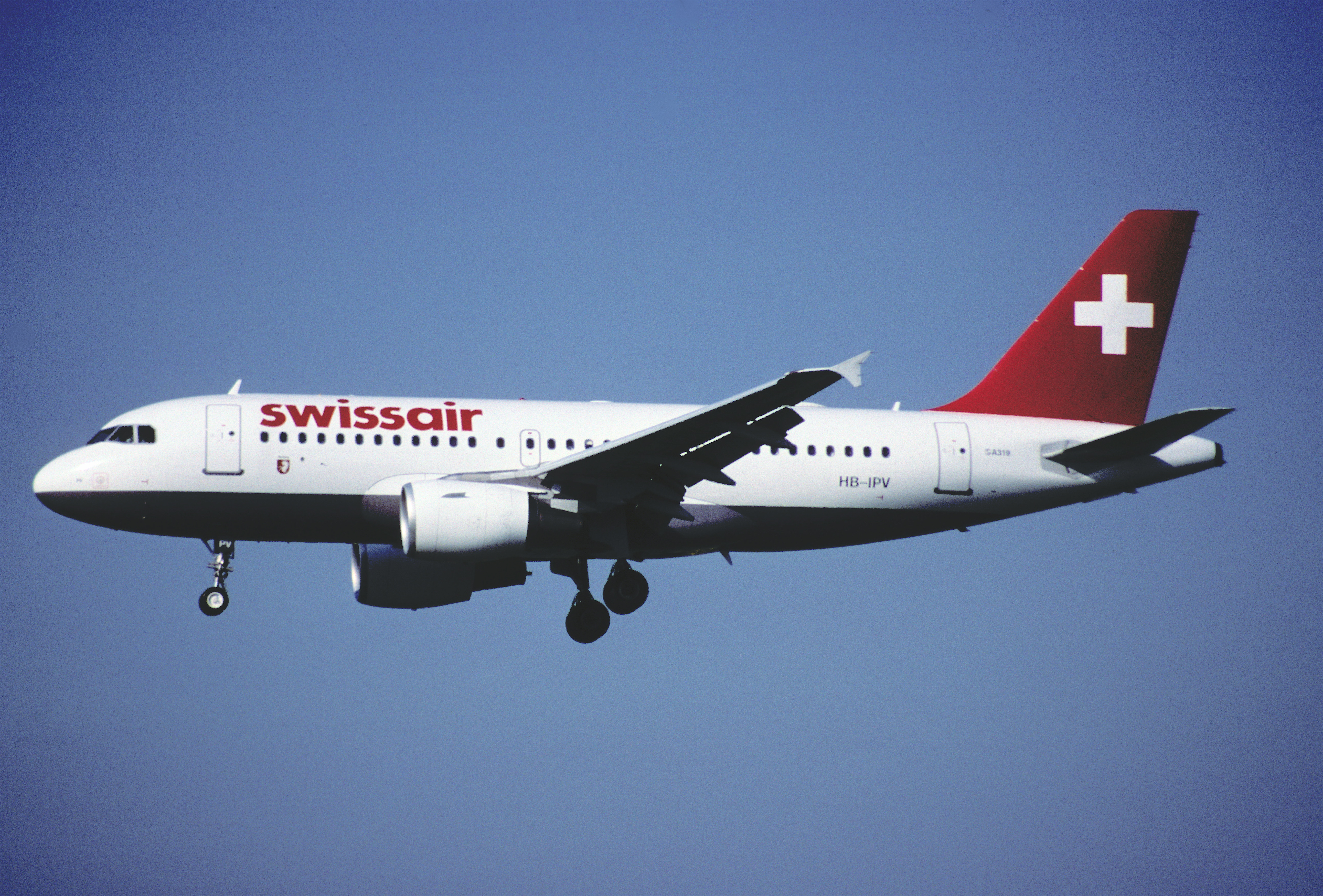
A319-112 HB-IPV: Weltweit erster A319 im Einsatz

Die Gate Gourmet mit 77 Produktionsbetrieben wurde zur weltweit drittgrössten Verpflegungsgruppe. Dank der wirtschaftlichen Erholung in wichtigen Märkten und einer optimistischeren Konsumhaltung resultierte im Weltluftverkehr eine Nachfragesteigerung, was zu Rekordauslastungen führte. Dank der Übernahme der dreizehnten MD-11 konnten Flüge nach Osaka aufgenommen werden. Beirut und Belgrad wurden nach Unterbrechungen wieder angeflogen. Suspendiert wurden hingegen die Flüge nach Algier, Ankara, Bordeaux und Rio de Janeiro. Die MD-11-Flotte wurde mit dem SATCOM-System ausgerüstet, das den Passagieren erlaubte, weltweit zu telefonieren.
Das Erscheinungsbild der Swissair wurde einem leichten Facelifting unterzogen, indem man nach und nach die Flotte umbemalte: Man verzichtete auf die braunen Streifen unter den Fenstern und vergrösserte den Firmenschriftzug auf dem Rumpf. Der Flugzeugbauch wurde in dezentem Grau bemalt, um den weissen Rumpf hervorzuheben. Als erstes Flugzeug zeigte sich die Fokker 100 HB-IVH im Mai 1994 im neuen Anstrich. Nach der Fusion von Covia und Galileo wurde Galileo International zum grössten globalen Reservationssystem.
Im Jahr 1995 waren noch keine Fortschritte in den bilateralen Verkehrsverhandlungen zwischen der Schweiz und der EU absehbar. Die Isolation der Schweiz und die damit verbundene Benachteiligung von Swissair und Crossair in Form von behindertem Marktzugang dauerte unvermindert an. Ein Ausweg aus diesem Dilemma versprach eine enge Verflechtung mit einer EU-Airline: Am 4. Mai 1995 übernahm die Swissair für 260 Mio. Franken 49,5 % des Aktienkapitals der belgischen Sabena, obwohl bekannt war, dass diese stark verschuldet und in der Vergangenheit chronisch defizitär war. Da Brüssel ausserdem ein Standort in der Europäischen Union und der amerikanische Partner Delta Air Lines daran interessiert war, wurde das Drehkreuz Brüssel stark ausgebaut. Die langjährige Kooperation mit SAS wurde hingegen aufgekündigt. Per Ende Oktober wurde der Flugbetrieb der Balair/CTA eingestellt; deren Bedarfsflugaktivitäten wurden vollständig in die Swissair und Crossair integriert. Der Betrieb des gesamten Linienverkehrs mit Flugzeugen bis zu hundert Sitzplätzen wurde der Crossair übertragen. Als neue Flugziele im Streckennetz wurden Seoul und Taipeh bedient, letztere durch die dafür geschaffene Swissair Asia, um die Verkehrsrechte nach China nicht zu gefährden. Singapur wurde erstmals nonstop angeflogen. Ausserdem wurden Gemeinschaftsflüge mit Austrian und Delta Air Lines von Wien über Genf nach Washington sowie Wien–Zürich–Chicago eingeführt. In Europa wurde neu Krakau angeflogen, und mit Austrian wurden Gemeinschaftsflüge auf der Strecke Zürich–Wien und weiter nach Almaty eingeführt.
Zusammen mit Singapore Airlines und Delta wurde eine gemeinsame Einkaufsgesellschaft gegründet, und attraktive Rund-um-die-Welt-Tarife wurden eingeführt. Das 1992 lancierte Vielfliegerprogramm Qualiflyer zählte bereits 700'000 Mitglieder und galt als führendes Programm, was Meinungsumfragen wiederum bestätigten. Als neue Partner konnten Sabena, All Nippon Airways und Europcar Interrent gewonnen werden. Als eine der ersten europäischen Fluggesellschaften war die Swissair ab November 1995 im Internet präsent und positionierte sich in der Werbung neu als «world’s most refreshing Airline». Der Betrieb stand 1995 im Zeichen der umfangreichsten Flottenerneuerung in der Geschichte der Swissair: Neue Airbus A321 und A320 lösten die MD-81 und A310-221 ab. Als Ersatz der Fokker 100 wurden 12 Avro RJ100 bestellt, welche für Crossair bestimmt waren. Das strategische Ziel, die weltweite Marktpräsenz des Verpflegungsbereichs zu verstärken und zur profitablen zweiten Säule des Konzerns auszubauen, wurde mittels mehrerer Akquisitionen in Europa, Lateinamerika und Australien weitergeführt: So übernahm Gate Gourmet Betriebe in Lissabon, Faro, Sao Paulo und Rio de Janeiro. Rail Gourmet konnte bedeutende Ausschreibungen für die Verpflegung in Hochgeschwindigkeitszügen gewinnen. Das Jahresergebnis 1995 wurde durch Rückstellungen für beschlossene Restrukturierungsmassnahmen negativ beeinflusst, woraus ein hoher, ausserordentlicher Nettoverlust von 147 Mio. Franken resultierte. Konzernweit erhöhte sich die Beschäftigtenzahl auf 32'703 Mitarbeiter.
| Kennzahl in Mio. CHF | 1991   | 1992   | 1993   | 1994   | 1995   |
| -------------------- | ------ | ------ | ------ | ------ | ------ |
| Erträge              | 5‘312  | 5‘455  | 5‘363  | 5‘099  | 5‘304  |
| Bruttoergebnis       | 415    | 412    | 372    | 309    | 307    |
| Reinergebnis         | 48     | 21     | 7      | 3      | 4      |
| Personalbestand      | 19'302 | 19'025 | 16'588 | 16'156 | 16'226 |

SAirGroup

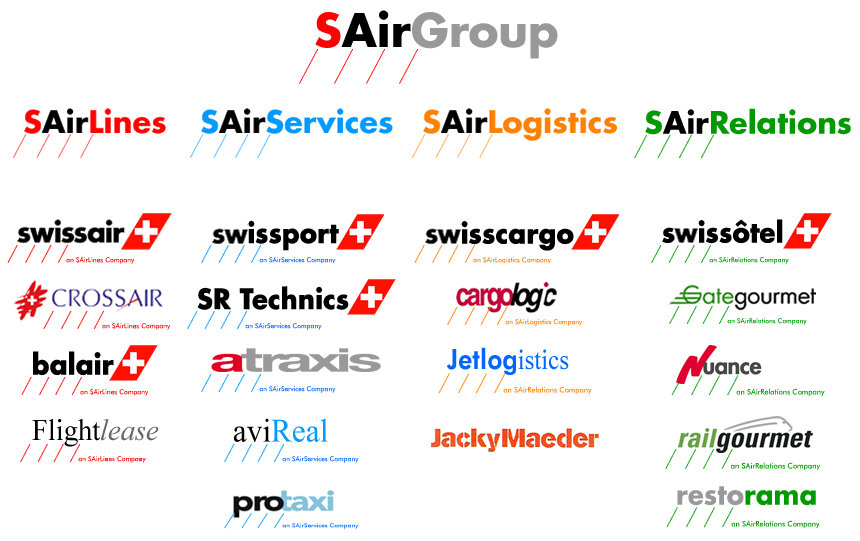
Organigramm der SAirGroup

1996 sollte die neue Dachbezeichnung SAirGroup die Leistungsvielfalt einer Unternehmensgruppe verdeutlichen, die nebst dem Flugbetrieb auch airlineverwandte Tätigkeiten ausübt. Eine grosse Neuerung war die Aufteilung des Unternehmens in vier Tätigkeitsbereiche: Das Fluggeschäft wurde im Bereich SAirLines zusammengefasst, dies umfasste Swissair, Crossair sowie die Kooperation mit den Partnergesellschaften. Flugzeugunterhalt, Flugabfertigung, Informatik und Immobilienbewirtschaftung wurden im Bereich SAirServices subsumiert. SAirLogistics war zuständig für Fracht und Lagerbewirtschaftung. SAir Relations betraf Gastronomie, Hotellerie und Trading. Als Nachfolger des per Ende 1996 zurücktretenden Otto Loepfe wurde Philippe Bruggisser als Präsident der Geschäftsleitung ernannt. Er war auch Chief Operating Officer und Leiter des Bereichs SAirLines. Neuer Finanzchef wurde Georges Schorderet. Der bisherige Marketingchef Paul Reutlinger wurde neuer Präsident der Sabena-Geschäftsleitung. Der Verwaltungsrat umfasste Exponenten der nationalen Wirtschaftselite und der Politik.
Aufgrund des beschleunigten Preiszerfalls, veränderter Verkehrszusammensetzung und gestiegener Treibstoffpreise erlitt der Flugbetrieb einen hohen Verlust. Im Rahmen einer engen Kooperation mit Air Canada wurde es möglich, erstmals Zielorte im Westen Kanadas im Direktflug zu bedienen. China erlaubte der Swissair als erster westlicher Fluggesellschaft die Benützung eines direkten Luftkorridors, der die Flugzeiten zwischen Seoul und Zürich um rund eine Stunde verkürzte. Ab 1997 wurden auf ausgewählten Fernostflügen indische und thailändische Flight Attendants eingesetzt. Die Langstreckenflüge wurden zum Nachteil von Genf in Zürich konzentriert. Ab dem 15. Mai 1996 verkehrten sämtliche Swissair-Europakurse als Nichtraucherflüge. Die Swissair Photo + Vermessungen AG wurde im Rahmen eines Management-Buyout verkauft und firmierte neu mit Swissphoto Vermessung AG. Trotz Steigerung der Betriebserlöse und des Betriebsergebnisses sowie des Cashflows musste wegen ausserordentlicher Aufwendungen wie der vollständigen Abschreibung der Sabena-Beteiligung (267 Mio. Franken) und Rückstellungen für zukünftige strukturelle Anpassungen (300 Mio. Franken) ein hoher Konzernverlust ausgewiesen werden.

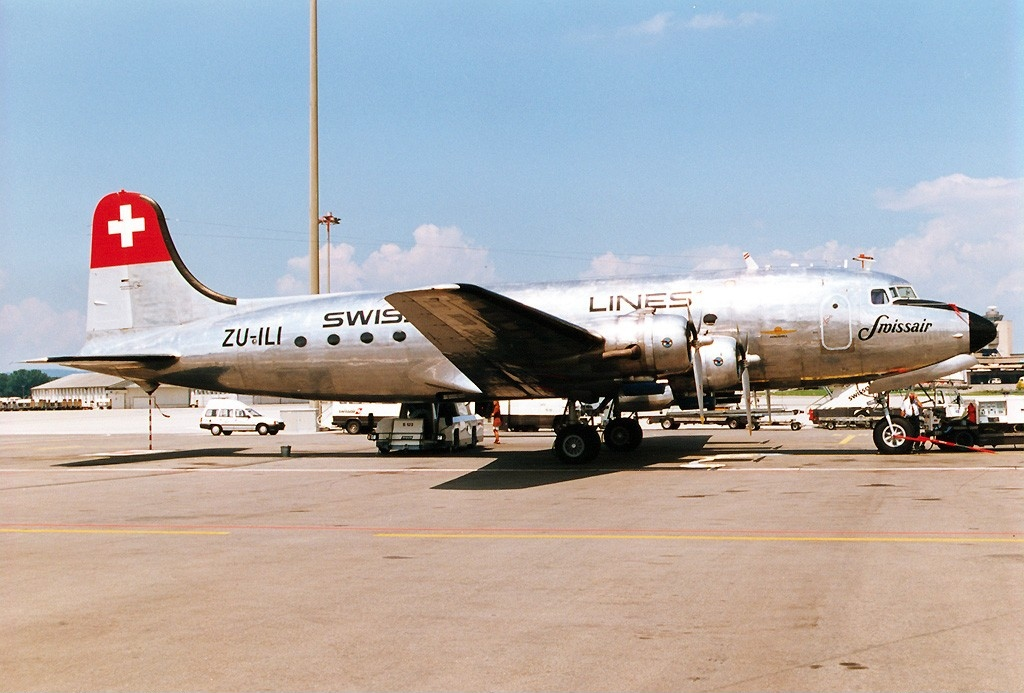
Jubiläumsflüge mit einer Douglas DC-4, ZU-ILI

Im Jahr 1997 gelang es der SAirGroup, wieder in die schwarzen Zahlen zu kommen. Ab April 1997 trat das dritte Liberalisierungspaket (EU-Binnenmarkt) im EU-Raum in Kraft, doch Swissair/Crossair war ein freier Zugang zu einigen dieser Märkte immer noch verwehrt. Als erste Fluggesellschaft der Welt stattete die Swissair ein Flugzeug mit einem interaktiven Video-on-Demand-System aus. Die Bordverpflegung wurde auf Lebensmittel aus integrierter Produktion umgestellt. Mit der Übernahme des 34. Flugzeugs der A320-Familie war die Erneuerung der Europaflotte abgeschlossen, was gleichzeitig nach 31 Jahren das Ende der DC-9/MD-81-Ära bedeutete. Um die Boeing 747 vorzeitig zu ersetzen, wurden vier MD-11 von der deutschen LTU übernommen. Als Nachfolger der A310 und MD-11 wurden 13 A330-200 und neun A340-600 bestellt. Um den Auswirkungen der Wirtschaftskrise in Asien zu begegnen, wurden die Flüge nach Seoul suspendiert und die frei gewordene Kapazität neu nach San Francisco eingesetzt.
Ebenfalls 1997 feierte die Swissair das 50-Jahr-Jubiläum ihrer ersten Atlantiküberquerung mit einem dreimonatigen Jubiläumsprogramm: Am 2. Mai 1997 hob in Genf eine DC-4 ab zum Jubiläumsflug nach New York über Shannon und Gander. Dafür wurde eine DC-4 von der South African Airways gemietet, mit einem historischen Kennzeichen versehen und in den Originalfarben der Swiss Air Lines bemalt. Mit dem Amerikaner Jeffrey Katz wurde erstmals ein externer Manager neuer CEO der Swissair. Mit der Sabena wurde eine Flottenharmonisierung angestrebt: Mit der Wahl von Avro-RJ85- und RJ100-Flugzeugen für den Regionalverkehr, A320 als Ersatz der Boeing 737 sowie A330-200 für den Langstreckenverkehr wurde eine ambitionierte Umflottung initiiert. Erstmals wurde zu Beginn der Sommer- und Herbstferien im Einkaufszentrum Glatt ein Vorabend-Check-in angeboten. Die SR Technics schloss mit Boeing/McDonnell Douglas einen Vertrag ab, um 25 DC-10 systemtechnisch zu erneuern, auf ein Zweimanncockpit umzurüsten und als MD-10 zu zertifizieren.

### «Hunter-Strategie»

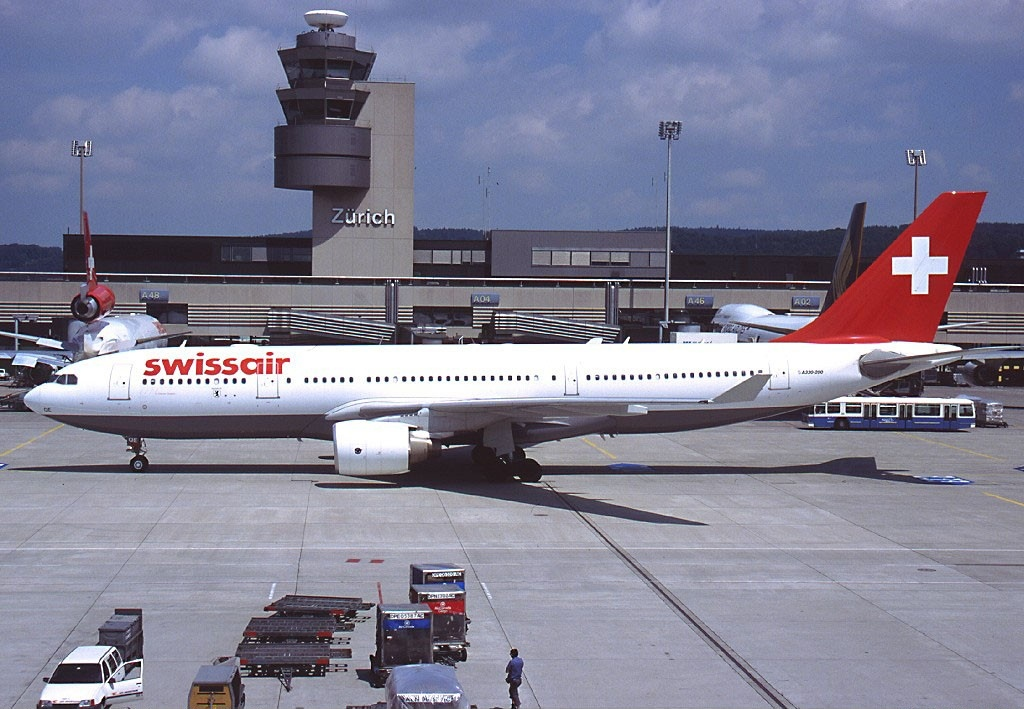
Airbus A330-223 HB-IQE «Appenzell IR» am Flughafen Zürich-Kloten

Logo der Qualiflyer Group Allianz

Ab 1998 wurde die von der Beratungsfirma McKinsey propagierte Hunter-Strategie umgesetzt: Der Aufbau einer eigenen Allianz unter Swissair-Führung, vorzugsweise mit den europäischen Partnern, dem amerikanischen Swissair-Partner Delta Air Lines und kleinen nationalen Fluggesellschaften mit starkem Marktanteil im Heimmarkt. Dieser Strategie stand das grundsätzliche Problem entgegen, dass gesunde, nationale Fluggesellschaften aus Unabhängigkeitsüberlegungen eher an losen Allianzen mit grossen Gesellschaften interessiert waren und daher nur unrentable Fluggesellschaften für finanzielle Beteiligungen zur Verfügung standen. Im März 1998 lancierte die Swissair die Qualiflyer Group, eine gemeinsame Dachmarke für zehn selbstständige Fluggesellschaften: neben Swissair, Crossair, und Sabena auch Austrian Airlines, Tyrolean, Lauda Air, Turkish Airlines, TAP Air Portugal, AOM French Airlines und Air Littoral. Die Swissair erwarb zudem Beteiligungen an ausländischen Fluggesellschaften wie den italienischen Chartergesellschaften Volare (34 %) und Air Europe (45 %), der französischen Regionalfluggesellschaft Air Littoral (49 %) und der deutschen Ferienfluggesellschaft LTU (49,9 %). Dank gemeinsamen Werten, der europäischen Kulturvielfalt und dem angestrebten Qualitätsstandard sollte die Qualiflyer Group langfristig als Qualitätsmarke positioniert werden. Mit einem Multi-Hub-System sollte das gemeinsame Netzwerk von zehn Hubs und zweihundert Städten optimiert und die Flotten harmonisiert werden. Um die verschiedenen Beteiligungen zu finanzieren, wurden im Umfang von 900 Mio. US-Dollar Sale-and-Lease-back-Transaktionen mit den 14 MD-11, einer A330, zwei A321 und drei A319 der Swissair durchgeführt. Dadurch wurden Bilanzwerte von 2,3 Mia. Franken verflüssigt. Zusätzlich wurden im Fernen Osten und Afrika die bisherigen Partnerschaften mit Air China, Air India, Vietnam Airlines und Malaysia Airlines streckenspezifisch durch neue Kooperationen mit Cathay Pacific, Japan Airlines, Qantas und South African Airways ergänzt. Trotz Asienkrise konnte der Konzern ein positives Resultat ausweisen. Als Leitmotiv der Gruppe wurde «The Art of Serving» definiert: Ziel war, die hohe Kunst der Dienstleistung zukunftsorientiert umzusetzen. Erstmals konnte man Buchungen auf www.swissair.com tätigen. Ab Juni 1998 galt auf dem gesamten Streckennetz ein generelles Rauchverbot.

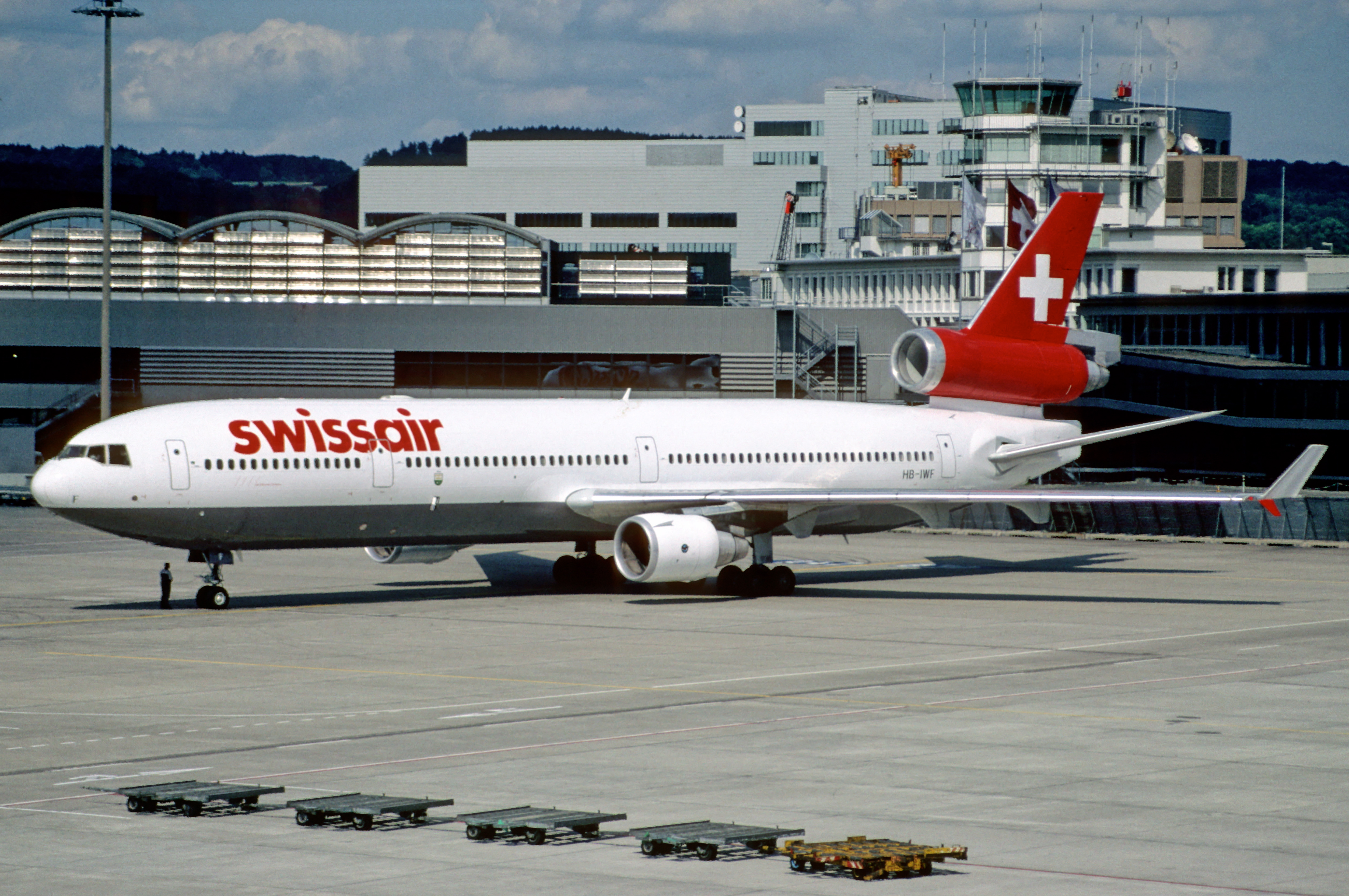
Unfallmaschine HB-IWF

In der Nacht auf den 3. September 1998 kam es zum schwersten Unfall der Swissair-Geschichte. Auf dem Weg von New York nach Genf stürzte eine MD-11 auf dem Swissair-Flug 111 vor Halifax ins Meer. Bei dem durch Konstruktions- und Zulassungsfehler ausgelösten Absturz starben 229 Menschen. Die Swissair wurde für ihre Rolle in der Bewältigung der Tragödie gelobt.
Das Jahr 1999 stand im Zeichen des Wachstums. Konsequent wurde die Strategie weiterverfolgt, eine grosse Aviation Group zu formieren. Die Übernahme der amerikanischen Firma Dobbs, des drittgrössten Airline-Caterers der Welt, war die grösste Akquisition der Konzerngeschichte und machte Gate Gourmet zum weltweit grössten Catering-Unternehmen. An den Partnergesellschaften AOM, South African Airways sowie an den neuen Qualiflyer-Group-Mitgliedern LOT und Portugália wurden namhafte Beteiligungen erworben. Eine Beteiligung an TAP Air Portugal folgte Anfang 2000. Die Geldflussrechnung wies eine rekordhohe Investitionstätigkeit von 3,2 Mia. Franken aus. Finanziert wurde dies mit der Aufnahme von langfristigen Euroanleihen, einer weiteren Erhöhung der Bankverbindlichkeiten um 800 Mio. Franken und dem Verkauf der Beteiligungen an Jacky Maeder und Singapore Airlines. Im Oktober 1999 entschied sich Delta zu einem Strategiewechsel, kündigte die seit 1989 bestehende Zusammenarbeit mit Swissair, Sabena und Austrian Airlines und gründete mit Air France die Allianz SkyTeam. Als Ersatz der Atlantic-Excellence-Allianz gingen Swissair und Sabena mit American Airlines eine langfristige und umfassende Zusammenarbeit über den Nordatlantik ein. Aus der Qualiflyer-Allianz verabschiedete sich auch die Austrian Airlines. Die Flotten von Swissair und Balair wurden nach der Ausmusterung der Airbus A310 und der Boeing 747 und der Einführung der Airbus A330 und Boeing 767 weiter modernisiert, während die Crossair mit der Bestellung von 75 Embraer Maschinen der Typen ERJ-145 und 170 die grösste Umflottung ihrer Geschichte initiierte.
Neue Ziele waren Miami, Mauritius, Washington und nach siebenjähriger Unterbrechung wieder Tripolis und Benghazi. Das 2,5 Mio. Mitglieder zählende Loyalitätsprogramm Qualiflyer wurde in eine selbstständige Gesellschaft überführt, an welcher Swissair mit 64 % beteiligt war.

### Krise
Am 1. Mai 2000 löste der bisherige Vizepräsident Eric Honegger Hannes Goetz als Verwaltungsratspräsidenten ab. Im Juli verliess der CEO Jeffrey Katz den Konzern. Im Sommer 2000 kam eine Studie der Beratungsfirma McKinsey erstmals zum Schluss, dass die Hunter-Strategie nicht mehr finanzierbar sei und die Verluste der Swissair für die nächsten drei Geschäftsjahre zwischen 3,25 Mrd. und 4,45 Mrd. Franken betragen würden. Trotzdem stimmte der Verwaltungsrat der Sanierung der LTU in Höhe von rund 500 Mio. Franken zu. Auch gab es Pläne zur Übernahme der Alitalia. CEO Philippe Bruggisser geriet unter öffentlichen Druck, als die Presse die finanzielle Lage der Gruppe veröffentlichte. Der tägliche Verlust bei Swissair und Sabena lag bei jeweils einer Million Franken, eine weitere Million wurde jeden Tag bei der LTU und den französischen Beteiligungen verloren. In der zweiten Jahreshälfte akzentuierten sich die finanziellen Probleme der Beteiligungen im Fluggeschäft. Insbesondere bei LTU, Sabena und den drei französischen Gesellschaften stellte sich die Umsetzung der Restrukturierungen gegen politische und soziale Interessen als zeitraubender und kostenintensiver als erwartet heraus. Die zur Umsetzung der gewählten Strategie notwendigen Ressourcen überstiegen die Kräfte der Gruppe. Wegen fehlender finanzieller Mittel für weitere Akquisitionen und für erforderliche Refinanzierungen konnte der Plan nicht fortgesetzt werden.
Am 23. Januar 2001 wurde CEO Philippe Bruggisser vom Verwaltungsratspräsidenten Eric Honegger fristlos entlassen. Dieser konnte aber weder einen Nachfolger noch eine neue Strategie präsentieren und stürzte den Konzern in eine Führungs- und Strategie-Krise. Honegger selbst übernahm in Personalunion die Funktion des Konzern-CEO. Moritz Suter, der Gründer von Crossair, wurde als neuer CEO von SAirLines nominiert – also aller Konzern-Airlines inklusive Swissair. Nach nur 44 Tagen trat Suter von seinem Posten wieder zurück. Fast gleichzeitig legte Paul Reutlinger sein Mandat als CEO der französischen Airlines AOM/Air Liberté/Air Littoral nieder.
Im März 2001 warnten zwei weitere Studien vor einer Insolvenz. Nun trat der Verwaltungsrat geschlossen zurück – einschliesslich des Präsidenten, Eric Honegger. Einzig Mario Corti, damaliger Finanzchef der Nestlé, blieb zurück. Er war bereit, die Funktion als Präsident des Verwaltungsrates und Konzernleiters ad interim zu übernehmen.

### Entwicklung bis zur Insolvenz
Mario Corti präsentierte im April 2001 einen Jahresverlust von 2,885 Mrd. Franken, was auf die hohen Rückstellungen für den Ausstieg aus den Airline-Beteiligungen zurückzuführen war. Die Konzernrechnung wurde durch die Beteiligungen an den Qualiflyer-Gesellschaften mit gesamthaft 3'725 Mio. Franken belastet. Damit waren lediglich die erwarteten Verpflichtungen, nicht aber künftige operative Verluste abgedeckt. Hohe Treibstoffkosten verursachten negative Resultate bei Swissair, Crossair und Balair/CTA. Flightlease wies einen Gewinn von 260 Mio. Franken aus, womit das Ergebnis des Konzernbereichs SAirLines trotzdem positiv war. Sabena erlitt einen Betriebsverlust von 255 Mio. Franken, der durch Rückstellungen für Restrukturierungen im Umfang von 158 Mio. Franken zusätzlich belastet wurde. Dies führte zu einem negativen Eigenkapital, was wiederum eine Rekapitalisierung von 250 Mio. Euro erforderte. Ausserdem war die SAirGroup vertraglich verpflichtet, gegen Verrechnung einer Darlehensforderung von 151 Mio. Franken den Anteil der Beteiligung auf 85 % aufzustocken. Die französischen Gesellschaften erzielten einen Nettoverlust von 600 Mio. Franken und die LTU einen von 351 Mio. Franken. Volare und Air Europe wiesen hingegen nur ein leicht negatives Ergebnis aus, und LOT und SAA erzielten als einzige positive Resultate. Die umfassenden Abschreibungen und Rückstellungen hatten ihre Auswirkung auf die Eigenkapitalbasis: Diese verringerte sich auf 1'160 Mio. Franken (weniger als 6 % der Bilanzsumme). Die Netto-Verschuldung stieg von 4,3 Mrd. auf 6,3 Mrd. Franken. Die flüssigen Mittel und Wertschriften des Konzerns betrugen noch 3,5 Mrd. Franken. Ein Bankenkonsortium stellte eine Überbrückungsfazilität zur Verfügung, die im Bedarfsfall eine Vorfinanzierung von künftigen Verkaufserlösen sicherstellte. Der Scherbenhaufen im Airline-Geschäft maskierte das gute Ergebnis der anderen drei Konzerndivisionen, die ihre Leistungsziele erreichten oder übertrafen. Das Ergebnis vor Beteiligungen war mit 603 Mio. Franken positiv: Insbesondere trugen Firmen wie Gate Gourmet (187 Mio. Franken), Nuance und SR Technics (beide 74 Mio. Franken), Swisscargo (69 Mio. Franken) und Swissport (36 Mio. Franken) mit positiven Gewinnbeiträgen zum Konzernergebnis bei.
Mit einem Personalbestand von 71'905 wurden 161 Verkehrsflugzeuge, 122 Ground Handling-Stationen, 164 Cateringbetriebe, 349 Nuance-Verkaufsstellen und 20 Hotels betrieben.
| Kennzahl in Mio. CHF | 1996   | 1997   | 1998   | 1999   | 2000   |
| -------------------- | ------ | ------ | ------ | ------ | ------ |
| Erträge              | 8'212  | 10'556 | 11'297 | 13'002 | 16'229 |
| EBIT                 | 344    | 658    | 706    | 643    | −2‘592 |
| Konzernergebnis      | −497   | 324    | 362    | 273    | −2'885 |
| Personalbestand      | 36'050 | 39'967 | 43'696 | 68'442 | 71'905 |

Eine Task-Force wurde eingesetzt, um Szenarien zur Verbesserung der finanziellen Situation und für Synergien zwischen Swissair und Crossair zu erarbeiten. Die Hotelkette «Swissôtel» wurde für rund 410 Mio. Franken verkauft, um Kredite zurückzahlen zu können. Im Sommer 2001 wurden die grössten Verlustbringer im Konzern, AOM und Air Liberté, veräussert. Dazu waren zusätzliche Mittel in dreistelliger Millionenhöhe nötig. Durch zusätzliche Aufwendungen bei der Sabena sank die Eigenkapitalquote am 30. Juni 2001 auf nur noch 2,55 % und die flüssigen Mittel auf 550 Mio. Franken.
Die Swissair versuchte, zwei der flugnahen Tochtergesellschaften zu veräussern, scheiterte jedoch nach den Anschlägen vom 11. September 2001. Die Anschläge stürzten die gesamte Luftfahrtbranche in die grösste Krise ihrer 100-jährigen Geschichte vor der COVID-19-Pandemie und führten zu einer massiven Abwertung aller Aktiva.
Am 17. September 2001 teilte Corti dem Eidgenössischen Finanzdepartement mit, dass die SAirGroup ab Anfang Oktober zahlungsunfähig sein könnte, und beantragte eine Bundesgarantie in Höhe von einer Milliarde Franken. Eine Woche später wurde das Projekt «Swiss Air Lines» vorgestellt. Es sah eine Zusammenlegung von Swissair und Crossair unter der Leitung von Crossair-Chef André Dosé mit stark reduziertem Streckennetz vor. Am 22. September informierte Mario Corti den Bundesrat, dass die flüssigen Mittel bald aufgebraucht seien. Der Bundesrat entschied sich aus ordnungspolitischen Gründen allerdings gegen das Ausstellen einer Bundesgarantie.
Am Wochenende 29./30. September 2001 wurde unter der Regie der beiden Schweizer Grossbanken UBS und Credit Suisse das Projekt «Phoenix» erarbeitet und verabschiedet, das die Übernahme der von der SAirGroup gehaltenen Crossair-Aktien durch die Banken vorsah. Die Crossair hätte danach einen Teil der Flotte sowie die Marke Swissair von der SAirGroup übernommen. Ziel war es, eine neue, von finanziellen Altlasten befreite Luftfahrtgesellschaft aufzubauen. Das Bankenkonsortium erklärte sich nur unter der Bedingung bereit, die Aktien der Crossair zum Börsenkurs zu übernehmen, wenn der Kauferlös lediglich bis zum 3. Oktober für das Fluggeschäft verwendet werde. Crossair wurde mit einem Betriebskapital in der Höhe von 550 Mio. Franken und einer Kapitalerhöhung von 350 Mio. Franken ausgestattet.

### «Grounding» – Einstellung des Flugbetriebs
Am 1. Oktober 2001 wurde die Öffentlichkeit an einer Pressekonferenz über das Projekt «Phoenix» informiert und wurde angekündigt, dass für Teile des Konzerns in der Folge Nachlassstundung beantragt werde. Eine Übergangsfinanzierung zur Aufrechterhaltung des Flugbetriebs kam nicht mehr rechtzeitig zustande, obwohl der Bundesrat bereit war, die Hälfte eines Kredites zu übernehmen.
Am 2. Oktober 2001 stieg der Liquiditätsbedarf stark an, da wegen der am Vorabend angekündigten Nachlassstundung alle Zulieferer auf Barzahlung und Begleichung offener Rechnungen pochten. Die Barreserven der Swissair reichten an diesem Tag gerade aus, um die ersten morgendlichen Flüge durchführen zu können. Im Laufe des Morgens weigerten sich die Treibstofflieferanten, die bereitstehenden Flugzeuge zu betanken. Andere Konzernkonten konnten einerseits wegen der vorgängigen Kündigung der Cash-Pooling-Fazilität seitens der UBS nicht benutzt werden, andererseits wegen drohender Gläubigerbevorzugung. Die Grossbanken weigerten sich, den Verkaufserlös zu bevorschussen, und verlangten vor einer Überweisung die formelle Rechtsgültigkeit des Verkaufsvertrages.
Um 15:45 Uhr ersuchte der CEO Mario Corti den amtierenden Chef Operationen, Manfred Brennwald, den Flugbetrieb aufgrund der Sicherheitsrisiken, bedingt durch die Überschreitung der Arbeitszeitregelung, vollständig einzustellen. Eines der wichtigsten nationalen Symbole der Schweiz stand am Boden und damit Tausende von gestrandeten Passagieren aus aller Welt. Etliche Flugbesatzungen sassen im Ausland fest. Ihre Firmen-Kreditkarten wurden von den Banken gesperrt, worauf einige Mitarbeiter ihrer Hotels verwiesen wurden und auf eigene Kosten heimkehren mussten.
Erst am Abend des 2. Oktobers erfolgte die Überschreibung der Crossair-Aktien. Der Kaufpreis traf erst am Folgetag – nach Einstellung des Flugbetriebes – auf dem Konto der SAirLines (nicht der Swissair) ein.
Am 4. Oktober 2001 fand in Glattbrugg vor der Vertretung der UBS eine Demonstration von mehr als 10'000 Mitarbeitern und Sympathisanten statt, die gegen die erzwungene Einstellung des Flugbetriebs protestierten. Am Tag danach fand auf dem Bundesplatz in Bern eine weitere Grossdemonstration statt. Tausende von UBS-Kunden kündigten aus Protest gegen das Verhalten der Grossbank ihre Konten.

### Übergangsphase
Am 5. Oktober wurde dank eines Notkredits des Bundes über 450 Mio. Franken der Flugbetrieb wieder aufgenommen: Zusätzlich zu den 110 Flügen der Crossair führte Swissair etwa 50 Flüge durch, zusammen entsprach dies etwa einem Drittel des Flugplans. Nach und nach wurden etwa zwei Drittel der Strecken wieder aufgenommen, dies geschah sowohl zur Sicherung der Erreichbarkeit des Wirtschaftsstandortes Schweiz als auch zur Schaffung einer Grundlage zur Gründung der Swiss. Ausserdem sollte verhindert werden, dass durch einen totalen Zusammenbruch der Swissair die flugnahen Betriebe ebenfalls zusammenbrechen würden.
Ende Oktober 2001 einigten sich Banken und Regierung über die Finanzierung der neuen Fluggesellschaft, gleichzeitig sagte der Bund eine A-fonds-perdu-Finanzierung über eine Milliarde Franken zu, um bis zu deren Gründung den Betrieb der Swissair aufrechtzuerhalten. Im Winterflugplan 2001/2002 wurden ab 28. Oktober 69 Ziele durch Crossair und 59 Ziele durch Swissair angeflogen.

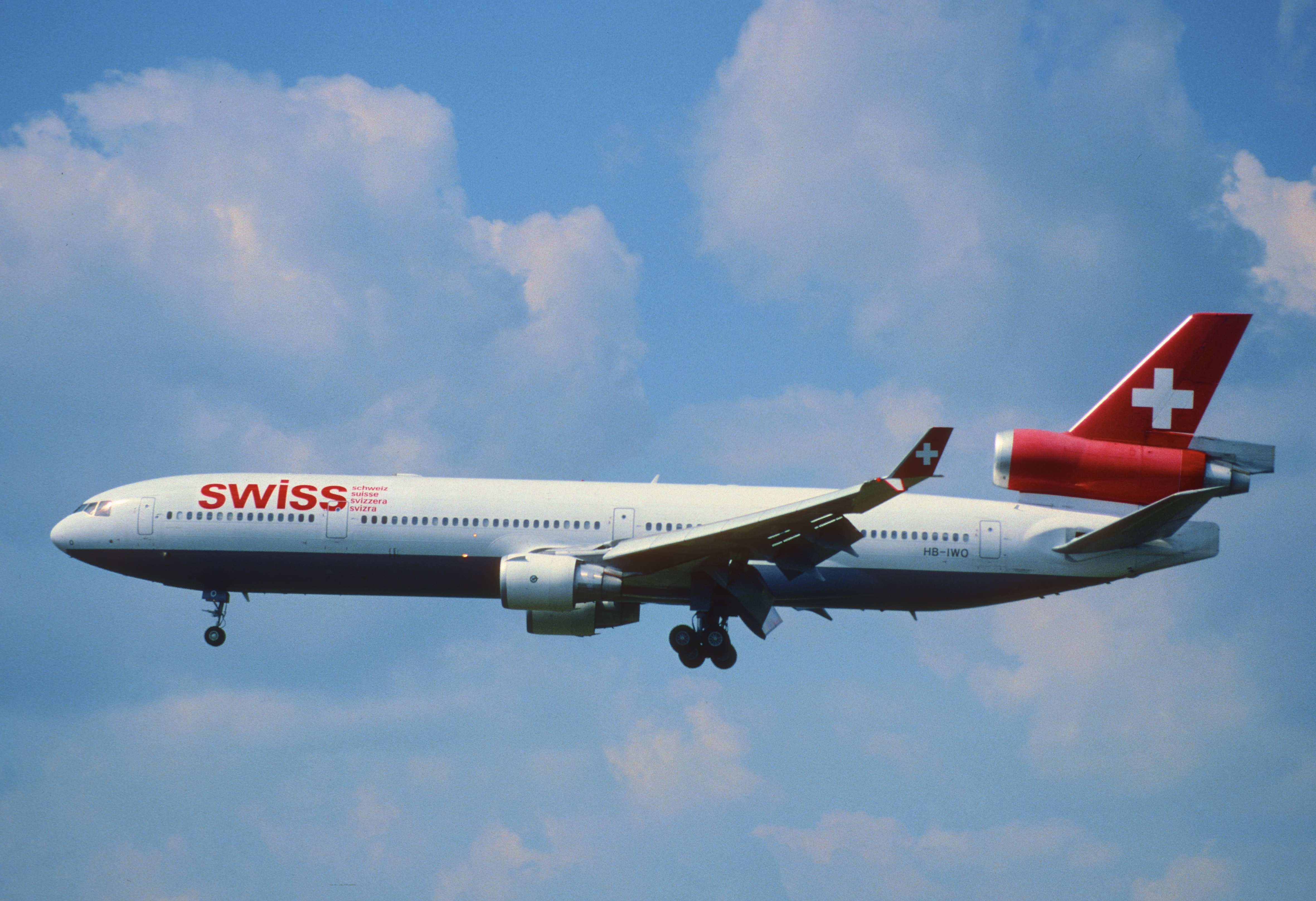
MD-11 der Swiss im Juni 2002 – noch in Swissair-Bemalungs-Schema aber mit Swiss-Schriftzug

Am Ostermontag, dem 1. April 2002, landete in Zürich der letzte Swissair-Linienflug: SR145 aus São Paulo. Damit ging ein 71 Jahre dauerndes Kapitel der schweizerischen Luftfahrtgeschichte zu Ende. Zwischen 1931 und 2002 hatte die Swissair über 260 Millionen Passagiere transportiert. Je 26 Langstreckenflugzeuge (McDonnell Douglas MD-11 und Airbus A330) und 26 Mittelstreckenflugzeuge (Airbus A321, Airbus A320 und Airbus A319) wurden zum Ende des Winterflugplans 2001/02 an die Crossair übertragen und bildeten zusammen mit deren 82 Flugzeugen die Flotte der neuen Swiss. Seither befinden sich die Swissair und ihre Konzernmutter SAirGroup in Nachlassstundung beziehungsweise Liquidation.
Am 22. Dezember 2007 gab Liquidator Karl Wüthrich bekannt, dass die Gläubiger im Frühjahr 2008 erstmals Geld nach der Insolvenz aus dem Nachlass erhalten werden. Forderungen der Angestellten und Sozialversicherungen würden vollständig ausbezahlt, sogenannte Drittklass-Gläubiger wie Lieferanten, Banken und Obligationäre würden mit einer Maximaldividende von 10,4 % ausbezahlt werden.

### Gründe für den Zusammenbruch
Aufgrund laufender zivilrechtlicher Verfahren sind Teile der Ursachen des Zusammenbruchs der SAirGroup Gegenstand gerichtlicher Auseinandersetzungen und sind daher rechtlich nicht vollständig geklärt. Die folgenden Ursachen werden allgemein als mitentscheidend anerkannt:
- Der Verwaltungsrat wählte mit der «Hunter-Strategie» bewusst eine risikoreiche Option. Die Star Alliance warb zwar um Swissair, aufgrund des grossen Einflusses der Deutschen Lufthansa AG lehnte Swissair diese Option ab. Die Bedeutung der eigenen Qualiflyer-Allianz, in der unter anderem Austrian Airlines Mitglied war, nahm nach deren Übertritt zur Star Alliance stark ab. Swissair wollte keiner der grossen Allianzen beitreten.
- Die Geschäftsleitung unterschätzte die Gefahren und Schwierigkeiten bei Übernahmen und Beteiligungen von teilweise maroden Airlines. So wurden die belgische Sabena und die deutsche LTU trotz des erheblichen Kapitalbedarfs übernommen. Zusätzlich erforderten die Beteiligungen in Frankreich (AOM, Air Liberté und Air Littoral) viel Restrukturierungskapital.
- Die Überschuldung entstand durch eine kompromisslose und zu wenig den Realitäten angepasste Umsetzung der «Hunter-Strategie» und die mangelnde Überwachung durch den Verwaltungsrat.
- Die Terroranschläge in den USA führten zu einem Einbruch der Nachfrage und folglich zu einer extremen Verschärfung der Liquiditätssituation.
- Eine geordnete Überführung des Flugbetriebs auf die Crossair scheiterte am Nichtzustandekommen eines Überbrückungskredites und an der verzögerten Überweisung des Aktienkaufpreises.

### Gerichtliche Aufarbeitung
Am 31. März 2006 erhob die für Wirtschaftsdelikte zuständige Staatsanwaltschaft III des Kantons Zürich nach fünfjähriger Ermittlung Anklage gegen 19 Personen, darunter alle Mitglieder des damaligen Verwaltungsrates (Eric Honegger, Vreni Spoerry, Thomas Schmidheiny, Lukas Mühlemann und weitere), die Konzernchefs (Mario Corti, Philippe Bruggisser) sowie weitere Mitglieder der Geschäftsleitung (Georges Schorderet, Jacqualyn Fouse), unter anderem wegen ungetreuer Geschäftsbesorgung, Gläubigerbevorzugung, Gläubigerschädigung, Misswirtschaft, Falschbeurkundung und Urkundenfälschung. Die Staatsanwaltschaft forderte Freiheitsstrafen von 6 bis 28 Monaten sowie hohe Geldstrafen und Bussen. Zuständiges Gericht war das Bezirksgericht Bülach. Der erstinstanzliche Prozess begann am 16. Januar 2007 in der Stadthalle Bülach und dauerte bis zum 9. März 2007. Das Urteil wurde am 7. Juni 2007 verkündet, alle Angeklagten wurden vollumfänglich freigesprochen und bekamen für die durch den Prozess entstandenen Kosten Entschädigungen zwischen 18'232 und 488'681 Franken zugesprochen. In weiten Teilen der Bevölkerung und Politik stiess das Urteil auf Unverständnis. Die Staatsanwaltschaft zog das Urteil nicht weiter. Der Kanton Neuenburg, der belgische Staat und zwei vom belgischen Staat kontrollierte Firmen, die Société Fédérale de Participations et d’Investissement und die Société Anonyme Zephyr-Fin, legten gegen den Freispruch von Mario Corti in zwei Anklagepunkten Berufung ein. Das Obergericht des Kantons Zürich sprach Corti im Juni 2008 frei.
Eine Verantwortlichkeitsklage gegen insgesamt 14 Verantwortliche der Swissair und Konzernmutter SAirGroup, bei dem ein Schaden von rund 280 Millionen Franken geltend gemacht wurde, scheiterte zuletzt 2019 vor dem Bundesgericht. Ende 2020 wurde aussergerichtlich ein Vergleich zwischen den ehemaligen Verantwortlichen der SAirGroup, SAirLines, Swissair und Flightlease (inklusive Mario Corti und Philippe Bruggisser) sowie den entsprechenden Nachlassgesellschaften in der Höhe von 2,75 Millionen Schweizer Franken geschlossen.

## Swissair Photo

HB-GEY der Swissair, Photo im Flug über St. Gallen ca. 1973

Ein halbes Jahr nach der Gründung der Ad Astra wurde der eigentlich als Fotograf ausgebildete Walter Mittelholzer auch Leiter der am 30. Juni 1931 ins Handelsregister eingetragenen Ad Astra Photo AG. 1934 wurde die Firma in Swissair Photo AG umbenannt, entsprechend der Umbenennung der Fluggesellschaft. Nach dem Tod Mittelholzers übernahm 1938 Werner Friedli die Geschäftsleitung. Das Luftbildarchiv Mittelholzers wurde jahrzehntelang durch eine aus der Luft dokumentierte Landschafts- und Stadtentwicklung der Schweiz ergänzt. Durch zuerst Zusammenarbeit mit der Firma Weissmann Vermessungen AG wurde in den Bereich der Vermessungsflüge expandiert. 1972 wurde Karl Weissmann Leiter der zwei nun unter dem Namen Swissair Photo + Vermessungen AG als Tochterfirma der Swissair fusionierten Betriebe. Es wurde unter anderem eine Dornier Do-27 angeschafft.
Das historische Luftbildarchiv wurde unter Armin Baltensberger im Jahr 1997 in die Stiftung Luftbild Schweiz überführt und vom Bundesrat zum schützenswerten Kulturgut erhoben. Die Stiftung Luftbild Schweiz und die Sammlung PhotoSwissair gelangten zunächst unter die Aegide des Fliegermuseums Dübendorf, die Sammlung ist seit 2009 ins Archiv der ETH Zürich integriert.
Bei Swissair Photo hatte schon 1994 die Ablösung von der Swissair begonnen durch die Verlegung des Sitzes nach Regensdorf und eine Beteiligung am deutschen Unternehmen BSF Luftbild GmbH in Diepensee bei Berlin, einem Abkömmling der Interflug. 1997 erfolgte durch ein Management-Buyout die Ablösung von der Swissair und die Formierung der Swissphoto Vermessung AG (ab 2000 Swissphoto AG). Die 2008 unter einem Dach zusammengeführten Swissphoto AG, BSF Luftbild GmbH und BSF-digital GmbH traten ab diesem Zeitpunkt als BSF Swissphoto auf dem internationalen Markt auf.

## Flotte

### Letzte aktive Flotte (Stand Oktober 2002)
| Anz. | Flugzeugmuster          | Einsatzzeitraum | Kennzeichen            |
| ---- | ----------------------- | --------------- | ---------------------- |
| 9    | Airbus A319-112         | ab 1996         | HB-IPR – Z             |
| 20   | Airbus A320-214         | ab 1995         | HB-IJA – T             |
| 12   | Airbus A321-111         | ab 1995         | HB-IOA – L             |
| 16   | Airbus A330-223         | ab 1998         | HB-IQA – P             |
| 19   | McDonnell Douglas MD-11 | ab 1991         | HB-IWA – E, HB-IWG – U |

Ausserdem waren neun Airbus A340-600 bestellt, die aber nicht mehr ausgeliefert wurden.

### Zuvor eingesetzte Flugzeuge
Die Swissair hat in ihrer langen Geschichte eine Vielzahl unterschiedlicher Flugzeugtypen betrieben. Für detaillierte Informationen siehe

#### Propellerflugzeuge bis 1945
Fokker VII a, Fokker VII b, Messerschmitt M18 d, Comte AC-4, Lockheed 9 Orion, Clark GA-43, Curtiss AT-32C Condor, Douglas DC-2, Junkers Ju 86-B-0, De Havilland DH.89 Dragon Rapide, Douglas DC-3, De Havilland DH.98 Mosquito (kurzzeitig als reines Postflugzeug).

#### Propellerflugzeuge nach 1945
Douglas DC-4, Mraz M-65 Cap (als Fotoflugzeug für Swissair Photo), Nord 1000 (Schulflugzeug), Convair CV-240 Liner, Douglas DC-6B, Convair CV-440 Metropolitan, Douglas DC-7C Seven Seas, Scottish Aviation Twin Pioneer, Douglas DC-6A Cargoliner (Frachtflugzeug), dazu von 1965 bis 1972 Fokker F-27 Friendship 400 in Farben der Balair für Swissair-Strecken ab Bern-Belp.

#### Strahlflugzeuge
Ab 1960 erfolgte die Einführung von Strahlflugzeugen, welche bis 1968 die Propellerflugzeuge komplett abgelöst hatten.

Sud Aviation SE210 Caravelle, Douglas DC-8-32, Convair CV-880-22M, Convair CV-990 A Coronado, Douglas DC-8-53, Douglas DC-9-15, BAC 1-11, Douglas DC-9-32, Douglas DC-8-62, Boeing 747-257B, McDonnell Douglas DC-10-30, Douglas DC-9-41, Douglas DC-9-51, Douglas DC-9-81/82/83, Airbus A310-221, Boeing 747-357, Airbus A310-322, Fokker 100, McDonnell Douglas MD-11, Airbus A321-111, Airbus A320-214, Airbus A319-112, Airbus A330-223.

## Zwischenfälle

### Unfälle
| Flug                         | Datum                 | Flugzeug                              | Art                                                       | Route            | Tote                                                  | Grund |
| ---------------------------- | --------------------- | ------------------------------------- | --------------------------------------------------------- | ---------------- | ----------------------------------------------------- | --- |
| Flug Zürich–Stuttgart        | 27. Juli 1934         | Curtiss AT-32C HB-LAP                 | Absturz bei Wurmlingen                                    | Zürich–Stuttgart | 12                                                    | Durch starke Turbulenz Bruch einer Tragfläche der drei Monate alten Maschine. Nelly Diener, die erste Flugbegleiterin Europas, gestorben. |
|                              | 27. Februar 1936      | Douglas DC-2 HB-ITI                   | Bruchlandung in Dübendorf                                 | Zürich–London    | keine                                                 | |
|                              | 30. April 1936        | Clark GA-43 HB-ITU                    | Absturz an der Rigi                                       | Frankfurt–Basel  | 2                                                     | Navigationsfehler |
|                              | 12. August 1936       | Junkers Ju 86 HB-IXI                  | Bruchlandung bei Wixhausen                                |                  |                                                       | |
|                              | 7. Januar 1939        | Douglas DC-2 HB-ITA                   | Absturz bei Senlis in der Nähe von Paris                  | Zürich–Paris     | 5 (von 17)                                            | schlechte Sicht bei Landung |
|                              | 20. Juli 1939         | Junkers Ju 86 HB-IXA/HB-IXE           | Absturz bei Konstanz                                      | Wien–Zürich      | 6                                                     | Motorschaden |
|                              | 5. August 1939        | Douglas DC-2 HB-ITE                   | Bruchlandung in Dübendorf                                 | Basel–Zürich     |                                                       | Überrollen der Landebahn |
|                              | 9. August 1944        | Douglas DC-2 HB-ISI                   | Zerstörung nach einem Bombenangriff bei Stuttgart         |                  |                                                       | Bombentreffer |
|                              | 13. Dezember 1950     | Douglas DC-4 HB-ILE                   | Bruchlandung in Sydney (NS)                               | Shannon–Gander   | keine (31 Insassen)                                   | CFIT (Controlled flight into terrain) im Anflug                                                                                           |
|                              | 14. Dezember 1951     | Douglas DC-4 HB-ILO                   | Bruchlandung in Amsterdam-Schiphol                        | Zürich–Amsterdam | keine (20 Insassen)                                   | Besatzungsfehler beim Durchstarten |
| Flug Genf–Heathrow (HB-IRW)  | 19. Juni 1954         | Convair CV-240 HB-IRW                 | Notwasserung im Ärmelkanal vor Folkestone                 | Genf–London      | 3 Tote (von 9)                                        | Pilotenfehler: Flugzeug nicht aufgetankt; Tod von Passagieren durch Ertrinken, keine Schwimmwesten an Bord (damals nicht vorgeschrieben)  |
| Flug Gander–Shannon (HB-IMD) | 15. Juli 1956         | Convair CV-440 HB-IMD                 | Strömungsabriss in der Endanflugkurve bei Shannon         | Gander–Shannon   | alle 4 Insassen                                       | Übermüdung |
|                              | 18. Juni 1957         | Douglas DC-3 HB-IRK                   | Strömungsabriss auf einem Trainingsflug über dem Bodensee | Zürich–Zürich    | alle 9 Insassen                                       | |
| Swissair-Flug 306            | 4. September 1963     | Sud Aviation Caravelle HB-ICV         | Absturz bei Dürrenäsch                                    | Zürich–Genf      | alle 80 Insassen                                      | Brand im Fahrwerkschacht |
|                              | 10. Februar 1967      | Convair CV-440 Metropolitan HB-IMF    | Flug in die Lägern bei Zürich                             | Trainingsflug    | alle 4 Insassen                                       | CFIT im Nebel |
| Swissair-Flug 330            | 21. Februar 1970      | Convair CV-990 Coronado HB-ICD        | Absturz in der Nähe von Würenlingen                       | Zürich–Tel Aviv  | alle 47 Insassen                                      | Bombe im Gepäckraum |
| Swissair-Flug 100            | 6./12. September 1970 | Douglas DC-8 HB-IDD «Nidwalden»       | auf einem Flugfeld bei Zarqa in Jordanien gesprengt       | Zürich–New York  | keine (157 Insassen)                                  | Entführung durch die PFLP |
| Flug Wien–Zürich (HB-IFR)    | 26. Dezember 1971     | Douglas DC-9 HB-IFR «Ticino»          | Kollision auf dem Flughafen Wien-Schwechat                | Wien–Zürich      | keine (74 Insassen), Pilot des Sportflugzeugs getötet | Kollision mit einer Beechcraft Baron beim Start bei dichtem Nebel                                                                         |
| Swissair-Flug 316            | 8. Oktober 1979       | Douglas DC-8-62 HB-IDE                | Bruchlandung auf dem Flughafen in Athen                   | Genf–Athen       | 14 (von 154)                                          | Überschiessen der Piste nach spätem Aufsetzen und ungenügender Abbremsung                                                                 |
| Swissair-Flug 111            | 2. September 1998     | McDonnell Douglas MD-11 HB-IWF «Vaud» | Absturz ins Meer bei Peggy’s Cove, Nova Scotia            | New York–Genf    | alle 229 Insassen                                     | Kabelbrand des In-flight-Entertainment-Systems führte zu Cockpitfeuer, Instrumentenausfall und Kontrollverlust                            |

- Palästinensische Terroranschläge von 1969 und 1970 gegen die Schweiz

### Treibstoffschnellablass
Die Swissair musste 1993 und 1994 im Mittel weltweit 286 Tonnen und in den Zuständigkeitsgebieten der schweizerischen Flugsicherung 200 Tonnen Kerosin jährlich ablassen.

## Trivia
- Nach der Fluggesellschaft hat der Schweizer Astronom Paul Wild den 1968 von ihm entdeckten Asteroiden 2138 Swissair benannt.
- In einer 2007 spielenden Folge (Wer den Penny ehrt) der US-Sitcom How I Met Your Mother taucht eine am JFK-Flughafen in New York abgestellte Swissair-Maschine auf, obwohl die Fluggesellschaft damals schon seit sechs Jahren nicht mehr existierte.
- Die Marke Swissair wurde von der Nachfolgefluggesellschaft Swiss 2009 aus der Nachlassmasse gekauft. Damit der Schutz der Marke gewährleistet bleibt, fliegt in den USA als Lizenznehmerin die private Fluggesellschaft Hopscotch Air mit dem Schriftzug Swissair. Aus gleichem Grund fliegt in der Schweiz seit 2011 die Motorfluggruppe Zürich mit zwei entsprechenden Flugzeugen.[51]
- Die Errichtung eines Swissair-Museums im historischen Abfertigungsgebäude[52] auf dem Flugplatz Dübendorf wurde 2016[53] angeregt und am 22. Februar 2016 über eine Einzelinitiative[54] als Antrag dem Kantonsrat unterbreitet.

## Filme

Liselotte Pulver und Paul Hubschmid, Hauptdarsteller im Swissair-Imagefilm … This is your Captain speaking!, Werbefoto: Hans Gerber, Comet Photo, Bildarchiv ETH-Bibliothek, Zürich, 1968

- … This is your Captain speaking!. Piloten-Nachwuchs-Förderungsfilm für die Swissair, Condor Films, 1967, 14:34 Minuten
- Grounding – Die letzten Tage der Swissair – ein Schweizer Kinofilm, der von den letzten Tagen der Schweizer Fluggesellschaft Swissair handelt.

## Dokumentationen
- Swissair – Die letzten Jahre (Teil 1). In: DOK. 28. September 2006; (Teil 2) vom 2. Oktober 2006. Ein Film von Hansjürg Zumstein.
- Als die Schweiz den Atem anhielt: Das Drama der Swissair. In: DOK vom 16. August 2011. Ein Film von Hansjürg Zumstein.
- Vorbereitungen für einen Swissair-Flug nach Tokio mit der Convair 880M. «Zytglogge» vom 12. Januar 1962. Geschichte Swissair | SRF Archiv
- Flug zum Kennedy Airport (1970). Geschichte Swissair | SRF Archiv. 1. Januar 1970